# EU-Austritt des Vereinigten Königreichs

1. F7931E Vereinigtes Königreich
2. 003399 EU-Staaten (Februar 2020)

Der EU-Austritt des Vereinigten Königreichs, oft als Brexit (Kofferwort für British exit) bezeichnet, erfolgte am 31. Januar 2020 und ist durch das am 24. Januar 2020 unterzeichnete Austrittsabkommen geregelt. In der dort bis zum 31. Dezember 2020 vereinbarten Übergangsphase wurden bis zum 24. Dezember 2020 die langfristigen Beziehungen zwischen dem Vereinigten Königreich (VK, engl. UK, von United Kingdom) und der Europäischen Union (EU) neu ausgehandelt. Seit dem 1. Januar 2021 ist das Vereinigte Königreich nicht mehr Teil des EU-Binnenmarktes und der Zollunion.
Der Austrittsprozess wurde durch das EU-Mitgliedschaftsreferendum am 23. Juni 2016 (meist Brexit-Referendum genannt) angestoßen, bei dem 51,89 % der Teilnehmer für den EU-Austritt stimmten. Premierministerin Theresa May leitete am 29. März 2017 den Austritt aus der EU und aus EURATOM gemäß Artikel 50 des Vertrags über die Europäische Union durch schriftliche Mitteilung an den Europäischen Rat rechtlich wirksam in die Wege, wodurch eine zwei Jahre dauernde Verhandlungsphase begann, die im Jahr 2019 noch dreimal verlängert wurde.
May stellte im Januar 2017 in einer Grundsatzrede einen Zwölf-Punkte-Plan für einen Brexit ohne EU-Teilmitgliedschaft oder assoziierte Mitgliedschaft vor; das VK sollte demnach aus dem europäischen Binnenmarkt, der Zollunion und aus der Jurisdiktion des Europäischen Gerichtshofs ausscheiden. Am 14. November 2018 einigten sich die EU und die Regierung des VK auf ein entsprechendes Austrittsabkommen.
Die für den 11. Dezember 2018 im britischen Unterhaus geplante Abstimmung über das Austrittsabkommen wurde wegen innenpolitischer Widerstände, insbesondere wegen der sogenannten „Backstop“-Klausel, die eine harte Grenze zwischen Irland und dem Vereinigten Königreich verhindern sollte, verschoben, und weitere Nachverhandlungen fanden statt. Bei drei Abstimmungen zwischen Januar und März 2019 stimmte das Unterhaus jeweils mit großer Mehrheit gegen das Abkommen. Um einen ungeregelten Austritt am 29. März 2019 zu verhindern, einigten sich der Europäische Rat und die britische Regierung zweimal auf eine Verschiebung des Austrittstermins bis spätestens 31. Oktober 2019. Deshalb musste das VK am 23. Mai an der Europawahl teilnehmen, bei der die 2019 gegründete Brexit Party auf Anhieb 30,5 % der Stimmen erhielt und als Wahlsieger mit 29 Sitzen ins EU-Parlament einzog.
Im Juli 2019 trat Theresa May von ihrem Amt zurück und Boris Johnson wurde ihr Nachfolger. Das Unterhaus beschloss Anfang September ein Gesetz, das den Premierminister verpflichtete, eine weitere Verlängerung bei der EU zu beantragen, sollte bis zum 19. Oktober kein Austrittsabkommen ratifiziert worden sein. Am 10. September vertagte Königin Elisabeth II. auf Rat Johnsons für eine ungewöhnlich lange Zeitspanne das Parlament mit einer Prorogation, was am 24. September vom Supreme Court für rechtswidrig erklärt wurde. Am 17. Oktober einigten sich die britische Regierung und die EU auf ein erneut nachverhandeltes Abkommen, das nun keinen Backstop mehr vorsieht. Da das Unterhaus die Abstimmung am 19. Oktober vertagte, war Johnson gezwungen, eine neuerliche Verschiebung des Austrittsdatums auf den 31. Januar 2020 zu beantragen. Der Europäische Rat gab dem Antrag am 28. Oktober statt. Daraufhin beschloss das Unterhaus eine vorgezogene Neuwahl für den 12. Dezember. Bei dieser erhielt die Conservative Party eine absolute Mehrheit der Unterhaussitze. Im Januar 2020 stimmten das britische Parlament und das EU-Parlament dem Brexit-Abkommen zu, mit dem das VK am 31. Januar 2020 um 23 Uhr UTC (24 Uhr MEZ) aus der Europäischen Union und EURATOM austrat, jedoch bis Ende 2020 Teil des EU-Binnenmarkts und der Zollunion blieb.
Prognosen zufolge würde der Brexit insbesondere die Wirtschaft des VK treffen; diese war durch die COVID-19-Pandemie seit März 2020 ohnehin schon in einer Rezession. Es würden auch signifikante Auswirkungen auf die EU erwartet, speziell auf Deutschland und andere mit dem VK stark verflochtene EU-Länder.
Mit dem am 30. Dezember 2020 unterzeichneten und am 1. Januar 2021 vorläufig in Kraft getretenen Handels- und Kooperationsabkommen zwischen der Europäischen Union und dem Vereinigten Königreich ist der EU-Austritt nun in rechtlicher Hinsicht vorerst geklärt. Am 27. Februar 2023 verkündigten die Kommissionspräsidentin Ursula von der Leyen und der britische Premierminister Rishi Sunak das Windsor-Abkommen, das Nordirland freien Handelszugang sowohl zum EU-Binnenmarkt als auch zum britischen Markt gewährt und das das nordirische Parlament mit einem Vetorecht gegen neue EU-Regeln ausstattet.

## BegriffBrexit
Als Kurzbezeichnung für den Austritt des Vereinigten Königreichs aus der Europäischen Union ist weltweit das Kunst- und Kofferwort Brexit etabliert – eine Verschmelzung von British und exit (deutsch britischer Austritt). Der Duden ordnet die Bezeichnung Brexit als Politikjargon ein. Nach Auftauchen des Wortes Grexit für den eventuellen Austritt Griechenlands aus dem Euro-Währungsraum im ersten Jahrzehnt des 21. Jahrhunderts wurde eine Reihe ähnlicher Begriffe gebildet, vorrangig durch Printmedien.
Die erstmalige Verwendung des Begriffs Brexit ist für den 15. Mai 2012 nachweisbar. Als Variation tauchte schon im Juni 2012 das Kunstwort Brixit auf.
Brexit-Fürsprecher werden gelegentlich Brexiteers (Wortbildung nach buccaneer, deutsch Freibeuter) oder Leavers (deutsch Abgänger) genannt, Brexit-Gegner Remainers sowie abwertend Remoaners (Kofferwort aus remainer ‚Verbleiber‘ und moan ‚jammern‘) oder Bremoaners.
2019 wurde brexiten Österreichisches Jugendwort des Jahres.

## Chronik

### 2016
- 20. Februar: Der britische Premierminister David Cameron gibt den Zeitpunkt des Referendums über einen Austritt aus der EU bekannt.
- 13. April: Eine Wahlkommission erkennt zwei Vereinigungen als Kampagnen-Organisationen an, nämlich Vote Leave und Britain Stronger in Europe.
- 23. Juni: Beim Referendum über einen Austritt des Vereinigten Königreichs aus der EU entscheiden sich knapp 52 % der Wähler für einen Austritt.
- 24. Juni: Premierminister Cameron kündigt seinen Rücktritt für Oktober 2016 an.
- 13. Juli: Die ursprüngliche Brexit-Gegnerin Theresa May wird zur neuen Premierministerin ernannt. Der Brexit-Befürworter David Davis wird Minister für den Austritt aus der Europäischen Union.

### 2017
- 1. Februar: Das Unterhaus ermächtigt die britische Regierung per Gesetz zur Einreichung eines Austrittsantrags bei der EU.
- 1. März: Das britische Oberhaus stellt zum Brexit-Gesetz einen Änderungsantrag.
- 13. März: Das Unterhaus verweigert den Änderungsantrag zum Brexit-Gesetz. Das Oberhaus akzeptiert das ursprüngliche Brexit-Gesetz.
- 29. März: Offizieller Austrittsantrag des Vereinigten Königreichs an die EU nach Artikel 50. Das Vereinigte Königreich und die EU haben bis zum 29. März 2019 Zeit, über die Austrittsmodalitäten zu verhandeln.
- 18. April: Vorgezogene Neuwahl für das Unterhaus wird angekündigt.
- 8. Juni: Das Unterhaus wird neu gewählt.
- 15. Dezember: Der Rat der Europäischen Union stellt fest, dass die erforderlichen Fortschritte zu den Punkten Austrittsbetrag, Bürger im Ausland sowie irische Grenze erreicht sind, und beschließt, in die Zweite Verhandlungsrunde einzutreten.

### 2018
- 20. Juni: Das Austrittsgesetz tritt in Kraft. Es sorgt dafür, dass nach dem Austritt die europäischen Regeln zu britischen Regeln werden, so dass das Vereinigte Königreich sie abändern kann.
- 9. Juli: Dominic Raab wird Minister für den Austritt aus der Europäischen Union.
- 13. November: Die Europäische Kommission veröffentlicht einen Notfallplan für den Fall des Austritts ohne Abkommen.
- 14. November: Die Europäische Kommission und die britische Regierung präsentieren den Entwurf für ein Austrittsabkommen.
- 16. November: Stephen Barclay wird Minister für den Austritt aus der Europäischen Union.
- 25. November: Der Europäische Rat billigt den Text des Austrittsabkommens als Verhandlungsergebnis, der zunächst dem Parlament des Vereinigten Königreichs und nach dessen Zustimmung dem Europäischen Parlament zur Abstimmung vorgelegt werden soll.
- 10. Dezember: Die britische Regierung setzt die für den 11. Dezember geplante Abstimmung zum Abkommen im Unterhaus ab, da May eine Niederlage befürchtet. Sie bemüht sich in der Folge vergeblich um weitere Zugeständnisse der EU.

### 2019
- 15. Januar: Das Unterhaus entscheidet sich gegen das Austrittsabkommen (432:202 Stimmen).
- 12. März: Das Unterhaus entscheidet sich erneut gegen das Austrittsabkommen (391:242 Stimmen).
- 13. März: Das Unterhaus lehnt einen EU-Austritt des Vereinigten Königreichs ohne Abkommen ab (321:278 Stimmen), nachdem durch einen zuvor angenommenen Änderungsantrag (312:308 Stimmen) die zeitliche Einschränkung aus dem Hauptantrag entfernt wurde.
- 14. März: Das Unterhaus lehnt ein zweites Referendum über den Verbleib in der EU ab (85:334 Stimmen). Des Weiteren lehnt das Unterhaus ab, dass das Parlament anstelle der Regierung die Tagesordnung des Parlaments bestimmt (312:314 Stimmen).[11] Ein Antrag der Regierung, dass sie beauftragt wird, mit der EU um eine Verschiebung des Austrittstermins um mindestens drei Monate zu verhandeln, wird angenommen (412:202 Stimmen).[12]
- 20./21. März: Premierministerin May bittet die Europäische Union um einen Brexit-Aufschub bis zum 30. Juni 2019[13] und einigt sich mit dem Europäischen Rat auf eine Verschiebung bis mindestens zum 12. April.
- 29. März: Das Unterhaus entscheidet sich gegen die Annahme der Austrittsmodalitäten des Austrittsabkommens (344:286 Stimmen).[14]
- 5. April: Premierministerin May bittet die Europäische Union erneut um einen Brexit-Aufschub bis zum 30. Juni 2019.
- 10. April: Das Gipfeltreffen der EU-27 mit Premierministerin May in Brüssel billigt den Vorschlag, dem Vereinigten Königreich bis zum 31. Oktober 2019 Zeit zu geben, den ausgehandelten Vertrag anzunehmen. Anderenfalls erfolgt zum 31. Oktober der ungeregelte Austritt des Vereinigten Königreichs aus der EU.
- 11. April: Das Vereinigte Königreich verkündet, am 26. Mai 2019 an den Wahlen zum EU-Parlament teilzunehmen.
- 24. Mai: Premierministerin May kündigt ihren Rücktritt als Parteichefin der Konservativen Partei für den 7. Juni an.[15]
- 24. Juli: Boris Johnson wird neuer Premierminister und benennt sein neues Kabinett. Er verspricht den Brexit für den 31. Oktober – und zwar unter allen Umständen („do or die“).
- 28. August: Premierminister Johnson verkündet eine Unterbrechung der laufenden Sitzungsperiode des Parlaments (sog. Prorogation) vom 10. September bis zum 10. Oktober.
- 3. September: Die britische Regierung verliert während der laufenden Parlamentssitzung durch den Fraktionswechsel des Tory-Parlamentsabgeordneten Phillip Lee zu den pro-europäischen Liberalen ihre Mehrheit im Unterhaus.[16]
- 9. September: Das Parlament verabschiedet mit 311:302 Stimmen[17] ein Gesetz, das die britische Regierung dazu verpflichtet, bei der EU erneut eine Verschiebung des Austritts über den 31. Oktober hinaus zu beantragen, sofern bis zum 19. Oktober kein Austrittsabkommen mit der EU verabschiedet wird.[18]
- 9. September: Zum Ende des Tages wird die laufende Sitzungsperiode des Parlaments unterbrochen. Der planmäßige nächste Sitzungstag ist der 14. Oktober.
- 24. September: Der Oberste Gerichtshof des Vereinigten Königreichs erklärt die Unterbrechung der Sitzungsperiode des Parlaments als verfassungswidrig und damit nichtig.[19] John Bercow, Sprecher des Unterhauses, erklärt daraufhin, dass das Parlament am 25. September seine Arbeit wieder aufnimmt.
- 17. Oktober: Der Europäische Rat (alle Regierungschefs inkl. dem Vereinigten Königreich) einigt sich auf Änderungen des vorliegenden Austrittsvertrags vom November 2018.[20] Dieser sieht nun u. a. statt dem Backstop eine Regelung vor, in der für die EU bestimmte Güter bereits in Großbritannien verzollt und kontrolliert werden.[21]
- 19. Oktober: Das Unterhaus vertagt die Abstimmung über das neue Abkommen und zwingt damit Johnson, erneut eine Verschiebung des Brexit-Termins beim Europäischen Rat zu beantragen. Johnson schickt einen Antrag auf Verlängerung an Donald Tusk und ein weiteres Schreiben, in dem er um die Ablehnung der Verlängerung bittet.[22]
- 21. Oktober: Die britische Regierung veröffentlicht einen Entwurf für das Brexit-Gesetz.
- 22. Oktober: Das Unterhaus votiert für eine zweite Lesung zum Brexit-Gesetz (329:299 Stimmen).[23] Jedoch votiert das Unterhaus gegen den von der Regierung vorgeschlagenen Gesetzgebungszeitplan (322:308 Stimmen).[24]
- 28. Oktober: Der Europäische Rat einigt sich auf eine weitere Verschiebung des Austrittsdatums auf den 31. Januar 2020, mit der Option eines früheren Austretens für den Fall, dass der Austrittsvertrag früher ratifiziert wird.[25] Am nächsten Tag liegt der formale Beschluss vor.
- 29. Oktober: Das Unterhaus beschließt mit 438:20 Stimmen eine Neuwahl für den 12. Dezember.
- 12. Dezember: Bei der Wahl zum Britischen Unterhaus erhält die Conservative Party von Premierminister Johnson die absolute Mehrheit der Sitze.
- 20. Dezember: Das Unterhaus nimmt den Gesetzesvorschlag zum EU-Austritt mit 353:243 Stimmen an. Alle 352 Abgeordnete der Conservative Party und die Labour-Abgeordnete Emma Lewell-Buck stimmen für die Annahme des Gesetzes.[26]

### 2020
- 22. Januar: Das von Boris Johnson vorgeschlagene britische Gesetz zum EU-Austritt nimmt mit der Zustimmung im Oberhaus die letzte Hürde im britischen Parlament. Zuvor hatte das Oberhaus versucht, mehrere Änderungen einzubringen, die aber vom Unterhaus zurückgewiesen wurden.[27] Mit dem Royal Assent am nächsten Tag erlangt der European Union (Withdrawal Agreement) Act 2020 Rechtskraft.
- 24. Januar: Das Austrittsabkommen zwischen der EU und dem Vereinigten Königreich wird zuerst in Brüssel von Ursula von der Leyen (Präsidentin der Europäischen Kommission) und Charles Michel (Präsident des Europäischen Rates) unterzeichnet, anschließend von Premierminister Boris Johnson an seinem Amtssitz in London.
- 29. Januar: Das EU-Parlament ratifiziert mit 621:49 Stimmen das Brexit-Abkommen und verabschiedet das austretende Mitglied mit dem Absingen von Auld Lang Syne.[28]
- 31. Januar: Um 23.00 UTC (24.00 MEZ) wird das Austrittsabkommen wirksam. Das Vereinigte Königreich gilt für die EU nun als Drittstaat.
- Oktober: Das britische Oberhaus (House of Lords) lehnt das umstrittene Binnenmarktgesetz (Internal Market Bill) ab, mit dem die Regierung Johnson den gültigen Brexit-Deal aushebeln will.
- 7. November: Ursula von der Leyen und Johnson verhandeln über ein Post-Brexit-Handelsabkommen.[29]
- 9. November: Das britische Oberhaus lehnt das umstrittene Binnenmarktgesetz mit 433 zu 165 Stimmen erneut ab.[30]
- 24. Dezember: Eine Grundsatzvereinbarung über ein Handels- und Kooperationsabkommen wurde erzielt. Die Regierungen aller EU-Mitgliedsstaaten und in einigen Fällen auch deren Parlamente, das Europäische und das britische Parlament müssen dem Abkommen noch zustimmen.
- 30. Dezember: EU-Kommissionschefin Ursula von der Leyen und Ratspräsident Charles Michel unterzeichnen das Handels- und Kooperationsabkommen.[31] Das britische Unterhaus votiert ebenfalls für das Abkommen.[32] Die Landesparlamente von Schottland und Nordirland stimmten gegen das Abkommen. Das Landesparlament von Wales stimmte für das Abkommen. Diese Entscheidungen der Landesparlamente hatten lediglich Symbolwert.[33]
- 31. Dezember: Königin Elisabeth II. setzt das Gesetz zur Anwendung des Handels- und Kooperationsabkommen in Kraft.[34] Die Regierungen von Großbritannien und Spanien entscheiden, dass das britische Überseegebiet Gibraltar dem Schengen-Raum beitritt.[35]

### 2021
- 1. Januar: Die seit dem 1. Februar 2020 gültige Übergangsphase endet. Das Vereinigte Königreich hat den EU-Binnenmarkt und die Zollunion verlassen. Das Handels- und Kooperationsabkommen findet vorläufig Anwendung.
- erstes Quartal 2021: das Handelsvolumen zwischen Großbritannien und den EU-Ländern ist 23,1 Prozent geringer als im ersten Quartal 2018 (das als letzte stabile Handelsperiode vor dem Brexit gilt). Der Handel mit nichteuropäischen Ländern ging im gleichen Zeitraum um 0,8 Prozent zurück.[36]
- 27. April: Das EU-Parlament stimmt dem Abkommen zu.[37]
- 19. Mai: die Gespräche zwischen der britischen Regierung und der US-Regierung über die Handelsabkommen stagnieren.[38]
- 9. Juli 2021: laut neuem EU-Haushaltsbericht 2020 wird die Höhe der BREXIT-Ausrittsrechnung mit 47,5 Milliarden Euro beziffert. Großbritannien meint, sie solle 35 bis 39 Milliarden Pfund (41 bis 45,6 Milliarden Euro) betragen.[39]

- Mitte September 2021: die Regierung Johnson II verschiebt erneut die ab dem 1. Januar 2022 geplanten Kontrollen von Waren, die aus EU-Ländern nach Großbritannien importiert werden. Der britische Brexit-Beauftragte David Frost äußert, die COVID-19-Pandemie habe langfristigere Auswirkungen auf Unternehmen gehabt als ein halbes Jahr zuvor vermutet. Gründe für die Verschiebung sind offenbar, dass der Handel mit frischen Lebensmitteln leidet, dass Lastwagenfahrer fehlen und dass Transportkosten gestiegen sind. Außerdem verschärft sich die Nordirland-Frage.[40]
- Oktober 2021: Die EU kündigt Maßnahmen an, mit denen die Zollerklärungen im Handel zwischen Großbritannien und der Provinz Nordirland halbiert werden können.[41]
- 18. Dezember 2021: Der britische Brexit-Minister David Frost reicht seinen Rücktritt ein. Als Grund nennt er die Unzufriedenheit mit den von seiner Regierung beschlossenen Maßnahmen zur Eindämmung der Coronapandemie. Ursprünglich sei vereinbart gewesen, dass er bis Januar 2022 im Amt bleibe.[42] Am 20. Dezember wird bekannt, dass Liz Truss, die britische Außenministerin, das Brexit-Portfolio übernehmen wird. Aufgrund ihres breiten Verantwortungsspektrums kommt ihrem Stellvertreter Chris Heaton-Harris eine Schlüsselrolle zu. Das Politik-Magazin Politico zitiert Diplomaten auf der EU-Seite, die den Rücktritt Frosts begrüßen, sich allerdings abwartend äußerten, ob und welche Auswirkungen dies auf die Verhandlungen haben wird. Zudem wird Liz Truss als mögliche Nachfolgerin Boris Johnsons als Premierministerin gehandelt, was Einfluss auf ihre Haltung haben könnte.[43]
- Ende 2021: Das unabhängige Office for Budget Responsability (Komitee für die Haushaltsplanung, OBR) schätzt, dass der Brexit Großbritannien langfristig jährlich etwa vier Prozent an Wirtschaftskraft kosten wird, die COVID-19-Pandemie nur 1,5 Prozent. Rund 30.000 Migranten sind 2021 mit Schlauchbooten über den Ärmelkanal ins Vereinigte Königreich gekommen; daran kann die britische Regierung – trotz hoher Zahlungen an Frankreich – kaum etwas ändern.[44][45]
- 80.000 .eu-Domains, die auf britische Bürger oder Organisationen registriert waren, wurden deaktiviert. Um eine .eu-Domain zu besitzen, muss ein Wohnsitz in der EU angegeben werden oder der Besitzer muss EU-Bürger sein. Organisationen, die eine .eu-Domain besitzen, müssen in einem EU-Land registriert sein, darunter die den Austritt befürwortende Domain „Leave.eu“.[46]

## EU-Mitgliedschaftsreferendum 2016

### Auslöser 2011
David Cameron von der Konservativen Partei amtierte seit der Unterhauswahl 2010 als britischer Premierminister. Nach Camerons eigenen Angaben (in der 2019 ausgestrahlten BBC-Dokumentation The Cameron Years) war ein EU-Gipfel am 8. Dezember 2011 Auslöser für sein Versprechen eines Brexit-Referendums. An diesem Tag hatten Angela Merkel und Nicolas Sarkozy eine Änderung des Lissabon-Vertrags gefordert, um den Euro zu stabilisieren. Cameron wollte dem nur zustimmen, wenn die anvisierte Vertragsänderung auch britische Interessen berücksichtigte, was aber Merkel und Sarkozy ablehnten. Cameron legte daraufhin sein Veto gegen eine Änderung des EU-Vertrages ein. Nichtsdestotrotz vereinbarte eine Mehrheit der EU-Länder einen Untervertrag zur Stabilisierung des Euros (ESM). In Camerons Worten bedeutete dieses Ignorieren eines Vetos, dass die „Lage des Vereinigten Königreiches in der EU eigentlich zutieftst unstabil“ war, und kam über Weihnachten 2011 zum Schluss, dass „wir in der Tat versuchen mussten, die Instabilität von Britanniens Position innerhalb der EU zu ankern, sichern und ordnen, und ich traf die Entscheidung, dass es Zeit war, sich in Richtung eines Referendums zu bewegen.“

### Hintergrund

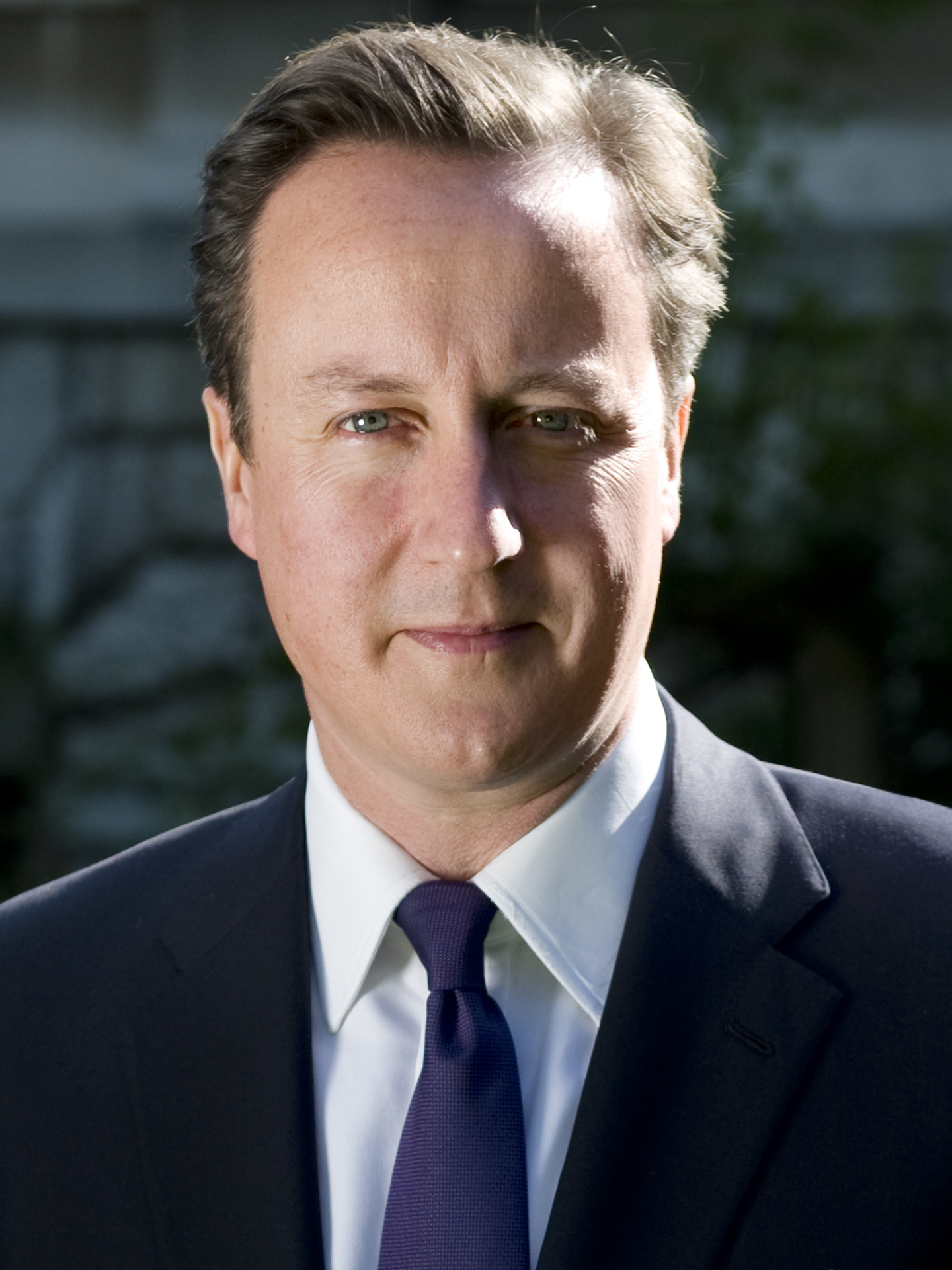
David Cameron, Premierminister 2010–2016

Am 23. Januar 2013 kündigte Cameron an, im Fall seiner Wiederwahl im Mai 2015 werde er spätestens im Jahr 2017 ein Referendum über ein Fortdauern der EU-Mitgliedschaft des Vereinigten Königreichs abhalten lassen. Zuvor wolle er aber mit den europäischen Partnern verhandeln, um eine Reform der EU insbesondere in Bezug auf Einwanderung und staatliche Souveränität zu erreichen.
Cameron war zuvor durch Wahlerfolge der UK Independence Party (UKIP), die den Austritt aus der EU forderte und ihre Anhänger auch aus dem Wählerpotential der Konservativen Partei bezog, unter Druck geraten. Bei der Europawahl 2014 wurde UKIP mit 27,5 % erstmals stärkste Kraft im Vereinigten Königreich. Bei der Unterhauswahl 2015 gewann sie fast vier Millionen Stimmen (12,6 %), die jedoch bedingt durch das britische Wahlsystem in nur einen von 650 Unterhaussitzen mündeten. Die Konservativen gewannen somit trotzdem die absolute Mehrheit der Sitze.
Das von Cameron nach der Unterhauswahl eingebrachte Gesetz über ein EU-Referendum wurde im Dezember 2015 verabschiedet.

### Reformverhandlungen mit der EU
Ende Januar 2016 begann die Schlussphase der Verhandlungen zwischen dem Vereinigten Königreich und der EU. Beim abschließenden Gipfeltreffen am 18. und 19. Februar in Brüssel kam eine Einigung zustande. Die zentrale Reformforderung zur Begrenzung der Einwanderung aus EU-Mitgliedstaaten (die dem Grundrecht auf Freizügigkeit widersprach) wurde so gelöst, dass jedes EU-Land einen Einwanderungsnotstand beantragen dürfe; bei Genehmigung durch die EU-Kommission dürfe das betroffene EU-Land dann vier Jahre lang reduzierte Sozialleistungen an neu ankommende EU-Ausländer zahlen. Am 20. Februar gab Cameron in London dann den 23. Juni 2016 als Termin für das Referendum bekannt und empfahl, für einen Verbleib in der EU zu stimmen.

### Reaktion und Umfragen vor dem Referendum

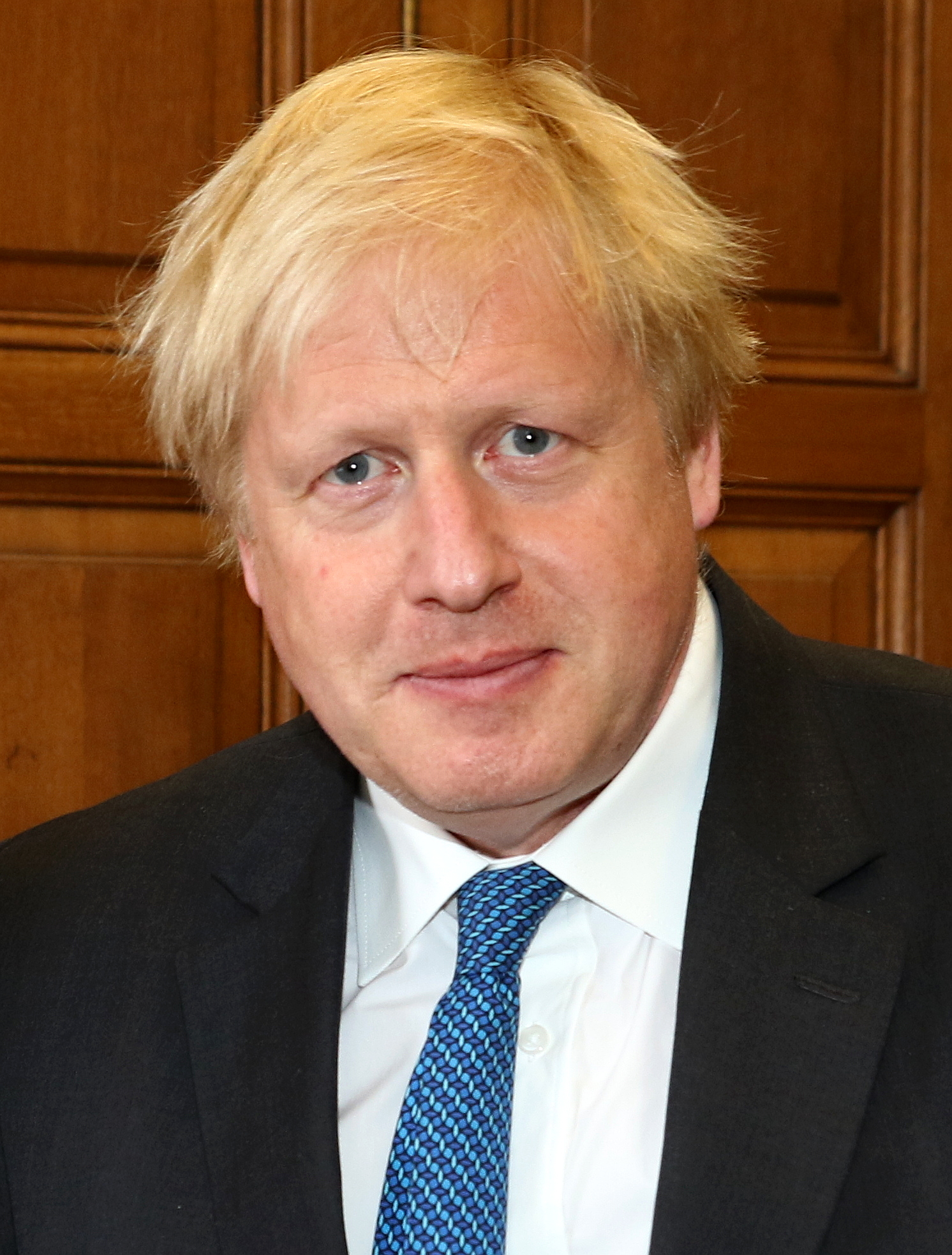
Boris Johnson, Außenminister 2017–2018

Dem früheren Bürgermeister Londons, Boris Johnson, ebenfalls von der Konservativen Partei, gingen die Reformen nicht weit genug. Hatte er noch zwei Tage zuvor eindringlich für einen Verbleib in der EU plädiert, so erklärte er am 21. Februar 2016, dass er sich der Kampagne für den EU-Austritt anschließe, Die überragende Bedeutung der Unterstützung durch Johnson für das Lager der Brexit-Befürworter bestand vor allem darin, dass er sie salonfähig machte und von dem Verdacht befreite, extremistische Positionen zu vertreten. Johnson war zu diesem Zeitpunkt der populärste Politiker des Landes und genoss weithin großes Vertrauen. In der Kampagne stellte er selbst immer wieder seine Internationalität heraus, um dem Vorwurf der Fremdenfeindlichkeit zu begegnen. „Ich kann Romane auf Französisch lesen und die Ode an die Freude auf Deutsch singen“, sagte er.
Die Immigration wurde zu einem Hauptthema in der politischen Auseinandersetzung. Die Brexit-Befürworter argumentierten, dass das Vereinigte Königreich die Kontrolle über seine Grenzen zurückgewinnen müsse, um die Zuwanderung einzudämmen. Johnson und seine Mitstreiter betonten, die Einwanderung müsse nach australischem Vorbild unter Kontrolle gebracht werden. Der Einwanderungskompromiss mit der EU wurde von der Remain-Kampagne hingegen kaum als Argument vorgebracht.
Auf seinem Kampagnenbus verbreitete Boris Johnson als Parole die umstrittene Behauptung, das Königreich überweise der EU jede Woche 350 Millionen Pfund, die man besser in den britischen Gesundheitsdienst investieren könne. Tatsächlich betrug die Überweisungssumme nur 248 Millionen Pfund pro Woche (wobei diese Reduktion um 30 % auf einen Rabatt beruhte, der stets vor der Überweisung abgezogen wurde). Die Vertreter der Remain-Kampagne (u. a. Premierminister Cameron und sein Schatzkanzler George Osborne) wiesen dagegen auf die Wichtigkeit des EU-Binnenmarktes für die britische Wirtschaft hin.

Entwicklung der Meinungsumfragen ab Ende 2012 bis Mitte 2016:
für den Verbleib in der EU
für den Austritt aus der EU
unentschlossen

Der britische Geschäftsmann Arron Banks unterstützte die britische Unabhängigkeitspartei UKIP unter ihrem Vorsitzenden und Europaabgeordneten Nigel Farage und die von ihm mitbegründete Brexit-Kampagne Leave.EU mit insgesamt zwölf Millionen Pfund, der bisher höchsten bekanntgewordenen politischen Spende im Vereinigten Königreich.
In den meisten Umfragen seit Mitte 2014 hatten sich die Wähler mehrheitlich für den Verbleib ihres Landes in der EU ausgesprochen. In den letzten Monaten vor dem Referendum am 23. Juni 2016 zeigten sich jedoch die Lager von Brexit-Befürwortern und Brexit-Gegnern in Umfragen annähernd gleich stark. Seit Oktober 2015 lagen die Brexit-Gegner stets mit wenigen Prozentpunkten vorn, nur am 12. Mai 2016 und zwischen dem 12. Juni und dem 17. Juni 2016 führten die Brexit-Befürworter mit knapper Mehrheit.
Nach dem Mord an der Labour-Abgeordneten Jo Cox durch einen fanatischen Nationalisten am 16. Juni 2016, eine Woche vor dem Referendum, schien sich die politische Stimmung gegen die Brexit-Befürworter zu wenden. Am Tag vor dem Referendum schätzten die Buchmacher der Wettbüros die Wahrscheinlichkeit für einen Brexit auf etwa 25 %. Der Ausgang des Referendums am 23. Juni kam daher für viele überraschend.

### Entscheidung für den Austritt
Beim EU-Mitgliedschaftsreferendum am 23. Juni 2016 betrug die Wahlbeteiligung 72,2 %. 51,89 % der Wähler stimmten für den Austritt des Vereinigten Königreichs aus der EU und 48,11 % für den Verbleib. Im EU-freundlichen Schottland und bei der EU-freundlichen jüngeren Bevölkerung war die Wahlbeteiligung überdurchschnittlich niedrig. Das Referendum war eine rein konsultative Volksbefragung und weder für die Regierung noch für das Parlament bindend.

## Politische Entwicklungen nach dem Referendum

### Rücktritte von Cameron, Hill, Farage
Nach Bekanntgabe des Ergebnisses des Referendums kündigte David Cameron am 24. Juni 2016 an, bis zum Oktober 2016 zurückzutreten. Er werde dem Europäischen Rat am 28. Juni 2016 noch die Entscheidung des britischen Volkes erläutern, aber seinem Nachfolger den Austrittsantrag und die Austrittsverhandlungen überlassen.
Der EU-Kommissar für Finanzstabilität, Finanzdienstleistungen und Kapitalmarktunion Lord Jonathan Hill erklärte am 25. Juni seinen Rücktritt.
Nigel Farage trat am 4. Juli 2016 als Parteichef von UKIP zurück. Er erklärte, dass er mit dem Austritt des Vereinigten Königreichs sein politisches Ziel erreicht habe. Zu den Austrittsverhandlungen werde er aber gelegentlich als Abgeordneter im EU-Parlament Stellung nehmen.

### Schlingerkurs der Labour Party

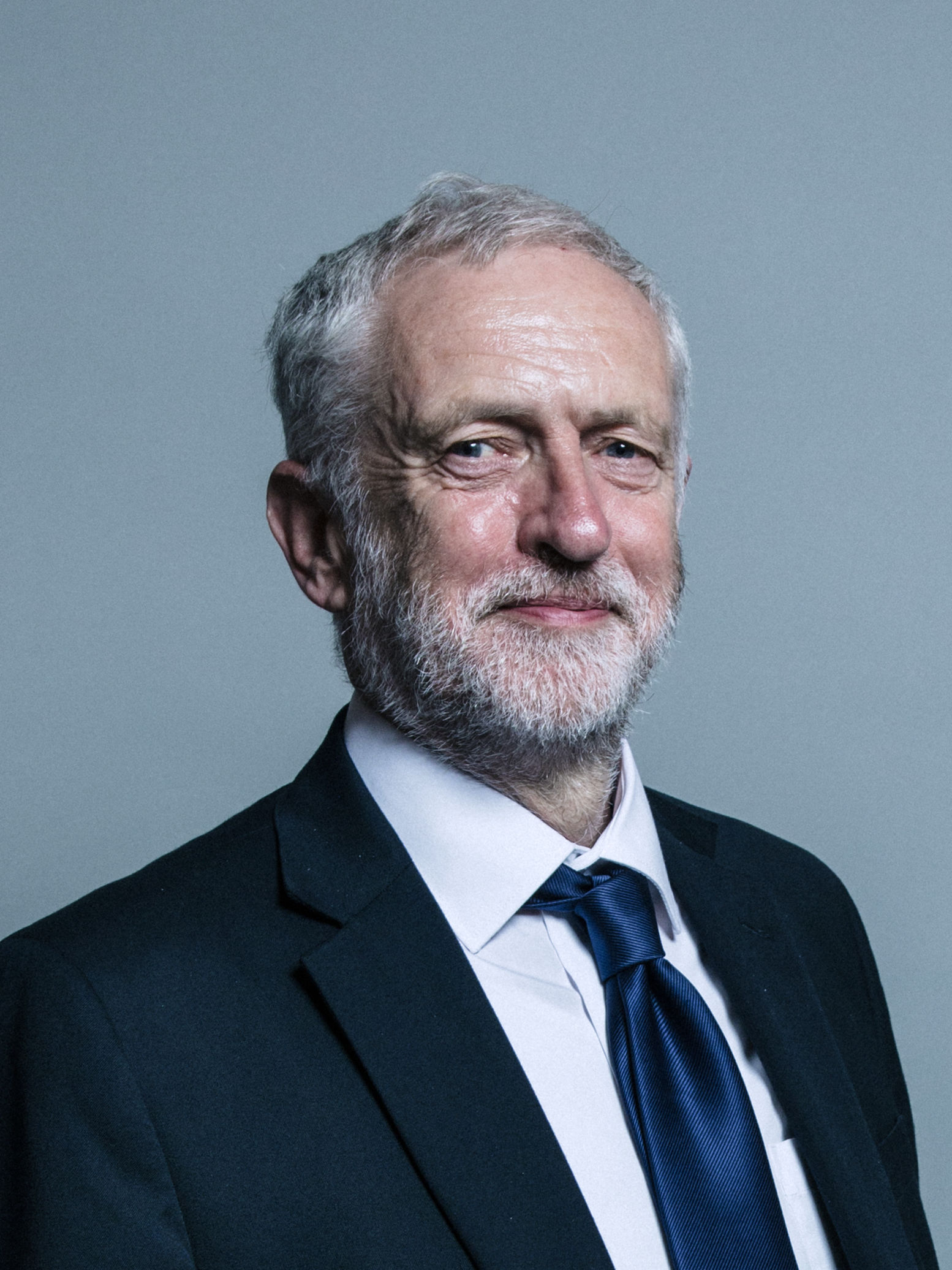
Jeremy Corbyn (2017)

Dem Vorsitzenden der Labour Party, Jeremy Corbyn, wurde von Parteimitgliedern vorgeworfen, sich allenfalls halbherzig für die Remain-Kampagne eingesetzt zu haben. Beispielsweise hatte er am 11. Juni 2016 erklärt, dass seine Zustimmung zur EU bei 70 % oder etwas höher liege. Die Labour-Abgeordneten sprachen ihm am 28. Juni zwar mit 172 zu 40 Stimmen das Misstrauen aus, allerdings bestätigte anschließend die Labour-Parteibasis am 24. September Corbyn als Parteiführer mit einem Stimmenanteil von knapp 62 %.
Nachdem Corbyn zunächst die Linie vertreten hatte, dass er das Referendum der Bürger zum Brexit akzeptiere, zeigte er sich ab September 2018 offen gegenüber einem neuen Brexitvotum, da er „als Vorsitzender gewählt worden [sei], um mehr innerparteiliche Demokratie bei Labour umzusetzen“. Insofern beuge er sich dem Beschluss der Partei, die ein zweites Brexit-Referendum fordert.

### Theresa May als neue Premierministerin

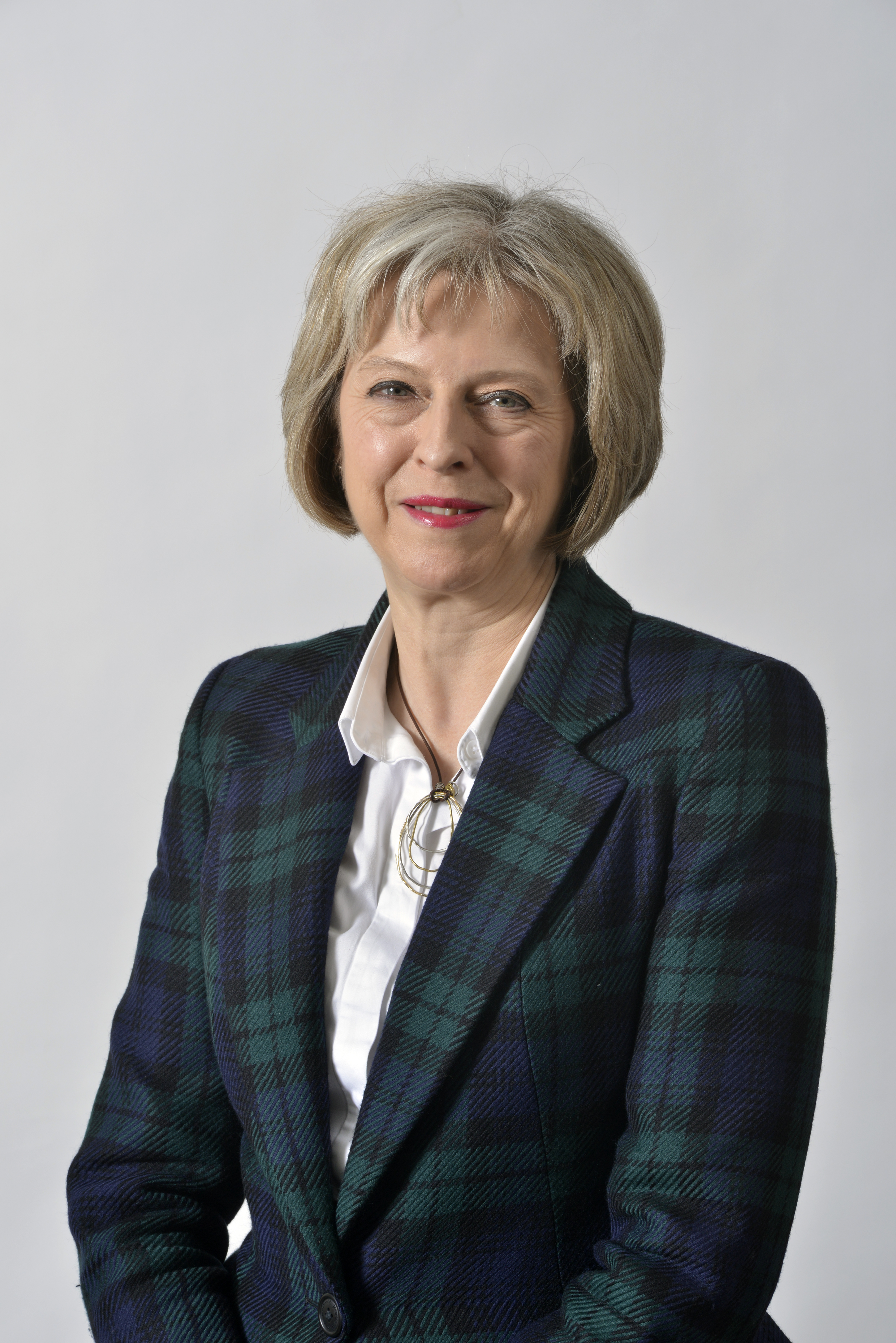
Theresa May, Premierministerin 2016–2019

Nach der Ankündigung des Rücktritts von David Cameron begann die parteiinterne Bewerbung um seine Nachfolge als Parteivorsitzender und Premierminister. Bei dem Auswahlverfahren schieden die aussichtsreichen Kandidaten Boris Johnson, Michael Gove und Andrea Leadsom aus, und Theresa May wurde am 11. Juli 2016 Parteivorsitzende.
Am 13. Juli ernannte Queen Elisabeth II. Theresa May zur Premierministerin des Vereinigten Königreichs. May besetzte 15 von 18 Ministerposten neu und band in ihr Kabinett sowohl Brexit-Befürworter als auch bisherige Brexit-Gegner ein. Als prominente EU-Skeptiker wurden Boris Johnson Außenminister, David Davis Minister für das Verlassen der Europäischen Union und Liam Fox Minister für internationalen Handel. Am 20. Juli teilte May dem EU-Ratspräsidenten Donald Tusk mit, das Vereinigte Königreich verzichte auf die turnusmäßige EU-Ratspräsidentschaft in der zweiten Jahreshälfte 2017.

### Reaktionen in Schottland
Die schottische Erste Ministerin Nicola Sturgeon (Schottische Nationalpartei, SNP) sagte nach der Bekanntgabe des Ergebnisses, dass ein erneutes Referendum in Schottland über den Verbleib im Vereinigten Königreich sehr wahrscheinlich sei. Das in Schottland erzielte Ergebnis von circa 60 % pro EU-Verbleib zeige, dass das schottische Volk seine Zukunft als Teil der Europäischen Union sehe.
Am 25. Juni 2016 begann die Regierung Schottlands mit den Vorbereitungsarbeiten für ein mögliches zweites Unabhängigkeitsreferendum. Allerdings stehen Abstimmungen zur Frage der schottischen Unabhängigkeit unter dem Vorbehalt der Legislative des Vereinigten Königreichs. Die Gesetzmäßigkeit einer einseitigen Unabhängigkeitserklärung Schottlands war bereits beim Referendum 2014 umstritten. Damals ermächtigte das Parlament in London die schottische Regierung ausnahmsweise zur Durchführung eines solchen Referendums.
Am 20. Oktober 2016 publizierte die schottische Regierung einen Gesetzentwurf für ein zweites Unabhängigkeitsreferendum; am 13. März 2017 kündigte Nicola Sturgeon einen Gesetzentwurf für ein zweites Unabhängigkeitsreferendum im schottischen Parlament an. Am 28. März 2017 ermächtigte das schottische Parlament Nicola Sturgeon, ein neues Referendum in London anzufragen, die es jedoch verschob, nachdem die SNP bei der vorgezogenen Neuwahl zum Unterhaus 21 ihrer 56 Mandate verloren hatte, und auch Umfragen in Schottland regelmäßig eine Mehrheit gegen ein zweites Unabhängigkeitsreferendum erbrachten.

### Reaktionen in der EU

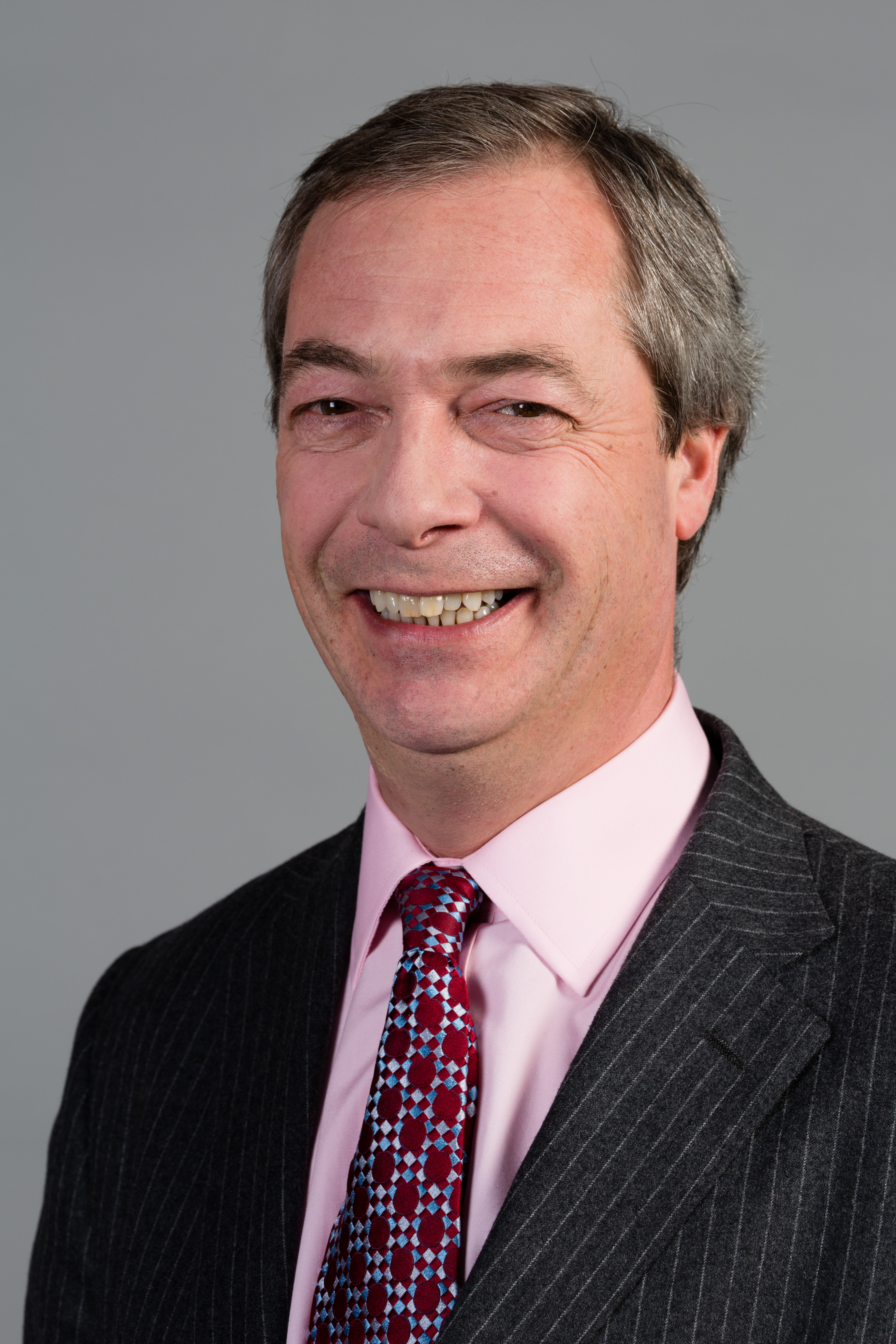
Nigel Farage (UKIP)

Der Präsident der Europäischen Kommission Jean-Claude Juncker dankte am 28. Juni David Cameron für erworbene europäische Verdienste und griff den anwesenden EU-Parlamentarier Nigel Farage, einen prominenten Vertreter der britischen Leave-Kampagne, mit der Frage an: „Warum sind Sie hier?“ Bei der Sitzung am folgenden Tage fehlte das Vereinigte Königreich; die schottische Regierungschefin machte einen Höflichkeitsbesuch. Man vertagte sich ohne konkrete Beschlüsse bis zum September.
Obwohl sich Juncker, der Präsident des Europäischen Parlaments Martin Schulz und der deutsche Bundesminister der Finanzen Wolfgang Schäuble für eine vertiefte Europäische Integration ausgesprochen hatten, stärkte das Referendum-Ergebnis zunächst die Gegner einer engeren Zusammenarbeit. Mit Blick auf das Referendum verwahrte sich Jeroen Dijsselbloem, Präsident der Euro-Gruppe, vor „neuen gewagten Schritten für weitere Integration“.
Am Rande der ersten EU-Konferenz ohne das Vereinigte Königreich am 17. September 2016 in Bratislava drohte der slowakische Premierminister Robert Fico mit einem Veto gegen jegliches Abkommen zwischen der EU und dem Vereinigten Königreich, wenn nicht alle nach dorthin ausgewanderten EU-Bürger als gleichwertige Bürger anerkannt werden.
Juncker und der französische Präsident François Hollande befürworteten im Oktober 2016 Härte in den Brexitverhandlungen, es müsse eine „Drohung, ein Risiko, einen Preis“ geben, um Nachahmer in der verbleibenden EU abzuschrecken und so das Ende der EU zu verhindern. Maltas Premierminister Joseph Muscat sagte am 5. Oktober 2016, die 27 verbleibenden EU-Staaten würden eine Einheitsfront bilden, und das Vereinigte Königreich solle erwarten, von ihr genauso behandelt zu werden wie Griechenland.
Fünf Tage nach dem Referendum stellte sich Bundeskanzlerin Angela Merkel vor dem Deutschen Bundestag hinter die EU-Verhandlungsposition: das Vereinigte Königreich dürfe nur dann im Binnenmarkt bleiben, wenn es die Personenfreizügigkeit für EU-Bürger akzeptiert. Sie bekräftigte den Zusammenhang des freien Verkehrs von Gütern, Kapital, Dienstleistungen und Personen. Der CDU-Außenexperte Norbert Röttgen warb für eine neuartige Wirtschaftspartnerschaft der Europäischen Union mit dem Vereinigten Königreich nach dem Brexit.
Markus Kerber, Hauptgeschäftsführer des Bundesverbandes der Deutschen Industrie (BDI), sprach sich gegen Strafaktionen aus. Demgegenüber wies Angela Merkel in einer Ansprache vor dem BDI darauf hin, dass die Verteidigung der Arbeitnehmerfreizügigkeit in der EU Vorrang vor deutschen Industrieinteressen habe. Sie deutete Mitte November 2016 einen Kompromiss in der Einwanderungsfrage bei den Brexitverhandlungen an, wonach EU-Staaten ihre Sozialsysteme schützen müssten. Bereits im Oktober hatte Arbeitsministerin Andrea Nahles einseitig die Einwanderung von EU-Ausländern in das deutsche Sozialsystem erschwert, analog zum gescheiterten EU-Einwanderungskompromiss mit David Cameron.

### Unterhauswahl 2017
Am 18. April 2017 kündigte Premierministerin May die vorgezogene Neuwahl des Unterhauses für den 8. Juni 2017 an, um vor den Brexit-Verhandlungen die internen Differenzen im Parlament zu überwinden. Trotz zeitweise deutlichen Vorsprungs der Konservativen in den Umfragen resultierte die Wahl jedoch in einem Hung parliament, bei dem keine Partei die absolute Mehrheit der Sitze erhielt, mit Stimmenverlusten für UKIP und die SNP. Die Konservativen verloren trotz starker Stimmenengewinne Mandate, sodass May eine Minderheitsregierung bildete, die von der nordirischen Democratic Unionist Party unterstützt wurde (confidence-and-supply agreement), ohne jedoch eine formale Koalition einzugehen.

### Gegenreaktionen nach dem Referendum

#### Umfragen
Bei einer Meinungsumfrage am 21. Oktober 2019 antworteten die Briten auf die Frage „Glauben Sie im Nachhinein, dass es richtig oder falsch war, dass die Briten für den Brexit gestimmt haben?“ zu 41 % mit richtig und zu 47 % mit falsch; am 2. August 2016 war das Ergebnis: 46% richtig und 42 % falsch. Nach einer zum Jahreswechsel 2022/2023 bekannt gewordenen Meinungsumfrage sind nur noch 20 % der Briten der Meinung, dass der Ausstieg aus der Europäischen Union gut für ihr Land war. Unter jenen, die damals für den Brexit gestimmt haben, bereuen zwei Drittel ihre Entscheidung.
Die Umfragen zum möglichen Abstimmungsverhalten bei einem zweiten Referendum zeigten zwischen Januar 2018 und Oktober 2019 durchschnittlich einen leichten Vorsprung der Befürworter des Verbleibs in der EU in der Größenordnung von 5 % vor den Befürwortern des EU-Austritts (Durchschnittsergebnis aus sechs Umfragen). Im Juli 2023 ist der durchschnittliche Vorsprung der Befürworter eines Wiedereintritts auf 16 % angewachsen.

Ergebnisse von Meinungsumfragen nach dem Referendum, Juni 2016 bis Juni 2019
Fragestellung: War die Entscheidung, die EU zu verlassen, richtig oder falsch? _ Richtig   _ Falsch   _ Weder noch/Weiß nicht
Fragestellung: Sollte das Vereinigte Königreich die EU verlassen oder in der EU bleiben? _ Die EU verlassen   _ In der EU bleiben   _ Weiß nicht

Der Stimmungswechsel seit dem Referendum wurde mit mehreren Faktoren erklärt. Unter denjenigen Befragten, die beim Referendum 2016 nicht abgestimmt hatten (zum Beispiel weil sie noch zu jung waren), die bei einem zweiten Referendum aber abstimmen würden, waren die Befürworter eines Verbleibs in der EU mit einem Verhältnis von mehr als 2,5:1 in der Mehrheit. Unter denen, die 2016 für den Brexit gestimmt hatten, zog ein etwas größerer Anteil ihre damalige Meinung in Zweifel als unter denjenigen, die für den Verbleib in der EU gestimmt hatten. Als wesentlicher Faktor gilt dabei, dass die Befragten die wirtschaftlichen Folgen eines EU-Austritts im Lauf der Zeit tendenziell pessimistischer einschätzten.

#### Petitionen für ein zweites Referendum 2016 und 2019
Bereits vier Wochen vor dem Referendum war eine Petition im Internet gestartet worden, die eine Wiederholung des Referendums für den Fall forderte, dass die Wahlbeteiligung geringer sei als 75 % und keine der beiden Abstimmungsoptionen 60 % Zustimmung erreiche. Das Ergebnis des Referendums erfüllte beide Bedingungen.
Bis zum 10. Juli gaben mehr als vier Millionen Internet-User der Petition ihre Stimme, woraufhin am 5. September eine dreistündige parlamentarischen Debatte in Westminster Hall stattfand, die aber folgenlos blieb. Schon am 9. Juli hatte das Außenministerium mitgeteilt, dass die Regierung das Anliegen der Petition ablehne; das Ergebnis des Referendums vom 23. Juni müsse respektiert und umgesetzt werden.
Bis 2018 forderten der ehemalige Vize-Premierminister Nick Clegg, der ehemaligen Premierminister Tony Blair und die Labour-Partei ein zweites Referendum. Bei zwei Testabstimmungen im Unterhaus am 27. März 2019 und am 1. April 2019 wurde der Vorschlag, ein zweites Referendum durchzuführen, mit 27 Stimmen bzw. 12 Stimmen Mehrheit abgelehnt (siehe unten).
Am 20. Februar 2019 startete die Britin Margaret Georgiadou eine Petition, die den Abbruch des Austrittsprozesses forderte. Die Petition sollte zeigen, dass der Brexit – anders als von der Regierung immer wieder behauptet – nicht mehr der Wille des britischen Volkes sei. Diese Petition wurde von mehr als 6,1 Millionen Unterzeichnern unterstützt und ist damit die größte Petition, die jemals an das britische Parlament gerichtet wurde.
Am 26. März 2019 betonte die Regierung, dass sie trotz der Petition mit parlamentarischer Unterstützung die EU verlassen wolle.
Am 1. April fand eine folgenlose Debatte in Westminster Hall über diese und über zwei weitere Petitionen mit Bezug zum Brexit statt, welche die Unterstützung von jeweils mehr als 180.000 beziehungsweise 170.000 Unterzeichnern erreicht hatten. Im Januar 2019 hatte es bereits eine vergleichbare Debatte gegeben, nachdem eine Petition mit der Forderung, die EU ohne Austrittsvertrag zu verlassen, mehr als 130.000 Unterschriften erzielt hatte.

### Einfluss auf das politische Klima

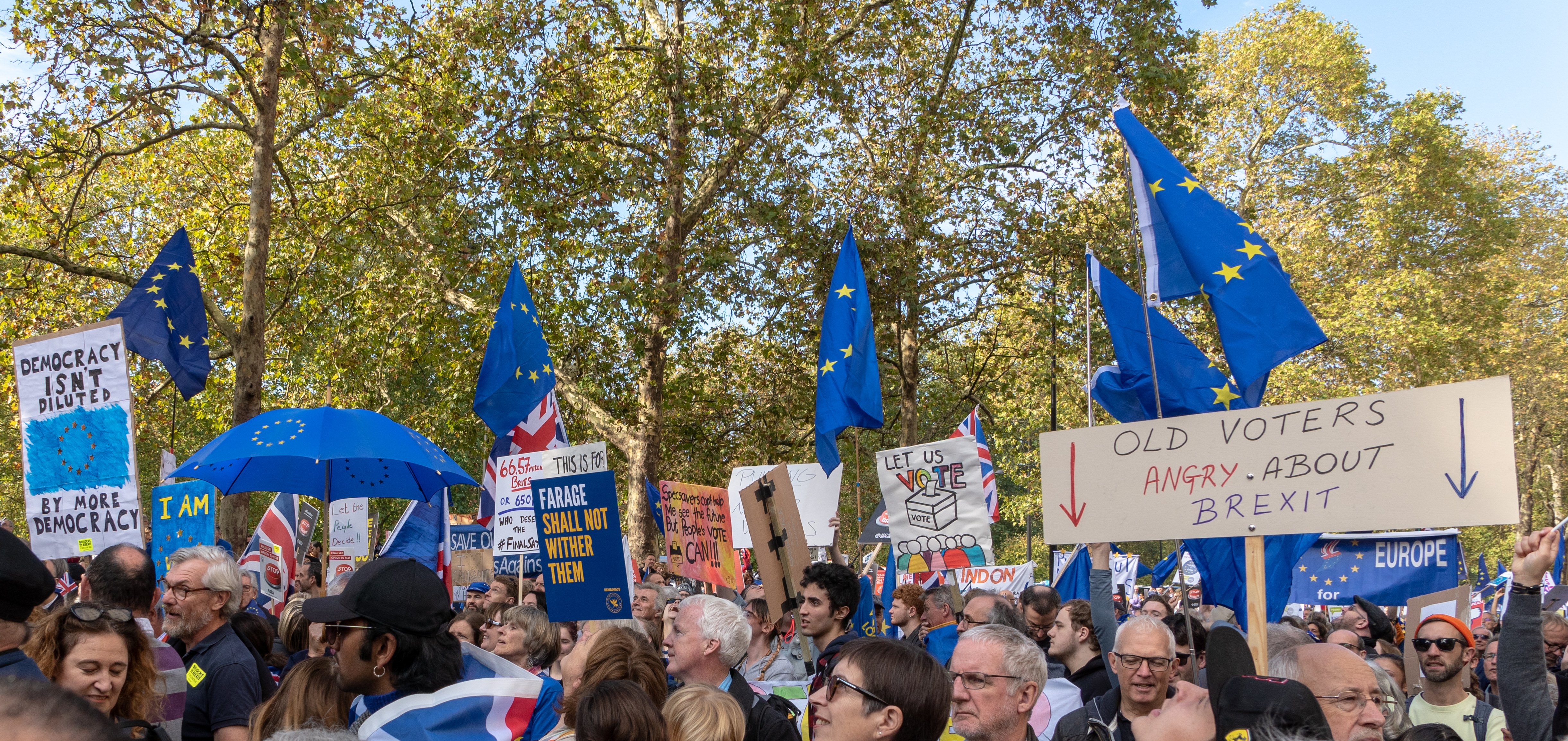
Demonstranten am 20. Oktober 2018

Während der Brexit-Diskussion kam es in Großbritannien zu einer Zunahme von Gewalt gegenüber Abgeordneten, zum einen bei Brexit-Befürwortern und in etwas geringerem Ausmaß auch bei Brexit-Gegnern. Einige Abgeordnete traten aus Angst vor Übergriffen gegen sich und ihre Familien nicht mehr zur Wahl an.
Am 20. Oktober 2018 kam es in London zu einer Großdemonstration, bei der über 600.000 Menschen für ein zweites Referendum zum Brexit demonstrierten.
Am 23. März 2019 fand in London eine zweite Großdemonstration unter dem Motto Put it to the people („Lasst es das Volk entscheiden“) statt. Schätzungen zufolge war sie mit mehr als einer Million Teilnehmern eine der größten Demonstrationen, die jemals im Vereinigten Königreich stattgefunden haben.

## Unmittelbare wirtschaftliche Folgen nach dem Referendum

### Devisenmarkt und Geldpolitik
Am 25. Juni 2016 und erneut am 7. Juli sank der bilaterale Wechselkurs des Pfunds (GBP) zum US-Dollar auf den schwächsten Wert seit 1985. Im Zeitraum Mai 2015 bis Mai 2016 büßte das GBP gegen den Euro fast 8 % an Wert ein. Kurz vor dem Referendum tauschten viele Briten ihre GBP-Guthaben in Währungen um, die als sichere Häfen gelten.
Neben Dollar, Yen und Schweizer Franken verzeichnete Gold hohe Zugewinne. Die Aktienindizes fielen in Frankfurt um 10 %, in Tokio um 8 %, in London um 5 % und in New York um 2 %.
Diese Kursentwicklung ist günstig für den britischen Tourismussektor sowie diejenigen Unternehmen, die hauptsächlich für den Export produzieren. Alle auf den Export ausgerichteten britischen Unternehmen müssen durch einen höheren Absatz allerdings steigende Herstellungskosten ausgleichen, sofern sie ausländische Halbfabrikate oder Investitionsgüter gegen Fremdwährung beziehen.
Am 27. Juni 2016 stuften die wichtigen Ratingagenturen Standard & Poor’s (S&P) und Fitch Ratings die Kreditwürdigkeit des Vereinigten Königreichs auf AA herab.
Wegen der nach dem Votum erwarteten Konjunktureintrübung senkte die Bank of England Anfang August 2016 den Leitzins von 0,5 % auf 0,25 % und kündigte den Verkauf von 60 Milliarden Pfund gegen Wertpapiere an, um den Pfundkurs zu drücken. Als der Pfundkurs bis Oktober 2016 7-jährige Tiefstkurse gegenüber dem Euro und 35-jährige Tiefstkurse gegenüber dem US-Dollar erreichte, kritisierte die Regierung von Theresa May diese Entscheidungen. Der Gouverneur der Bank, Mark Carney, wies jedoch auf seine verfassungsmäßige Unabhängigkeit hin und bestand darauf, weiterhin den Pfundkurs niedrig zu halten im Interesse der britischen Wirtschaft, auch unter Inkaufnahme einer höheren Inflation, die insbesondere Lebensmittel betreffen würde.
Im Oktober 2016 warnte Standard & Poor’s davor, dass das Pfund seinen Status als Reservewährung zum ersten Mal seit dem frühen 18. Jahrhundert verlieren könne; dies könne eintreten, wenn der Anteil des Pfunds an den Währungsportfolios der Zentralbanken, der Ende 2015 bei 4,9 % lag, unter 3 % falle.

### Investitionen
Eine Studie des Instituts der deutschen Wirtschaft kam im Juli 2018 zu dem Ergebnis, dass die Auslandsinvestitionen im Vereinigten Königreich seit dem Referendum um 80 % zurückgegangen sind: nach jährlich 66 Milliarden Euro zwischen 2010 und 2016 wurden 2017 lediglich 15 Milliarden Euro investiert, während in vielen anderen europäischen Staaten die Auslandsinvestitionen im gleichen Jahr deutlich zunahmen.
Am 13. August 2016 teilte die britische Regierung mit, sie wolle von der EU mitfinanzierte Projekte im Vereinigten Königreich nicht stoppen, sondern die Finanzierungslücke aus eigenen Mitteln decken, sofern die Finanzierungszusage vor den Autumn Statements 2016 (gewöhnlich im November) erfolgt ist.

### Migration und Einbürgerungsfragen
Die Zahl der EU-Bürger, die ins Vereinigte Königreich zuwanderten, fiel bezogen auf den Zeitraum eines Jahres von Oktober 2017 bis September 2018 auf den niedrigsten Stand seit knapp zehn Jahren. Die Netto-Zuwanderung aus Nicht-EU-Staaten erreichte hingegen in diesem Zeitraum mit 261.000 einen Höchststand.
Nach dem Referendum beantragten zahlreiche Briten eine weitere Staatsangehörigkeit: Die Zahl der Anträge auf Einbürgerungen stieg unter anderem in Deutschland, Irland, Portugal und Schweden. Im Jahr 2017 wurden etwa 14.900 Bürger des Vereinigten Königreichs in einem weiteren EU-Staat eingebürgert (127 % mehr als im Vorjahr), darunter 7.493 in Deutschland.

## Austrittsverfahren unter Premierministerin Theresa May (2016–2018)

### Rechtliche Rahmenbestimmungen zum Austrittsverfahren

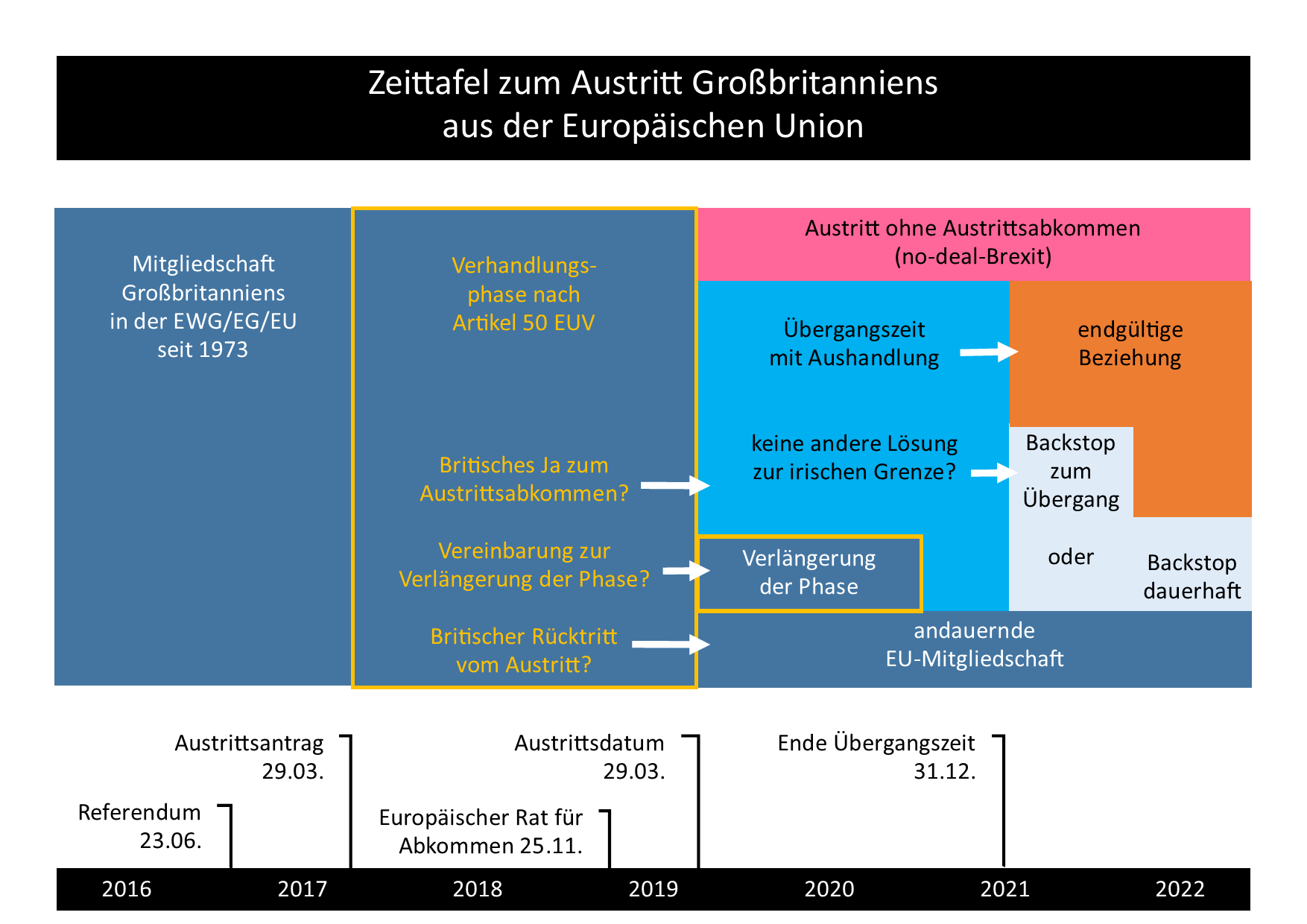
Zeittafel zum Austrittsprozess, Stand Dezember 2018

Die Verhandlungen verlaufen auf zwei Ebenen: Zum einen wird mit Art. 50 EUV das Mitentscheidungsverfahren bis zum Abschluss eines Austrittsabkommens ausgelöst. Dieses fällt unter die alleinige Hoheit der EU, so dass über den auszuhandelnden Vorschlag der Kommission eine qualifizierte Mehrheit im Rat nach Art. 238 Abs. 2 AEUV ausreichend ist und keine Einstimmigkeit unter den Mitgliedstaaten erzielt werden muss. Das bedeutet
- 72 % der 27 Staaten (EU-Länder außer VK, gem. Art. 50 Abs. 4 EUV nicht stimmberechtigt) – d. h. insgesamt 20 Länder stimmen zu;
- diese Länder müssen gleichzeitig mindestens 65 % der Gesamtbevölkerung der Union ohne das Vereinigte Königreich vertreten.

Art. 50 Abs. 2 EUV bestimmt, dass das EU-Parlament dem Austrittsabkommen zustimmen muss. Das Austrittsabkommen nach Art. 218 Abs. 3 AEUV wird damit den anderen grundlegenden Abkommen in Art. 218 Abs. 6a AEUV gleichgestellt. Eine bloße Anhörung genügt nicht.
Gleichzeitig oder im Anschluss verhandeln die EU und das Vereinigte Königreich das sogenannte Wirtschaftsabkommen, das die zukünftigen Beziehungen zwischen EU und VK außerhalb der Vertragsmaterie zu regeln hat. Hierbei handelt es sich um ein gemischtes Abkommen: Nach dem regulären Entscheidungsverfahren für internationale Abkommen auf Ebene der EU nach Art. 218 AEUV muss nach der Zustimmung des Parlaments gem. Art. 218 Abs. 8 AEUV auch der Rat einstimmig zustimmen; im Anschluss müssen sämtliche Mitgliedstaaten der EU für die Bereiche zustimmen, die nicht unter EU-Hoheit fallen. Ein solches Abkommen muss in allen 28 Ländern den Ratifizierungsprozess durchlaufen und, sofern von den Verfassungen der Mitgliedstaaten vorgesehen, auch von den nationalen Parlamenten beschlossen werden.
Für die Austrittsverhandlungen gilt: Sie enden, wenn ein Austrittsabkommen vereinbart ist oder automatisch nach spätestens zwei Jahren, unabhängig vom Verhandlungsstand. Allerdings können das austretende Land und die EU den Verhandlungszeitraum gemeinsam verlängern.

### Verhandlungspositionen

#### Britische Positionen
In den Verhandlungen mit der EU ist vor allem die britische Absage an die Personenfreizügigkeit (europäische Freizügigkeit, einschließlich der Arbeitnehmerfreizügigkeit) als eine der vier Grundfreiheiten der EU ein Streitpunkt. Für britische Staatsbürger, die sich zum Zeitpunkt des EU-Austritts rechtmäßig in anderen EU-Staaten aufhalten, und für EU-Bürger, die sich zum Zeitpunkt des EU-Austritts rechtmäßig im Vereinigten Königreich aufhalten, sind Übergangsregelungen vorgesehen.
Im November 2016 schlug Premierministerin Theresa May den EU-Staaten vor, die Aufenthaltsrechte der 3,3 Millionen EU-Migranten in Britannien sowie die Aufenthaltsrechte der 1,2 Millionen britischen Migranten in Kontinentaleuropa gegenseitig zu garantieren, um diese Frage von den Brexitverhandlungen auszuklammern. Als Innenministerin hatte May das Ziel gesetzt, die Zahl der Zuwanderer ins Vereinigte Königreich unabhängig von deren Herkunft auf 100.000 Personen pro Jahr zu begrenzen.
Premierministerin Theresa May formulierte auf der Parteikonferenz der Konservativen im Oktober 2016 das Ziel, dass die Beendigung der Rechtsprechung der EU und des freien Personenzuzugs aus der EU ihre Prioritäten seien. Sie wünschte, „britischen Unternehmen die maximale Freiheit auszuhandeln, mit und im Binnenmarkt Geschäfte zu tätigen – und im Gegenzug europäischen Betrieben das gleiche Recht hier anzubieten“, aber nicht, wenn dadurch die Souveränität des Vereinigten Königreichs als Verhandlungspunkt gefordert werde.
Im Januar 2017 stellte May in einer Grundsatzrede einen Zwölf-Punkte-Plan vor, der nach Interpretation der Medien im deutschsprachigen Raum einen „harten Brexit“ vorsah, d. h. keine EU-Teilmitgliedschaft oder assoziierte Mitgliedschaft des Vereinigten Königreichs. Die Premierministerin sagte voraus, dass das Vereinigte Königreich aus dem europäischen Binnenmarkt, der Zollunion und dem Europäischen Gerichtshof ausscheiden werde und dass es mit der EU über die Gestaltung von Folgeverträgen als Ersatz der unerwünschten EU-Regeln verhandeln werde. Über das Ergebnis der Austrittsverhandlungen wird das britische Parlament abstimmen, allerdings ohne in dieser Frage ein Vetorecht zu besitzen.
In der ersten Zeit nach dem Mitgliedschaftsreferendum schwankte die britische Position zwischen den Positionen, entweder weiterhin dem gemeinsamen Markt der EU anzugehören oder eine Freihandelszone mit der EU zu bilden. Für beide Fälle bestand die restliche EU auf britischen Gegenleistungen, u. a. auf die Gewährung der Freizügigkeit für arbeitssuchende Bürger von EU-Mitgliedstaaten.
Unter der Regierung Boris Johnson zeigte sich 2020 zudem, dass die britische Seite jede Vereinbarung mit der EU ablehnen wollte, die an den Verbleib in der Europäischen Menschenrechtskonvention und damit an die Rechtsprechung des Europäischen Gerichtshofs für Menschenrechte gekoppelt ist, der selbst nicht zur EU gehört. Auf diese Weise würde sich das Vereinigte Königreich die Möglichkeit offenhalten, die Menschenrechtskonvention nach dem Brexit aufzukündigen, möglicherweise in einem zweiten Referendum, wie von Chefberater Dominic Cummings 2018 vorgeschlagen.

##### Weicher Brexit: Freihandelszone
In der ersten Jahreshälfte 2018 wurde bekannt, dass May eine Freihandelszone mit der Europäischen Union anstrebt, die zwar nicht zum EU-Binnenmarkt gehört, aber die tiefe wirtschaftliche Integration des Vereinigten Königreichs und Kontinentaleuropas aufrechterhält. Diese Position galt im Vereinigten Königreich als weicher Brexit, denn sie widersprach der von den Ministern David Davis und Johnson favorisierten kompletten Abwendung von Europa. Für weite Teile der Konservativen Partei impliziert eine Freihandelsvereinbarung mit der EU einen zu großen externen Einfluss auf die britische Wirtschaft, und dabei werde das eigentliche Ziel der Abkehr von der EU verfehlt: das Vereinigte Königreich solle eigenständig neue Freihandelsverträge mit anderen Staaten abschließen können. Nach einer Regierungsklausur im Juli 2018 traten Davis und Johnson von ihren Ministerämtern zurück: In einem Chequers-Plan genannten Dokument bekannte sich May nachdrücklich gegen einen harten Brexit. Sie konnte die meisten Regierungsmitglieder hinter der Idee einer Freihandelszone versammeln.

##### Harter Brexit: EU-Austritt ohne Abkommen
Kurz nach dem EU-Gipfel in Salzburg im September 2018 sah Theresa May die Brexit-Verhandlungen in einer Sackgasse. In Salzburg verwehrte sie der Europäischen Union zum wiederholten Male Zugeständnisse bei der Personenfreizügigkeit für Staatsangehörige der EU-Mitgliedstaaten und führte in einer Fernsehansprache aus: „Kein Abkommen ist besser als ein schlechtes Abkommen.“ Darauf müsse sich das Vereinigte Königreich vorbereiten. Die Devise „Kein Abkommen“ entspricht einem sogenannten harten Brexit. Mays innenpolitisches Werben um einen „weichen Brexit“, der auch ein Freihandelsabkommen umfassen sollte, war damit vorläufig gescheitert. Die Labour Party startete Ende August 2019 einen weiteren Anlauf, um einen harten Brexit zu verhindern.

#### Position der EU
Kernforderung der EU ist die Untrennbarkeit der vier Freiheiten des Binnenmarktes. Am 29. Juni 2016 sagte der Europäische Ratspräsident Donald Tusk, dass das Vereinigte Königreich keinen Zugang zum Europäischen Binnenmarkt erhalten werde, bis es den freien Verkehr von Gütern, Kapital, Dienstleistungen und Personen akzeptiere.
Trotz anfänglicher Zustimmung einer Mehrzahl der EU-Staaten wurde Mays Vorschlag vom EU-Ratspräsidenten Tusk und der deutschen Bundeskanzlerin Merkel zu den Aufenthaltsrechten von Migranten abgelehnt. Einen separaten Deal zu Bleiberechten der betreffenden Personen, welcher auch im Fall eines No-Deal-Brexits gelten solle, lehnte die EU-Kommission im Februar 2019 ab.

##### Zahlungsforderungen
Laut Artikel 50 enden alle Verpflichtungen eines Mitgliedslandes am Tage des Austritts, jedoch müssen die vor Austritt rechtsverbindlich übernommenen Zahlungsverpflichtungen gegenüber der EU auch nach Austritt erfüllt werden. Die Verhandlungspartner sind zum Aushandeln der Modalitäten der Trennung und ihr künftiges Verhältnis verpflichtet. EU-Chefunterhändler Michel Barnier betonte, in der zweijährigen Verhandlungsfrist das künftige Verhältnis zum Vereinigten Königreich erst dann zu diskutieren, wenn der britische Verhandlungspartner sich zu Zahlungen bereit erklärte. Deshalb prophezeite David Davis 2017 vor dem britischen Unterhaus, dass der Streit um Geld bis zum letzten Verhandlungstag andauern wird.
Barniers Zahlungsforderungen basieren auf dem Haushaltsprinzip der EU. Offene Rechnungen sind Teil des EU-Haushalts. Das ergibt sich aus seiner Zusammensetzung: Der erste Teil der Haushaltsgelder (aufgebracht von den EU-Nettozahlern) fließt jedes Jahr sofort an die Empfänger; der mehr als ein Drittel der Gesamtausgaben umfassende zweite Teil, namentlich die EU-Strukturprogramme und die Forschungsprogramme, wird erst in den Folgejahren nach verbindlichem Beschluss wirksam.
Die EU verwaltet zwei Haushalte: einen für Zahlungsermächtigungen (die Finanzierungszusagen) und einen für Verpflichtungsermächtigungen. Zahlungsermächtigungen stecken ab, wie viel Geld die EU im kommenden Haushaltsjahr ausgeben darf. Verpflichtungsermächtigungen geben vor, welche Zusagen die EU in welcher Maximalhöhe geben darf (für Ausgaben, die teilweise erst Jahre später fällig werden). Das Vereinigte Königreich hat beide Arten von Ermächtigungen mitunterschrieben.
Die EU bilanziert jedes Jahr, wie viele Zusagen sie in den letzten Jahren einging, für die noch kein Geld floss („reste à liquider“, „RAL“). Diese Summe betrug (Stand 2016) 217 Milliarden Euro. Nicht jede Zusage wird abgerufen (z. B. weil ein geplantes Projekt doch nicht umgesetzt wird oder weil ein EU-Mitgliedsland seinen Eigenbeitrag zur Kofinanzierung nicht zahlt).
Das Vereinigte Königreich hat Förderungszusagen der EU sowie Zahlungsverpflichtungen für seinen Anteil an Zahlungsermächtigungen. Im September 2017 gab Premierministerin May bekannt, der EU bis zu 50 Milliarden Euro als Ausgleichszahlung anzubieten.

#### Bürgerrechte bei Auslandsaufenthalten nach dem EU-Austritt
Regelt ein Abkommen einen rechtlich geordneten Austritt, wird bei der Einreise von Bürgern des Vereinigten Königreichs in EU-Mitgliedstaaten sowie umgekehrt von Bürgern aus EU-Mitgliedstaaten in das Vereinigte Königreich nach dem EU-Austritt der Briten kein Visum notwendig: EU-Bürger dürften innerhalb von 180 Tagen 90 Tage ohne Visum im Vereinigten Königreich verbringen. Am 1. März 2017 stimmte eine Mehrheit der Mitglieder im Oberhaus für einen Änderungsantrag, der die Regierung dazu verpflichtet, die Rechte von EU-Bürgern im Vereinigten Königreich trotz Brexit zu garantieren. Damit schickten sie den Entwurf des Brexit-Gesetzes zurück ins Unterhaus. Dieses verweigerte am 13. März 2017 dem Änderungsantrag die Zustimmung, was das Oberhaus noch am gleichen Tage akzeptierte. Für Bürger eines EU-Mitgliedstaats, die fünf Jahre ohne Unterbrechung im Vereinigten Königreich lebten, schlug das Vereinigte Königreich im Juni 2017 vor, den Status eines Niedergelassenen (settled) zu verleihen, der sie nach dem EU-Austritt des Vereinigten Königreichs mit britischen Staatsbürgern gleichstelle. Wer kürzer ununterbrochen im Land lebt, dürfe bleiben, bis die fünf Jahre erreicht sind.
Wenn kein Abkommen den rechtlich geordneten Austritt regeln sollte, gilt in Deutschland ein Bestandsschutz für bisher erworbene Leistungsrechte in der Sozialversicherung. Auszubildende erhalten auch nach dem Brexit für eine im Vereinigten Königreich vorher begonnene Ausbildung gegebenenfalls bis zum Abschluss BAföG-Leistungen.
Dieses Übergangsgesetz schützt nicht jene, die nach dem Brexit eine Tätigkeit im Vereinigten Königreich aufnehmen oder nach einer Rückkehr von dort wieder in Deutschland arbeiten.

### Unterhändler
Premierministerin May ernannte am 13. Juli 2016 David Davis zum Minister für den Austritt aus der Europäischen Union, dessen Rücktrittsgesuch sie am 9. Juli 2018 annahm. Danach führte May die Verhandlungen eigenverantwortlich statt des Davis-Nachfolgers Dominic Raab, der die Funktion des Stellvertreters übernahm. Dieser trat am 15. November 2018 zurück, nachdem er befand, dass der von Theresa May akzeptierte Vertragsentwurf zur Gestaltung der Übergangszeit des EU-Austritts eine zeitlich unbegrenzte rechtliche Bindung des Vereinigten Königreichs an die EU mit sich bringe. Raabs Nachfolger wurde Stephen Barclay.
Der Europäische Rat ernannte am 25. Juni 2016 Didier Seeuws als seinen Unterhändler für die Ausgestaltung der zukünftigen Beziehungen zwischen der EU und Britannien, der Präsident der Europäischen Kommission Jean-Claude Juncker ernannte am 27. Juli Michel Barnier als Chefunterhändler der Kommission für die Vorbereitung und Durchführung der Austrittsverhandlungen, und am 8. September ernannte das Europäische Parlament Guy Verhofstadt als seinen Unterhändler. Dieser wurde von einer Gruppe von Mitgliedern des Europäischen Parlaments, die sogenannte Brexit Steering Group, unterstützt.
Am 14. September beschloss die Europäische Kommission, eine „Task Force für Artikel 50“ für die Verhandlungen einzurichten, die von Barnier geleitet wird. Außerdem wurde Sabine Weyand zur Stellvertreterin Barniers ernannt.

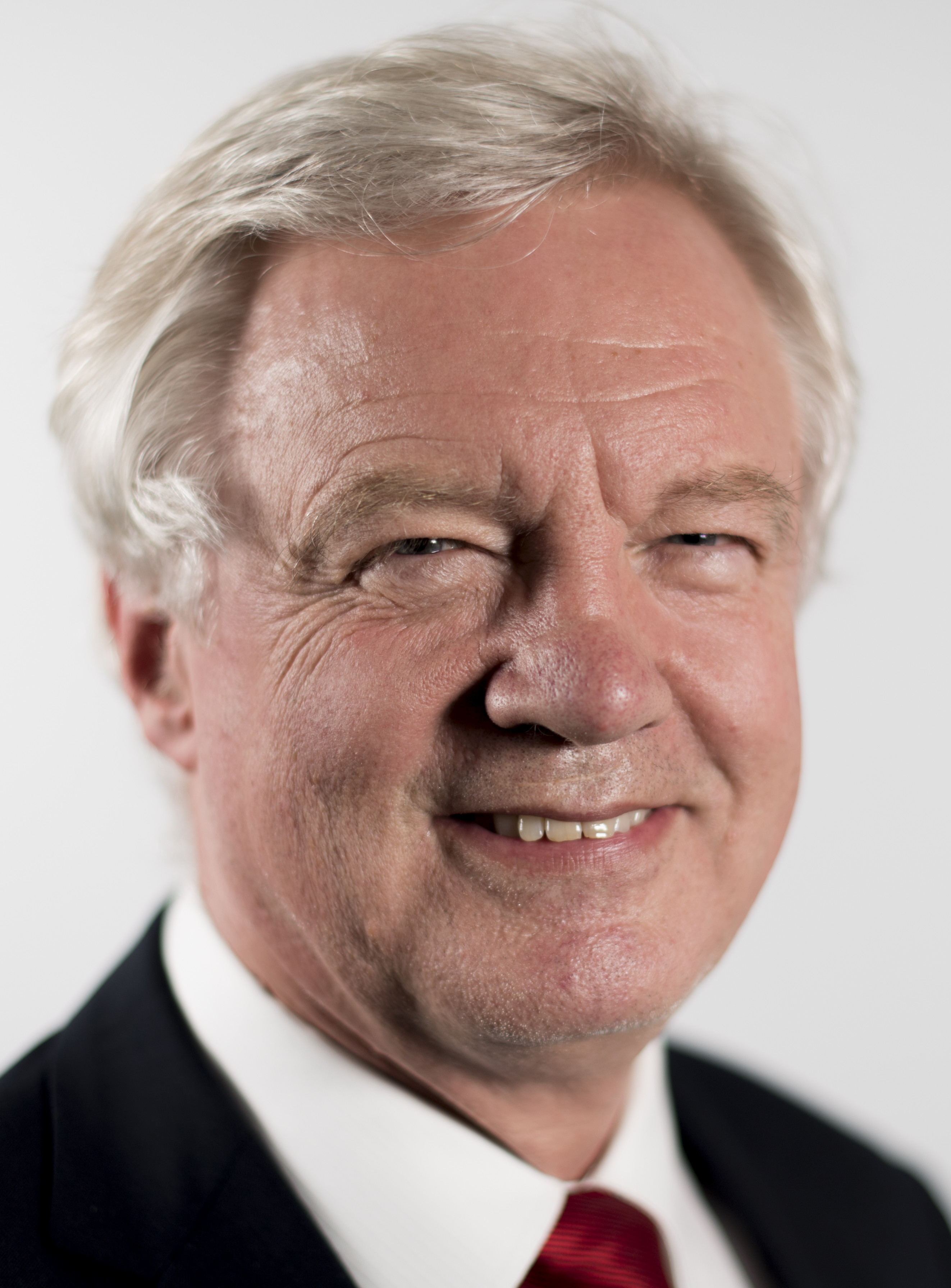
David Davis (bis 9. Juli 2018)
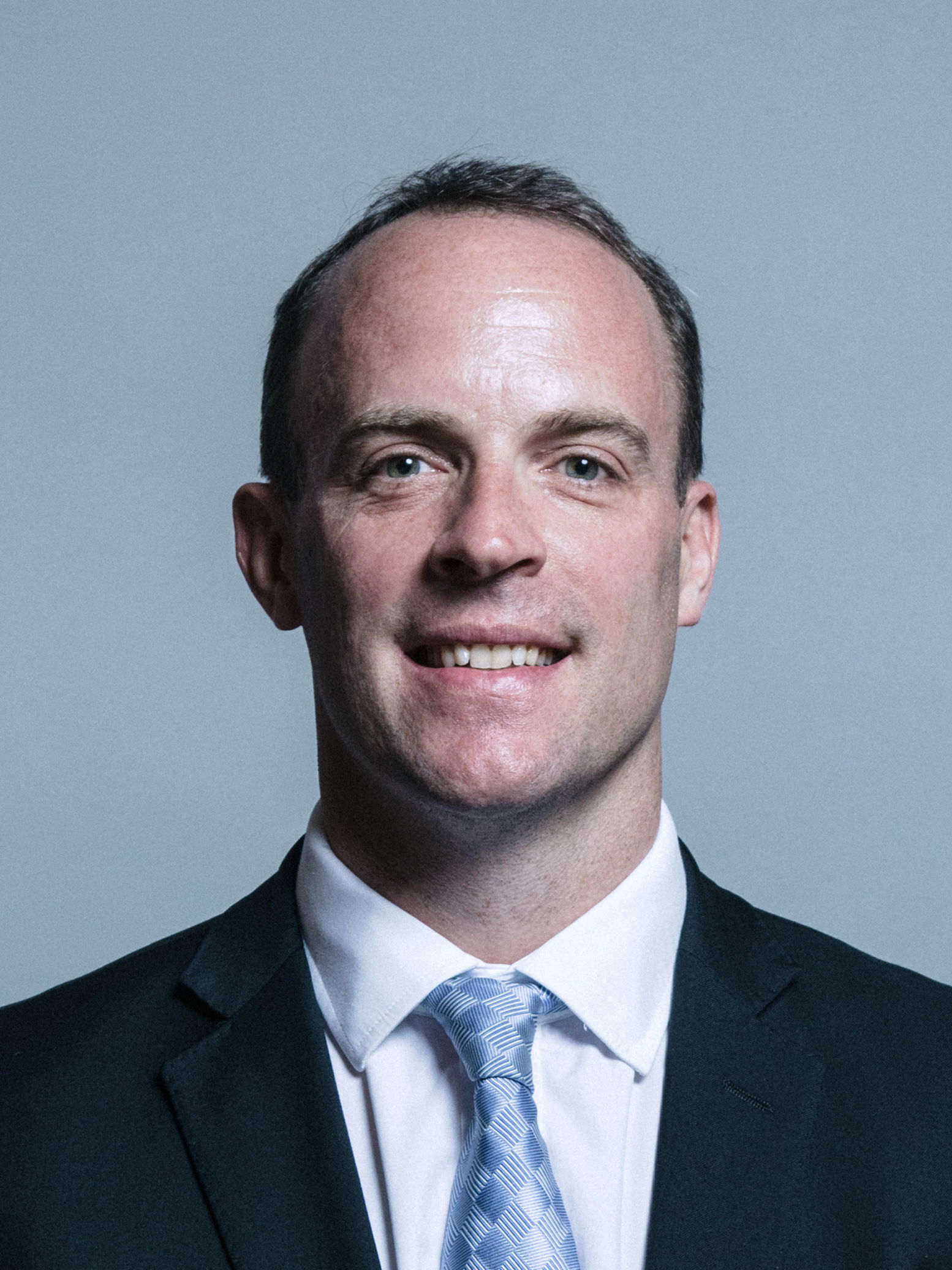
Dominic Raab (9. Juli 2018 – 15. November 2018)
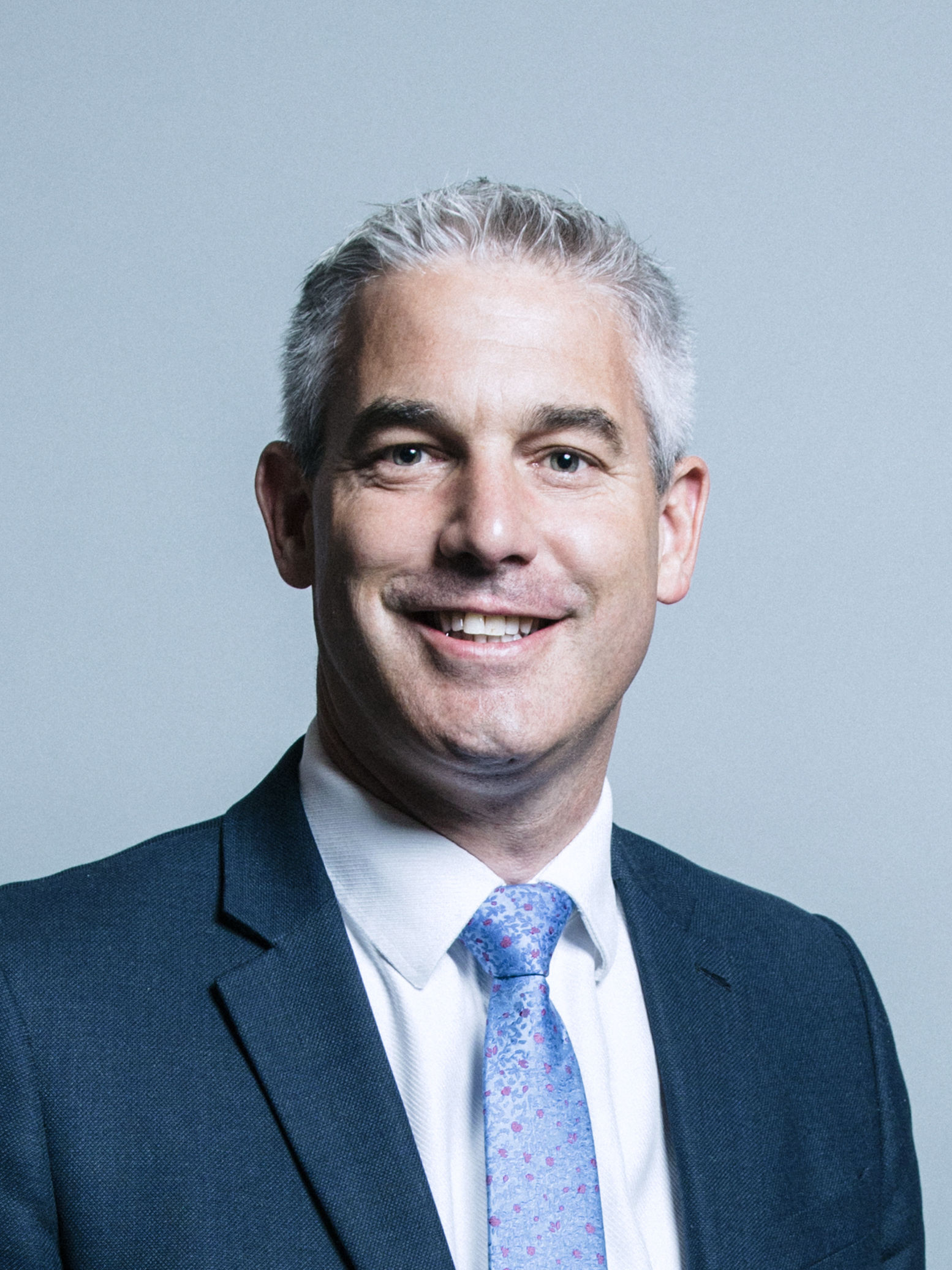
Stephen Barclay (seit 16. November 2018)
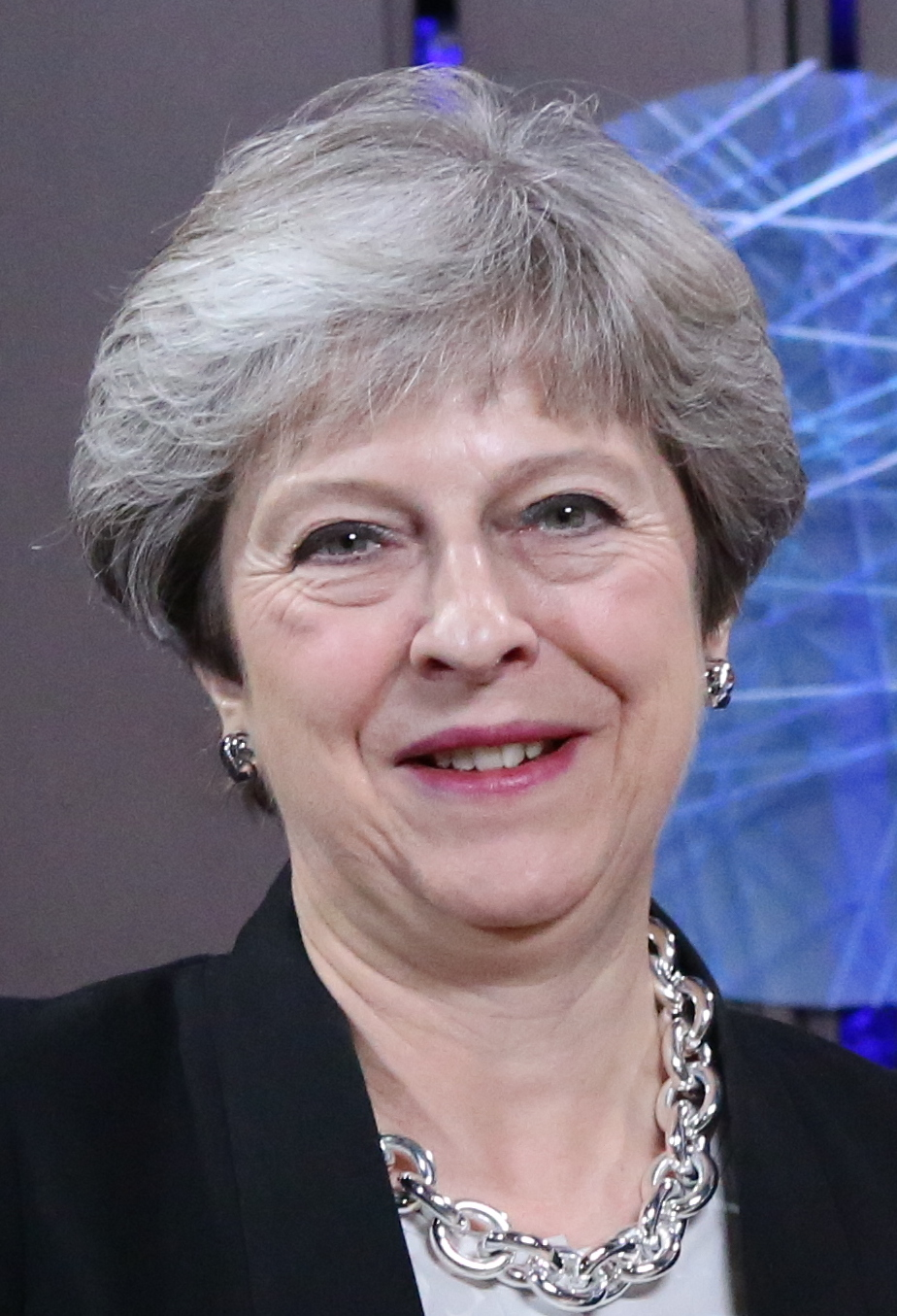
Theresa May (24. Juli 2018 – 24. Juli 2019)
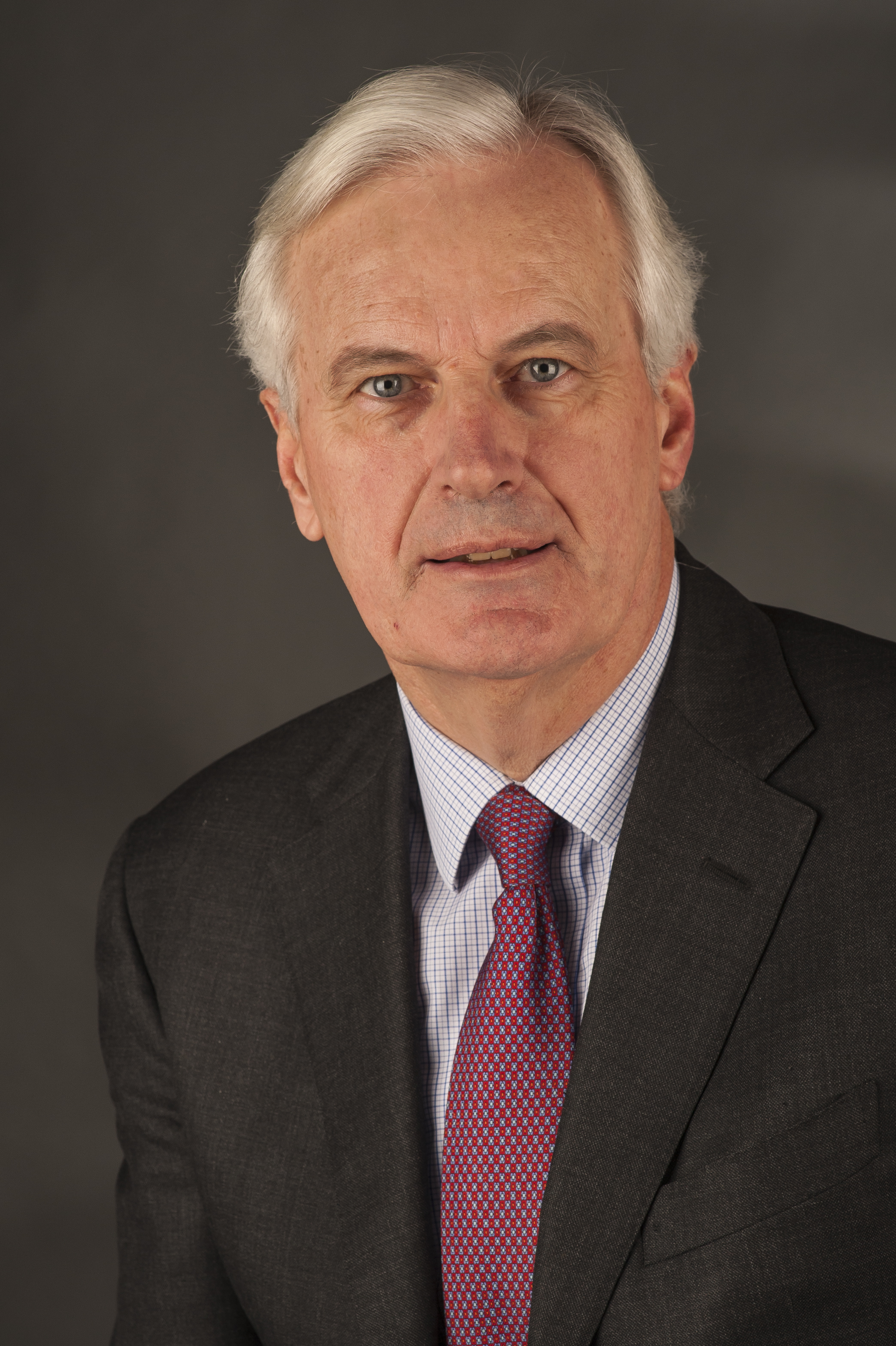
Michel Barnier
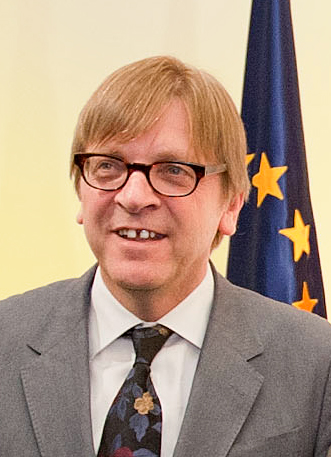
Guy Verhofstadt

### Artikel 50 des Vertrags der EU
Der eigentliche Austrittsprozess wurde gemäß Artikel 50 des Vertrags über die Europäische Union durch die Mitteilung der britischen Regierung an den Europäischen Rat rechtlich wirksam in die Wege geleitet. Dieser sieht vor, dass nach der Absichtserklärung eines Staates über seinen EU-Austritt ein Abkommen über die Einzelheiten des Austritts ausgehandelt wird, das auch die künftigen Beziehungen dieses Staates zur Union berücksichtigt.
Am 29. März 2017 veranlasste die Premierministerin die Übergabe eines solchen Briefes mit der britischen Absichtserklärung („Austrittsantrag“) an den Präsidenten des Europäischen Rats, Donald Tusk. Der Brief enthält zudem ein Austrittsgesuch aus der Europäischen Atomgemeinschaft. Theresa May hatte zuvor bei einem Parteitag der Konservativen in Birmingham am 2. Oktober 2016 die Thronrede der Queen am 21. Juni 2017 als Startpunkt des Austrittsprozesses bekannt gegeben.
Der Rat der Europäischen Union als Gremium der Regierungschefs der EU-Mitgliedstaaten formuliert die Verhandlungsziele. Die Europäische Kommission führt die Ziele aus. Das Abkommen muss vom Europäischen Rat im Namen der Union mit qualifizierter Mehrheit beschlossen werden. Sollte keine Mehrheit zustande kommen, muss der austrittswillige Staat die Gemeinschaft auf dem Weg des „ungeregelten Austritts“ verlassen. Dem Verhandlungsergebnis muss außerdem das Europäische Parlament zustimmen.
Es bestand die Möglichkeit einer Fristverlängerung durch den Europäischen Rat, die aber einstimmig gefällt werden muss. Ein Staat, der aus der Union ausgetreten ist und erneut Mitglied werden möchte, kann dies nach dem Verfahren des Art. 49 des EU-Vertrags beantragen.

#### Rolle des britischen Parlaments
Zur Frage, ob die britische Regierung ohne Zustimmung des Parlaments der EU den Austritt nach Artikel 50 formell mitteilen kann, lagen bereits Anfang August 2016 sieben Klagen gegen die britische Regierung vor, um eine Zustimmungspflicht des Parlaments einzufordern. Exemplarisch nahm der Oberste Gerichtshof die Klage der Londoner Fondsmanagerin Gina Miller an, die Anhörung erfolgte im Oktober 2016.
Gegenüber dem Gericht berief sich die Regierung am 18. Oktober auf das übliche Ratifizierungsverfahren (the view within government is that it is very likely that this treaty will be subject to ratification process in the usual way), mit dem das Parlament lediglich zu beschließen hätte, ob das Vereinigte Königreich mit oder ohne Abkommen aus der EU austreten werde. Die Klägerin strebte jedoch an, dem Parlament eine Entscheidung für den Verbleib in der EU zu ermöglichen. Da auch die überwiegende Mehrheit der Parlamentsabgeordneten sich vor dem EU-Austritts-Referendum für den Verbleib ausgesprochen hatte, hätte die Regierung schon bei wenigen Abweichlern aus der eigenen Partei die Mehrheit im Parlament verlieren und eine Abstimmungsniederlage erleiden können. Die daraufhin möglicherweise erforderlichen Neuwahlen wollte die Regierung vermeiden.
Die britische Regierung von Premierministerin Theresa May blieb gegenüber dem Gericht und der Öffentlichkeit auf ihrem Standpunkt, dass eine explizite Parlamentsabstimmung über den Austritt nicht notwendig sei. Am 3. November 2016 entschied der High Court of Justice, dass die britische Regierung nicht ohne Zustimmung des britischen Parlaments den EU-Austritt in Gang setzen dürfe; einen dagegen gerichteten Revisionsantrag der Regierung wies der Oberste Gerichtshof am 24. Januar 2017 mit einer Mehrheit von 8 zu 3 Richtern zurück. Zur Begründung erklärte das Gericht, dass durch den geplanten EU-Austritt geltendes (EU-)Recht im Vereinigten Königreich ungültig gemacht werde, und dies bedürfe eines Act of Parliament, d. h. eines Parlamentsbeschlusses. Die Zustimmung der Regionalparlamente Schottlands, Nordirlands und Wales’ sei aber nicht erforderlich.
Am 1. Februar 2017 stimmte das Unterhaus mit 498 Ja- und 114 Nein-Stimmen für das Gesetz zum Artikel 50, das die Regierung ermächtigte, das Austrittsverfahren einzuleiten. Die Parteien SNP (50 Abgeordnete), Plaid Cymru (3), SDLP (3) und die Liberal Democrats (8) stimmten geschlossen gegen das Gesetz. Vor der Abstimmung hatte die Labour-Parteiführung mit strengen Instruktionen versucht, die Fraktion möglichst geschlossen für eine Zustimmung zu mobilisieren. Trotzdem stimmten von den 232 Labour-Abgeordneten 47 gegen das Gesetz. Als einziger von 320 konservativen Abgeordneten stimmte Kenneth Clarke dagegen.
Unter Juristen ist auch die Meinung der britischen Regierung umstritten, dass ein Austritt aus der EU automatisch den Austritt aus dem EWR nach sich zieht, weil das Vereinigte Königreich nur über die EU auch Mitglied im EWR ist. Am 3. Februar 2017 wies der Oberste Gerichtshof eine Klage zurück, die das Parlament zu einer getrennten Abstimmung über einen Austritt aus dem EWR verpflichten wollte.

#### Urteil des EuGH zur Möglichkeit einer einseitigen Rücknahme des Austrittsgesuchs
Abgeordnete des schottischen, des britischen und des Europaparlaments hatten das oberste schottische Zivilgericht (Court of Session) zur Frage angerufen, ob das Vereinigte Königreich seine Absichtserklärung zum Austritt (Austrittsantrag) ohne Zustimmung der anderen EU-Mitgliedstaaten zurücknehmen kann. Das Zivilgericht wandte sich zur Bewertung der Frage an den Europäischen Gerichtshof (EuGH).
Der Generalanwalt Manuel Campos Sánchez-Bordona war der Meinung, das Vereinigte Königreich könne seine Erklärung auch ohne die Zustimmung der anderen EU-Staaten zurückziehen. Die Rücknahme dürfe jedoch nicht missbräuchlich sein, sie müsse dem Rat vor dem Inkrafttreten eines Austrittsabkommens bzw. vor dem Ablauf der 2-Jahres-Frist förmlich mitgeteilt werden und im Einklang mit dem nationalen Verfassungsrecht stehen. Der Generalanwalt begründete seine Auffassung damit, dass nach dem Wiener Übereinkommen über das Recht der Verträge eine Absichtserklärung eines Staates von diesem auch wieder zurückgenommen werden kann, solange der auf die Erklärung folgende Rechtsakt noch nicht in Kraft getreten sei. Auch sei es vor dem Hintergrund der angestrebten immer engeren Union der Völker Europas abwegig, einem rückkehrwilligen Mitgliedstaat Hindernisse in den Weg zu legen, sofern seine Entscheidung verfassungsgemäß und demokratisch zu Stande kam.
Der Europäische Gerichtshof entschied am 10. Dezember 2018, dass ein Mitgliedsstaat eine abgegebene Absichtserklärung zum Austritt auch ohne Zustimmung der anderen EU-Mitgliedstaaten wirksam zurücknehmen kann. Der Gerichtshof folgte im Ergebnis und in der Begründung weitgehend dem Antrag des Generalanwalts und ergänzte, dass die Rücknahme nicht an Bedingungen geknüpft sein dürfe.

### Great repeal bill
Im britischen Recht werden völkerrechtliche Verträge erst nach Überführung in nationales Recht durch ein eigenes Gesetz wirksam, wie z. B. das European Communities Act 1972, das die Gültigkeit des Unionsrechts im Vereinigten Königreich regelt.
Zur Anpassung des nationalen Rechts EU-Austritt kündigte Theresa May im Oktober 2016 an, ein Großes Aufhebungsgesetz (Great repeal bill) dem Parlament vorzulegen, mit dem Ziel, von Beginn an keine Rechtsunsicherheit aufkommen zu lassen. Kernpunkte dieses Gesetzes, das die Regierung am 30. März 2017 in einem Weißbuch vorstellte, regeln:
- Die Aufhebung des European Communities Act 1972 und damit der Fortgeltung des Unionsrechts im Vereinigten Königreich.
- Die Überführung des zum Zeitpunkt des Austritts gültigen EU-Rechts in britisches Recht; dies soll dadurch erreicht werden, dass
  - direkt anwendbares Recht wie EU-Verordnungen in britisches Recht verwandelt wird,
  - alle bisher aufgrund von EU-Recht erlassenen nationalen Gesetze zunächst unverändert erhalten bleiben,
  - die Teile des EU-Primärrechts, auf die sich Personen individuell vor Gericht berufen können, ebenfalls übernommen werden. Zudem können Gerichte bei der Interpretation von übernommenem EU-Recht weiterhin auf das zum Zeitpunkt des Austritts gültige Primärrecht zurückgreifen,
  - alle bisherigen Entscheidungen des Europäischen Gerichtshofs als Präzedenzfälle wie die des Obersten Gerichtshofs behandelt werden sowie
- Die Schaffung einer Verordnungsermächtigung, um das bisherige Recht nach dem EU-Austritt zu ändern.

Besonders der letzte Punkt ist umstritten, da er Ministern erlaubt, Gesetze ohne vorherige Zustimmung des Parlaments zu ändern oder zu streichen. Diese Möglichkeit im britischen System basiert auf einem Dekret Heinrichs VIII. aus dem Jahr 1539, das der Exekutive erlaubt, per Verordnung legislative Funktionen wahrzunehmen. Nach Ansicht der britischen Regierung ist dies notwendig, um die große Anzahl von auf EU-Recht basierenden Gesetzen im Detail zu ändern. Ausdrücklich nicht übernommen werden soll die EU-Grundrechtscharta.
Der Gesetzesentwurf wurde am 13. Juli 2017 unter dem Namen European Union (Withdrawal) Bill eingebracht. Am 13. Dezember 2017 stimmte das Unterhaus mit 309 (darunter auch 11 Konservative) zu 305 Stimmen für einen Änderungsantrag, der die Regierung verpflichtet, das Abkommen über den EU-Austritt durch ein Gesetzgebungsverfahren im Parlament absegnen zu lassen. Am 17. Januar 2018 stimmte das Unterhaus in letzter Lesung dem Gesetz mit 324 zu 295 Stimmen zu.
Im Oberhaus stimmten die Lords 15 Änderungsanträgen zu. Unter anderem sollte das Austrittsdatum aus dem Gesetz gestrichen und die Grundrechtscharta beibehalten werden. Zudem erhielt ein Antrag, dass nach dem EU-Austritt die Mitgliedschaft des Vereinigten Königreiches im Europäischen Wirtschaftsraum beibehalten wird, ebenfalls eine Mehrheit. Das Unterhaus lehnte jedoch 14 der 15 Änderungen ab. Das Gesetz passierte schließlich beide Kammern des Parlaments am 20. Juni 2018 und erhielt die königliche Zustimmung am 26. Juni. Es soll nach dem EU-Austritt des Vereinigten Königreichs in Kraft treten.

### Streit um die Grenze zwischen Republik Irland und Nordirland

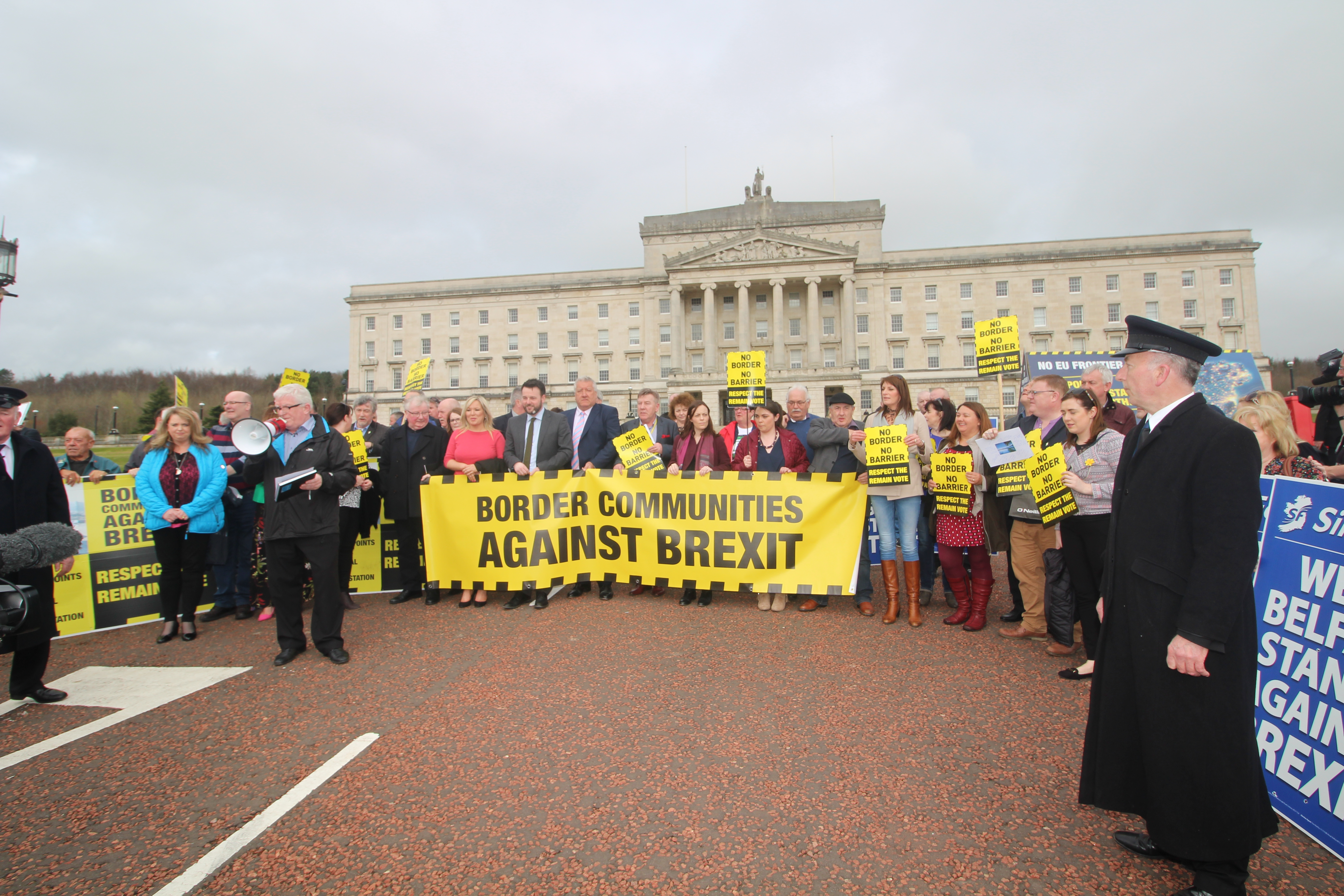
Protest vor der Nordirland-Versammlung gegen eine harte Grenze zwischen der Republik Irland und Nordirland (8. Oktober 2015)

Die Britischen Inseln bilden eine Common Travel Area

Seit 1921 ist die Insel Irland politisch geteilt: Während Nordirland im Vereinigten Königreich verblieb, wurde die Republik Irland zunächst ein Dominion innerhalb des Commonwealth und 1949 ein souveräner Staat. Dennoch gab es seit 1921 keine regulären Grenzkontrollen für Personenverkehr zwischen Irland und Nordirland und dem übrigen Vereinigten Königreich aufgrund der Common Travel Area. An der Grenze finden keine Warenkontrollen statt, da beide Staaten dem 1993 geschaffenen Europäischen Binnenmarkt angehören. Gleichwohl wurden zu Zeiten des Nordirland-Konflikts militärische Kontrollpunkte an vielen Grenzübergängen geschaffen und die meisten nicht-bewachten Übergänge geschlossen.
Im Jahr 1998 unterzeichneten Irland, das Vereinigte Königreich und die führenden politischen Parteien in Nordirland das sogenannte Karfreitagsabkommen. Dadurch wurde der bürgerkriegsähnliche Konflikt in Nordirland großteils beendet, bei dem in etwa 30 Jahren über 3500 Menschen getötet wurden. Das Abkommen bestätigte den Status quo mit der Möglichkeit, dass sich die Nordiren künftig frei für eine Vereinigung mit der Republik Irland entscheiden können. Obwohl das Karfreitagsabkommen keinen Bezug auf die Grenze oder Kontrollen nimmt, wurden in der Folge die Grenzkontrollen zwischen Irland und Nordirland abgebaut. Staatsangehörige der Republik Irland einerseits und des Vereinigten Königreichs andererseits können sich bei minimalen Personenkontrollen innerhalb eines „Gemeinsamen Reiseterritoriums“ (englisch „Common Travel Area“) auf den Britischen Inseln bewegen.
Theresa May und Enda Kenny, amtierender Premierminister der Republik Irland, drückten im Oktober 2016 ihre Zuversicht aus, diese Gepflogenheiten beizubehalten. Um nach dem Brexit illegale Migration über die offene nordirische Grenze ins Vereinigte Königreich zu unterbinden, stimmte die irische Regierung im Oktober 2016 einem britischen Plan zu, wonach der britische Grenzschutz gewissermaßen auf Irland ausgeweitet wird, d. h., irische Grenzschützer verhindern die illegale Einreise an irischen Häfen und Flughäfen. Dies würde verhindern, dass zwischen Nordirland und Großbritannien, der größten der Britischen Inseln, eine neue Grenze entsteht.
Bei den Verhandlungen zum Brexit-Vertrag betonten sowohl die EU als auch das Vereinigte Königreich, dass nach dem Brexit die Grenze zwischen den beiden Inselteilen ohne Warenkontrollen (Zollkontrollen) bleiben solle, obwohl die Republik Irland als Mitglied der EU Teil der EU-Zollunion, das Vereinigte Königreich nach Abschluss des Brexit-Prozesses aber kein Teil der Zollunion mehr sein wird. Zwischen der Republik Irland und Nordirland wird dann eine EU-Außengrenze bestehen, an der nach den EU-Regeln Warenkontrollen vorgeschrieben sind, sofern kein zollneutrales Handelsabkommen zu Stande käme.
Der EU-Chefunterhändler Michel Barnier drohte in einer Rede vor dem irischen Parlament in Dublin mit der Errichtung einer EU-Zollgrenze zu Nordirland, falls keine Brexit-Einigung zustande kommt, jedoch warnte die irische Polizei im Mai 2018, dass dafür 1.000 irische Polizisten (gardai) nötig wären und kein Plan dafür existiere. Bereits 2016 warnte eine Studie des Dubliner Institute of International and European Affairs vor einer Wiedereinführung von Grenzkontrollen entlang der Grenze zwischen Nordirland und der Republik Irland: „Die Grenze würde die nationalistische Gemeinde [die katholische Minderheit in Nordirland] von der Republik [Irland] in einem Ausmaß isolieren, wie es es seit 40 Jahren nicht mehr gab. Es bedarf wenig Vorstellungskraft, um zu dem Schluss zu kommen, dass ein Zurückstellen der Uhr Nationalisten enorm erzürnen und lautstarken Forderungen nach irischer Einheit Auftrieb geben würde, wodurch Spannungen in der [mehrheitlich protestantischen] Bevölkerung in Nordirland und somit Spannungen innerhalb der irisch-britischen Beziehungen im Allgemeinen verschärft würden.“

#### Rückfalllösung (Backstop)
Um Warenkontrollen zu vermeiden, enthält das Abkommen über den Austritt des Vereinigten Königreichs aus der EU das sogenannte Backstop-Protokoll (deutsch Rückfalllösung). Im Oktober 2019 einigten sich Boris Johnson und Leo Varadkar darauf, das ganze Vereinigte Königreich aus dem EU-Zollgebiet austreten zu lassen, aber fällige Kontrollen des Warenverkehrs nicht an der Grenze zwischen der Republik Irland und Nordirland durchzuführen, sondern an den Häfen zwischen Nordirland und Großbritannien. Das Protokoll überlebte einen erbitterten Kampf zwischen Parlament und Regierung, eine Parlamentsauflösung und eine Neuwahl Ende 2019, wurde aber nicht komplett umgesetzt, weil die meisten Warenkontrollen nie durchgeführt wurden. Im Sommer 2022 versuchte die Regierung Johnson, durch eine nationale Gesetzesinitiative das Protokoll in wesentlichen Punkten gegen den Widerstand der EU zu verändern.

#### Unionisten, Brino
Die Parteivorsitzende der Democratic Unionist Party (DUP) Arlene Foster, deren zehn Parlamentarier im Unterhaus des Parlaments des Vereinigten Königreichs die Minderheitsregierung der Conservative Party stützen, stellte im November 2018 klar, dass die DUP-Parlamentarier keiner Lösung zustimmen würden, die nur Nordirland, aber nicht den Rest des Vereinigten Königreichs an die Zollregeln der EU binden würde, denn dies würde Nordirland von Großbritannien „hinwegtreiben“ (englisch „leaves us adrift“).
Eine Gleichbehandlung von Nordirland und Großbritannien läuft jedoch den Interessen der Verfechter eines harten Brexits zuwider, die in der regierenden Konservativen Partei zahlreich vertreten sind. Sie bezeichneten den Verbleib des gesamten Vereinigten Königreichs in der EU-Zollunion als „Brexit in name only“, von britischen Medien „Brino“ genannt. Mitte November war damit trotz der Einigkeit zwischen den Unterhändlern der Europäischen Union und Theresa May eine erneute Sackgasse in der Nordirland-Problematik erreicht.
Zusammengefasst bedeutet dies, dass Großbritannien eine Zersplitterung des Staatsgebietes verhindern möchte, und die EU eine Zersplitterung ihres Binnenmarktes. Verzichtet jedoch Großbritannien gegenüber der Republik Irland auf Zölle und Einfuhrkontrollen, um den Nordirlandkonflikt zu entschärfen, würde dies eine Verletzung des Meistbegünstigungsprinzips darstellen.

### Beginn der Verhandlungen
Ursprünglich sollten bis Oktober 2018 die Verhandlungen über das beiderseits angestrebte Austrittsabkommen abgeschlossen sein. Entgegen der Intention des Vereinigten Königreichs sollten zuerst vollständig die Trennungsmodalitäten verhandelt und bei Einigkeit in allen Punkten anschließend das zukünftige Verhältnis zwischen beiden Parteien ausgehandelt werden. Der Zeitplan sah eine Verhandlungswoche pro Monat vor.
Am 19. Juni 2017 begann in Brüssel unter Leitung von Michel Barnier und David Davis die erste Verhandlungsrunde. Dabei stimmte die britische Seite der Vorgabe der EU zu, dass die erste Verhandlungsrunde Lösungen für die folgenden drei Themen hervorbringen müsse:
- Zahlungsforderungen der EU an das Vereinigte Königreich, von Journalisten geschätzt etwa 100 Milliarden Euro.
- Die künftigen Rechte britischer Staatsbürger in der EU sowie der Bürger der verbleibenden 27 EU-Staaten im Vereinigten Königreich.
- Die Grenzsituation zwischen Nordirland und der Republik Irland. Hier ist mit einer künftigen Außengrenze der EU zu rechnen.

Auf Empfehlung der Europäischen Kommission beschloss der Rat der Europäischen Union am 15. Dezember den Eintritt in die zweite Verhandlungsrunde, obwohl kein Verhandlungspunkt aus der ersten Runde geklärt war.
Für die Zeit nach dem Austritt im März 2019 war ursprünglich eine zweijährige Übergangsphase bis in das Jahr 2021[veraltet] vorgesehen. Am 19. März 2018 vereinbarten die EU-Kommission und die britische Regierung eine Übergangszeit bis zum 31. Dezember 2020[veraltet]. In der Übergangszeit würde sich das Vereinigte Königreich weiterhin an alle EU-Regeln halten müssen und auch finanzielle Beiträge wie bisher an die EU leisten, aber dafür den Zugang zum EU-Binnenmarkt nicht verlieren und Teil der Zollunion bleiben. In der Übergangsperiode soll geklärt werden, wie die langfristige Partnerschaft zwischen beiden Seiten aussehen kann. Premierministerin May wie auch EU-Chefunterhändler Michel Barnier stellten klar: „Nothing is agreed until everything is agreed.“ („Nichts ist vereinbart, solange nicht alles vereinbart ist.“) Die Zahlungsforderungen des Vereinigten Königreichs an die EU oder eine Übergangsperiode (weicher Brexit) würden nur im Rahmen eines umfassenden Austrittsabkommens in Kraft treten, anderenfalls erfolge ein Brexit ohne jegliche Zugeständnisse (harter Brexit).

### Entwurf Austrittsabkommen im November 2018
Am 14. November 2018 legten die Europäische Kommission und die britische Regierung einen 585 Seiten umfassenden Entwurf für ein Austrittsabkommen vor.
Wichtige Inhalte des Abkommens sind Regelungen zu
1. der Gestaltung einer mehrjährigen Übergangsperiode zwischen dem Austritt des Vereinigten Königreichs und dem Abschluss neuer Verträge, die das Verhältnis zwischen Europäischer Union und dem Vereinigten Königreich regeln,
2. Bürgerrechten,
3. dem Schutz geographischer Herkunftsbezeichnungen,
4. territorialen Fragen.

Der Entwurf enthält einen Passus, nach dem das gesamte Vereinigte Königreich bis Juli 2020 eine Zollunion mit den Mitgliedstaaten der Europäischen Union bildet.

#### Kritik aus den EU-Mitgliedstaaten
Von einigen der übrigen Mitgliedstaaten wurde der Vertragsentwurf unter anderem kritisiert, weil das Problem der Fischereirechte aus dem Vertragsentwurf ausgeklammert wurde und erst noch verhandelt werden muss. Bisher hatten die EU-Fischereibetriebe im Rahmen der Gemeinsamen Fischereipolitik uneingeschränkten Zugang zu den britischen Gewässern.
Der Botschafter Spaniens bei der EU forderte Nachbesserungen hinsichtlich des künftigen Status des britischen Territoriums Gibraltar, wo circa 10.000 Spanier arbeiten. Alle Fragen, die das Verhältnis Gibraltars zu Spanien regeln, möchte Spanien ohne die Europäische Union in bilateralen Verhandlungen mit dem Vereinigten Königreich klären. Daher versprach die Europäische Union den Spaniern, dass diese alle Gibraltar betreffenden Regelungen vorab prüfen und gegebenenfalls verhindern können.

#### Kritik aus dem Vereinigten Königreich
Im Vereinigten Königreich stieß der Vertragsentwurf sowohl bei den Austrittsgegnern als auch den Brexitbefürwortern auf Kritik. Am 15. November 2018 traten der Staatsminister im Nordirlandministerium Shailesh Vara, Austrittsminister Dominic Raab, Arbeitsministerin Esther McVey und Austrittsstaatssekretärin Suella Braverman zurück. Premierministerin Theresa May verlor dadurch innerhalb von drei Stunden ihre wichtigsten vier Brexitminister. Der Kurs des britischen Pfundes sank.
In der Konservativen Partei sammelten sich die Kritiker und Gegner der Premierministerin. Neben den zurückgetretenen Ministern gehörten dazu die langjährigen May-Kritiker Jacob Rees-Mogg, der am 15. November 2018 offen zu einem Misstrauensvotum gegen die Premierministerin aufrief, der ehemalige Parteivorsitzende Iain Duncan Smith sowie die schon im Juli 2018 zurückgetretenen Minister Davis und Johnson.

#### Entscheidung der EU-Gremien
Am 25. November 2018 stimmten die Regierungschefs der 27 in der EU verbleibenden Staaten dem Vertragsentwurf auf einem Sondergipfel des Europäischen Rates zu. Am 29. Januar 2020 stimmte das Europäische Parlament dem Vertragswerk zu.

### Erste Abstimmung zu Mays Vertragsentwurf
| Partei            | Dafür | Dagegen |
| ----------------- | ----- | ------- |
| Konservative      | 196   | 118     |
| Labour            | 003   | 248     |
| SNP               | 000   | 035     |
| Liberal Democrats | 000   | 011     |
| DUP               | 000   | 010     |
| Plaid Cymru       | 000   | 004     |
| Green Party       | 000   | 001     |
| Unabhängige       | 003   | 005     |
| Summe             | 202   | 432     |

Premierministerin May verschob am Vortag die für den 11. Dezember 2018 vorgesehene Abstimmung im Unterhaus über den Entwurf, weil er nicht nur von den anderen Parteien, sondern auch von zahlreichen Konservativen abgelehnt wurde. Als Hauptgrund benannte May, dass das Problem der Grenze zwischen der Republik Irland und Nordirland durch den bisher vereinbarten Backstop nicht befriedigend gelöst werde. Der Backstop stieß auch bei vielen Brexit-Befürwortern im Unterhaus auf Widerstand.
Premierministerin Theresa May musste sich am 12. Dezember 2018 einem Misstrauensvotum innerhalb der Unterhausfraktion der Konservativen Partei stellen, die ihr mit 200 gegen 117 Stimmen das Vertrauen aussprach. Nach den Parteiregeln durfte danach innerhalb eines Jahres kein neues Votum beantragt werden.
Die Abstimmungsdebatte des Unterhauses fand am 15. Januar 2019 statt und endete mit 202 Stimmen für und 432 Stimmen gegen den Vertragsentwurf. Mehr als ein Drittel der konservativen Unterhausfraktion stimmte gegen das von der eigenen Regierung ausgehandelte Abkommen. Die Motive der Abkommensgegner waren unterschiedlich: erstens eine grundsätzliche Gegnerschaft zum Brexit und die Forderung nach einem zweiten EU-Referendum bei den EU-freundlichen Parteien (Liberal Democrats, SNP, Green Party, Plaid Cymru), zweitens das Bestreben der Labour Party, durch eine Abstimmungsniederlage den Rücktritt der Regierung und Neuwahlen zu erzwingen, und drittens die Unzufriedenheit konservativer Brexit-Befürworter mit einzelnen Punkten des Abkommens, insbesondere hinsichtlich Nordirlands (Konservative, DUP).
Unmittelbar nach der Abstimmung erklärte die Premierministerin ihre Bereitschaft, sich einer Vertrauensabstimmung zu stellen, „wenn die Opposition dies wünsche“. Darauf reichte Oppositionsführer Corbyn einen Antrag auf ein Misstrauensvotum ein. Am folgenden Tag sprach das Unterhaus der Regierung May mit 325 gegen 306 Stimmen das Vertrauen aus.

#### Nachverhandlungen mit der EU

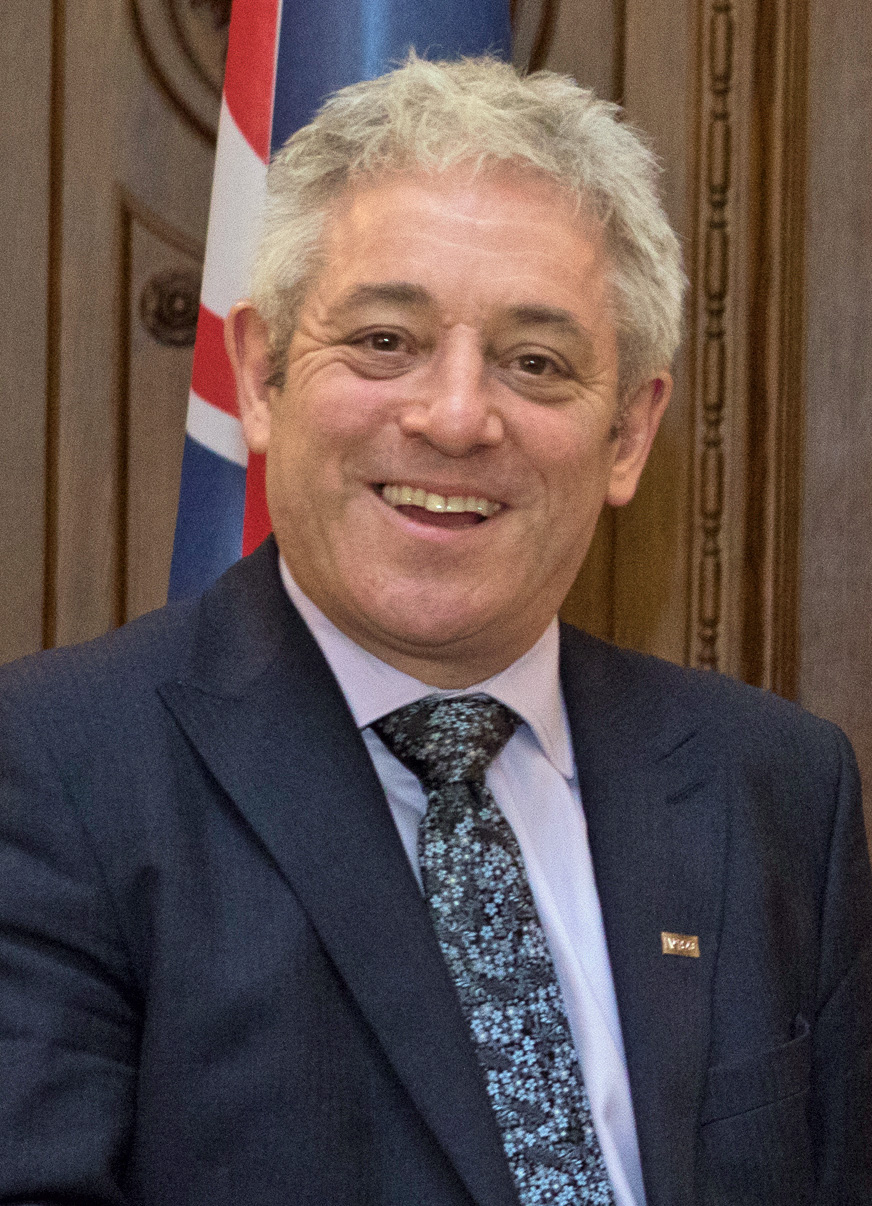
Speaker John Bercow

Ein zum 21. Januar 2019 vom Unterhaus erzwungener und von Theresa May an diesem Tag im britischen Unterhaus vorgetragener Plan B zum Brexit wurde als bloße Variante ihres Plans A gesehen, außer dass der Backstop mit der EU nachzuverhandeln sei. Derweil formierten sich Kräfte im Unterhaus, um alternative Auswege aus der Pattsituation voranzubringen.
Mit 16 Stimmen Mehrheit erteilte das Unterhaus Theresa May am 29. Januar ein Mandat dafür, mit der EU über eine offene Grenze zwischen Nordirland und der Republik Irland zu verhandeln, an der keinerlei Kontrollen durchgeführt werden, obwohl sie zu einer EU-Außengrenze werden würde. Die EU hatte dem Vereinigten Königreich schon Wochen zuvor erklärt, dass diese Lösung nicht erwünscht sei.
Am 8. Februar 2019 traf May erstmals nach dem Scheitern des Austrittsabkommens direkt mit Irlands Premierminister Leo Varadkar zusammen, der sich hinter das Austrittsabkommen stellte, aber gegenüber einem Aufschub des Ausscheidens des Vereinigten Königreichs aus der EU offen zeigte.
Am 14. Februar 2019 votierten die Abgeordneten im Unterhaus mit 303 zu 258 Stimmen gegen eine Beschlussvorlage der Regierung für ein Mandat für Nachverhandlungen zum Brexit-Deal mit der EU und eine Absage an den EU-Austritt ohne Abkommen. Damit erlitt Premierministerin Theresa May eine weitere Abstimmungsniederlage.
| Partei            | Dafür | Dagegen |
| ----------------- | ----- | ------- |
| Konservative      | 235   | 075     |
| Labour            | 003   | 238     |
| SNP               | 000   | 035     |
| Liberal Democrats | 000   | 011     |
| DUP               | 000   | 010     |
| TIG               | 000   | 011     |
| Plaid Cymru       | 000   | 004     |
| Green Party       | 000   | 001     |
| Unabhängige       | 003   | 006     |
| Summe             | 242   | 391     |

### Zweite Abstimmung zu Mays Vertragsentwurf
Angesichts der Perspektive des näher rückenden No-Deal-Brexits sprachen sich am 23. Februar 2019 erstmals drei britische Minister – Greg Clark, Amber Rudd und David Gauke – für eine Verschiebung des Austrittstermins aus.
Am 24. Februar 2019 kündigte Premierministerin May an, dass das Parlament am 12. März 2019 endgültig über den von ihrer Regierung ausgehandelten EU-Austrittsvertrag abstimmen werde. Bei Vertragsannahme hätte damit die Option eines geregelten Ausscheidens aus der EU am 29. März 2019 weiterhin bestanden. Falls das Parlament am 12. März 2019 dem von ihrer Regierung ausgehandelten Austrittsabkommen nicht zustimmen werde, werde es am 14. März 2019 eine Abstimmung darüber geben, ob es zu einem ungeregelten Brexit am 29. März 2019 oder einer Verschiebung des Austrittstermins kommen solle.
In Abkehr von ihrem bisherigen Standpunkt erklärte die Führung der Labour Party am 25. Februar 2019, dass sie die Forderung nach einem zweiten Brexit-Referendum unterstützen werde, falls ihr eigener Vorschlag für ein Brexit-Abkommen am 28. Februar 2019 im Parlament abgelehnt werden sollte.
Die zweite Abstimmung über den Vertragsentwurf fand am 12. März 2019 statt. In den vorangegangenen Wochen hatte die Premierministerin in verschiedenen europäischen Hauptstädten erfolglos um Zugeständnisse geworben.
Der Vertragsentwurf wurde vom Unterhaus erneut deutlich abgelehnt, allerdings mit geringerer Mehrheit als noch im Januar. Zu den ablehnenden Parteien war dieses Mal die The Independent Group (TIG), eine Gruppierung von acht ehemaligen Labour- und drei konservativen Abgeordneten, neu hinzugekommen.

### Abstimmung gegen den ungeordneten EU-Austritt
Am 13. März stimmte eine Mehrheit der Abgeordneten gegen einen ungeordneten Brexit (321 Ja- zu 278 Nein-Stimmen), nachdem durch einen zuvor angenommenen Änderungsantrag (312 Ja- zu 308 Nein-Stimmen) die zeitliche Einschränkung aus dem Hauptantrag entfernt worden war. Dieser Beschluss war rechtlich nicht bindend.

### Erste Verschiebung des Austrittstermins
Nachdem am 14. März das Unterhaus dem Antrag zur Verschiebung des EU-Austritts mit 412 Ja- bei 202 Nein-Stimmen zugestimmt hatte, beantragte May am 20. März 2019 beim Präsidenten des Europäischen Rates Donald Tusk die erste Verlängerung des EU-Austritts zum 30. Juni 2019. Die Premierministerin skizzierte dabei zwei mögliche Szenarien: Wenn das Unterhaus doch noch dem Austrittsvertrag ihrer Regierung zustimmte, wäre nur eine kurze Verlängerung der Frist bis zum Austritt erforderlich. Wenn das Unterhaus dagegen weiterhin ablehnte, müsste der EU-Austritt auf einen deutlich weiter entfernten Zeitpunkt verschoben werden; bei der letzteren Variante würde das Vereinigte Königreich an der Europawahl 2019, die für den 23. bis 26. Mai angesetzt war, teilnehmen. Diese Wahl könnte auch zu einem Stimmungstest werden.
Beim Gipfeltreffen am 21. März beschlossen die 27 übrigen EU-Staaten einen Aufschub bis zum 12. April 2019.
| Partei            | Dafür | Dagegen |
| ----------------- | ----- | ------- |
| Konservative      | 277   | 034     |
| Labour            | 005   | 234     |
| SNP               | 000   | 034     |
| Liberal Democrats | 000   | 011     |
| DUP               | 000   | 010     |
| TIG               | 000   | 011     |
| Plaid Cymru       | 000   | 004     |
| Green Party       | 000   | 001     |
| Unabhängige       | 004   | 005     |
| Summe             | 286   | 344     |

### Dritte Abstimmung zu Mays Vertragsentwurf
| Abstimmung | Datum      | Dafür | Dagegen |
| ---------- | ---------- | ----- | ------- |
| Erste      | 15. Januar | 202   | 432     |
| Zweite     | 12. März   | 242   | 391     |
| Dritte     | 29. März   | 286   | 344     |

Speaker John Bercow erklärte am 18. März, dass eine für den 20. März 2019 geplante dritte Abstimmung über die Regierungsvorlage ohne inhaltliche Änderung nicht möglich sei. Dieselbe Vorlage könne nach einer parlamentarischen Regel vom 2. April 1604 nicht in derselben Sitzungsperiode noch einmal ohne inhaltliche Veränderung zur Abstimmung gestellt werden.
Da sich keine Mehrheit für die Annahme des Austrittsabkommens abzeichnete, brachte die Regierung den Entwurf nicht erneut zur Abstimmung ins Unterhaus ein.
Am 27. März 2019 bot Theresa May den Abgeordneten ihrer eigenen Partei an, sie werde als Premierministerin zurücktreten, sofern das britische Unterhaus dem ausgehandelten Austrittsabkommen zustimme.
Um den Parlamentssprecher Bercow zur Zustimmung zu einer dritten Abstimmung über den Austrittsvertrag zu bewegen, bediente sich die britische Regierung einer juristischen Finesse und teilte den Vertrag am 28. März 2019 in zwei Teile:
1. den Vertragsteil zu den ausgehandelten Austrittsmodalitäten
2. den Vertragsteil zu den künftigen Beziehungen zwischen dem Vereinigten Königreich und der EU

Am 29. März 2019, der lange Zeit als Datum des EU-Austritts galt, legte die britische Regierung den Abgeordneten den ausgehandelten Austrittsvertrag zur Abstimmung vor. Nach den jüngsten Aussagen seitens des Europäischen Rats und der britischen Regierung galt die Annahme des gesamten Abkommens am 29. März 2019 als letzte Chance, um einen Austritt ohne Abkommen zum 12. April 2019 zu verhindern. Man ging davon aus, dass die britische Regierung Druck aufbauen wollte, um die Mehrheit der Parlamentarier zur Zusage zu bewegen. Die Abgeordneten des Unterhauses zeigten bereits in der ersten der beiden angesetzten Abstimmungen, welche die Modalitäten des Vertrags betraf, ihre mehrheitliche Ablehnung. Die Europäische Union setzte umgehend ein Treffen des Europäischen Rats, ohne Vertretung des Vereinigten Königreichs, für den 10. April 2019 an.

### Abstimmungen über Alternativen zu Mays Austrittsvertrag
Um der verfahrenen Situation zu entgegnen, entstand aus dem Unterhaus heraus die Überlegung, in eigener Initiative abzustimmen und auszuloten, für welches der möglichen Austrittsszenarien sich eventuell eine parlamentarische Mehrheit finden ließe.
Erste Abstimmungsrunde
In der ersten Runde am 27. März wurde zu 8 Vorschlägen abgestimmt. Die Parlamentarier votierten dafür, am 27. März 2019 der Regierung die Kontrolle über die Tagesordnung aus der Hand zu nehmen. Sie führten an diesem Tag indicative votes – nicht bindende Probeabstimmungen – durch, um Mehrheitsfähigkeiten von Alternativen zum abgelehnten Austrittsabkommen zu erkennen. Die Parlamentarier konnten sich hierbei jedoch nicht auf eine Alternative zum ausgehandelten Austrittsabkommen verständigen. Allerdings betonten die Initiatoren der Probeabstimmung, dass dies auch gar nicht der Zweck der Übung gewesen sei. Vielmehr wolle man herausfinden, welche Optionen wohl die höchsten Chancen auf Zustimmung hätten, um diese dann erneut in einer Stichwahl abfragen zu können.
| Erste Runde von Testabstimmungen über Alternativen zum Austrittsabkommen am 27. März 2019 |     |      |       | |
| Variante                                                                                  | Ja  | Nein | Diff. | Inhalt |
| Zweites EU-Referendum                                                                     | 268 | 295  | 027   | Durchführung eines zweiten Referendums |
| Verbleib in einer Zollunion                                                               | 265 | 271  | 006   | Das VK verlässt die EU ohne Austrittsabkommen, soll aber unmittelbar nach dem Austritt versuchen, über Verhandlungen mit der EU der Europäischen Zollunion beizutreten. |
| Konzept der Labour Party zum EU-Austritt                                                  | 237 | 307  | 070   | Das VK verlässt die EU mit dem Austrittsabkommen, verbleibt in der Zollunion und orientiert sich an den bestehenden und zukünftigen Regeln des Europäischen Binnenmarkts. |
| Norwegisches Modell einer EU-Partnerschaft                                                | 189 | 283  | 094   | Das VK verbleibt im Europäischen Wirtschaftsraum und der Zollunion und tritt in die Europäische Freihandelsassoziation ein. |
| Rückzug vom EU-Austritt im Fall des drohenden ungeregelten EU-Austritts                   | 184 | 293  | 109   | Um einen Austritt ohne Abkommen zu vermeiden, soll die Regierung verpflichtet werden, spätestens zwei Sitzungstage vor dem EU-Austritt eine Abstimmung darüber abzuhalten, ob das Land ohne Vertrag ausscheiden soll. Wird dies abgelehnt, soll London die Austrittserklärung widerrufen. |
| Ungeregelter EU-Austritt                                                                  | 160 | 400  | 240   | Das Vereinigte Königreich verlässt die EU am 12. April ohne Austrittsabkommen. |
| Malthouse Plan B                                                                          | 139 | 422  | 283   | Austritt auf Grundlage des ausgehandelten Austrittsabkommens, ohne Rückfalllösung (Backstop). |
| Norwegische Variante ohne Zollunion                                                       | 064 | 377  | 313   | Wie Norwegisches Modell einer EU-Partnerschaft, aber ohne Verbleib in der Zollunion. |

Zweite Abstimmungsrunde
In einer zweiten Runde am 1. April wurden vier von Parlamentssprecher Bercow ausgewählte Vorschläge zur Abstimmung gestellt.
| Zweite Runde von Testabstimmungen über Alternativen zum Austrittsabkommen am 1. April 2019 |     |      |       | |
| Variante                                                                                   | Ja  | Nein | Diff. | Inhalt |
| Zweites EU-Referendum                                                                      | 280 | 292  | 012   | Durchführung eines zweiten Referendums |
| Verbleib in einer Zollunion                                                                | 273 | 276  | 003   | Das VK verlässt die EU ohne Austrittsabkommen, soll aber unmittelbar nach dem Austritt versuchen, über Verhandlungen mit der EU der Europäischen Zollunion beizutreten. |
| Norwegisches Modell einer EU-Partnerschaft                                                 | 261 | 282  | 021   | Das VK verbleibt im Europäischen Wirtschaftsraum und der Zollunion und tritt in die Europäische Freihandelsassoziation ein. |
| Rückzug vom EU-Austritt im Fall des drohenden ungeregelten EU-Austritts                    | 191 | 292  | 101   | Um einen Austritt ohne Abkommen zu vermeiden, soll die Regierung verpflichtet werden, spätestens zwei Sitzungstage vor dem EU-Austritt eine Abstimmung darüber abzuhalten, ob das Land ohne Vertrag ausscheiden soll. Wird dies abgelehnt, soll London die Austrittserklärung widerrufen. |

### Zweite Verschiebung des Austrittstermins
Am 2. April 2019 kündigte Theresa May an, erneut den Europäischen Rat um eine Verlängerung des EU-Austritts zu bitten. Zugleich wollte sie das Gespräch mit Oppositionsführer Corbyn und anderen Vertretern gegnerischer Parteien wie Nicola Sturgeon und Mark Drakeford suchen. Wegen dieses Richtungswechsel traten am 3. April Nigel Adams, Staatssekretär im Wales Office, und Christopher Heaton-Harris, Staatssekretär im Ministerium für den Austritt aus der Europäischen Union, von ihren Ämtern zurück.
Am 4. April beschloss das Unterhaus mit nur einer Stimme Mehrheit (313 Ja- zu 312 Nein-Stimmen) ein Gesetz, das die Premierministerin verpflichten sollte, einen zweiten Verlängerungsantrag zu stellen, der über die am 12. April endende erste Verlängerung hinausginge. Das Gesetz passierte am 8. April das Oberhaus.
Am 5. April 2019 beantragte Theresa May für die britische Regierung beim Präsidenten des Europäischen Rates Donald Tusk die zweite Verlängerung des EU-Austritts bis zum 30. Juni 2019. Bei einer solchen Verlängerung war es jedoch die Teilnahme des Vereinigten Königreichs an der Europawahl 2019 erforderlich.

Um einen ungeregelten Brexit zu vermeiden, schlugen Tusk und die Regierungschefs eine flexible Verschiebung des EU-Austritts um bis zu ein Jahr vor. Der Vorschlag ist auch als „Flextension“ oder „Flexi-Brexit“ bekannt. Frankreichs Präsident befürchtete dagegen eine Schwächung der EU durch eine Einbindung der britischen Vertreter in die EU-Politik nach der Europawahl. In der Nacht zum 11. April 2019 einigten sich die 27 Staats- und Regierungschefs auf eine Verschiebung bis längstens zum 31. Oktober 2019.

### Europawahl 2019
Bei der Europawahl am 23. Mai 2019 erlitten die Konservativen vor allem in England schwere Verluste und Labour vor allem in Schottland und Wales, während die EU-freundlichen Liberal Democrats ein Rekordergebnis erzielten. Stärkste Partei wurde die erst wenige Monate zuvor gegründete Brexit Party unter Nigel Farage, die mit 30,5 % mehr Stimmenanteile gewann als ihre Vorgängerpartei UKIP bei der vorangegangenen Europawahl (26,6 %). Einziges politisches Ziel der Brexit Party ist die Durchsetzung eines baldigen EU-Austritts, nötigenfalls auch ohne entsprechendes Abkommen.

### Rücktritt von Premierministerin May und Wahl ihres Nachfolgers
Am 24. Mai 2019 kündigte Premierministerin Theresa May ihren Rücktritt als Vorsitzende der Konservativen Partei zum 7. Juni 2019 an. Als Premierministerin wolle sie bis zur Wahl eines Nachfolgers im Amt bleiben. In der Folgezeit erklärten mehrere prominente konservative Politiker ihre Kandidatur für das Amt des Parteivorsitzenden, unter anderem Boris Johnson, Michael Gove, Jeremy Hunt, Sajid Javid, Rory Stewart, Dominic Raab, Andrea Leadsom und Matt Hancock.
Nach einem Ausscheidungsverfahren in mehreren Runden durch die Mitglieder der konservativen Unterhausfraktion blieben Jeremy Hunt und Boris Johnson übrig, die sich den Mitgliedern der Konservativen Partei zur Abstimmung stellten.
Hierbei siegte Johnson mit 92.153 Stimmen (66,3 %) gegenüber 46.656 (33,7 %) für Hunt.

### Gesetz zur Verhinderung einer Parlamentsauflösung
Am 18. Juli 2019 fasste das Unterhaus mit 315 gegen 274 Stimmen bei 52 Enthaltungen einen Beschluss, nach der es dem Premierminister nicht mehr möglich sein sollte, das Parlament in der Zeit zwischen dem 9. Oktober und dem 18. Dezember 2019 aufzulösen. Damit war dem künftigen Premierminister die Möglichkeit genommen, zum 31. Oktober 2019 einen No-Deal-Brexit ohne Parlamentsbeteiligung herbeizuführen. Während Hunt eine Parlamentsauflösung ausgeschlossen hatte, hatte sich Johnson diesbezüglich nicht festgelegt. Die Regierung hatte sich gegen den Antrag ausgesprochen. Da auch 17 konservative Abgeordnete für den Antrag stimmten und 30 weitere sich enthielten, erlangte er die Mehrheit.

## Verhandlungen über Austritt und langfristige Beziehungen unter Premierminister Boris Johnson (2019–2020)
Queen Elisabeth II. ernannte Boris Johnson am 24. Juli 2019 zum Premierminister. Am gleichen Tag stellte dieser sein neues Kabinett vor, das prominent mit führenden Brexit-Anhängern besetzt war. Am 1. August gewann die Kandidatin der Liberal Democrats den zuvor von den Konservativen gehaltenen Wahlkreis Brecon and Radnorshire in einer Nachwahl, wodurch die Regierungsmehrheit der Regierung Johnson im Unterhaus auf einen einzigen Sitz reduziert wurde.
Der neue Premierminister lehnte den ausgehandelten Austrittsvertrag ab, schloss aber eine erneute Verschiebung des EU-Austrittsstand kategorisch aus und steuerte damit auf einen no-deal-Brexit am 31. Oktober 2019 zu. Diesen hatte er jedoch im Gegensatz zu seinen konservativen Mitbewerbern um das Premierministeramt ausdrücklich nicht ausgeschlossen. Diese Position bekräftigte er am 2. September:

“I want everybody to know – there are no circumstances in which I will ask Brussels to delay. We are leaving on 31 October, no ifs or buts.”

„Ich möchte, dass alle wissen, dass ich Brüssel unter keinen Umständen auffordern werde, etwas aufzuschieben. Wir verlassen die EU am 31. Oktober, ohne Wenn und Aber.“

Johnson reiste nach seiner Ernennung in mehrere europäische Hauptstädte, um für Nachbesserungen an Mays Austrittsvertrag zu werben. Die besuchten Regierungschefs blieben jedoch auf ihrem Standpunkt, dass der ausgehandelte Austrittsvertrag ein Gesamtpaket sei und nicht in Einzelteilen neu verhandelt werden könne. Daraufhin einigten sich am 27. August 2019 Delegierte verschiedener Oppositionsparteien auf eine Strategie, den No-deal-Brexit durch ein Gesetz abzuwenden, das Johnson zur Beantragung einer Verlängerung der Austrittsfrist bei der EU zwingt. Auch einzelne Brexit-Gegner aus der konservativen Fraktion wie Dominic Grieve erklärten ihre Unterstützung. Die andere Option, durch ein Misstrauensvotum Johnson zu stürzen und Labour-Parteiführer Jeremy Corbyn als Interims-Premierminister zu installieren, wurde von den Liberal Democrats abgelehnt.
Auf der anderen Seite des politischen Spektrums erklärte Brexit-Party-Parteiführer Nigel Farage, dass der no-deal-Brexit die einzig gangbare Alternative darstelle, und forderte Johnson auf, diese Lösung konsequent anzusteuern. Mays Austritts-Vertrag sei dagegen „Verrat an den Wählern“.
Am 29. August 2019 erklärte die Vorsitzende der schottischen Konservativen Ruth Davidson, unter deren Führung sich die schottische Sektion der Partei als zweitstärkste Kraft in Schottland konsolidiert hatte, ihren Rücktritt. Sie gilt als scharfe Kritikerin von Johnsons Brexit-Kurs.

### Benn Act und Abstimmungen über Neuwahlen
Der ehemalige Labour-Minister Hilary Benn veröffentlichte am 2. September den Text eines interfraktionell getragenen Gesetzentwurfs. Das angestrebte Gesetz sollte einen No-Deal-Brexit verhindern, indem es den Premierminister auffordert, bei der EU eine Verlängerung der Austrittsverhandlungen zu beantragen, falls bis zum 19. Oktober 2019 zwischen der EU und der britischen Regierung kein Austrittsabkommen ratifiziert wurde.
Am 3. September 2019 trat das Parlament nach seiner Sommerpause wieder zusammen. Johnson setzte seine Fraktion mit der Androhung eines Parteiausschlussverfahrens für Abweichler und der Drohung einer Parlamentsauflösung und Neuwahlen unter Druck. Während der laufenden Debatte wechselte der Abgeordnete Phillip Lee von der konservativen zur liberaldemokratischen Fraktion. Damit verlor die Regierung Johnson ihre Unterhausmehrheit. Das Unterhaus entschied sich in einer Notdebatte mit 328 gegen 301 für die Übernahme der Initiative. Gegen die Regierung stimmten auch 21 konservative Abgeordnete, darunter Kenneth Clarke, Dominic Grieve, Philip Hammond, Oliver Letwin, Antoinette Sandbach, Nicholas Soames und Rory Stewart, die unmittelbar danach aus der konservativen Fraktion ausgeschlossen wurden. Die als moderate Konservative geltende Amber Rudd trat deshalb am 7. September 2019 von ihrem Amt als Arbeitsministerin zurück und erklärte ihren Austritt aus der Fraktion der Tories. Zuvor hatte bereits am 5. September Johnsons Bruder Jo Johnson auf sein Abgeordnetenmandat verzichtet.
Am 4. September stimmten die Unterhausabgeordneten mit 327 zu 299 Stimmen für den European Union (Withdrawal) (No. 2) Act 2019, der meist Benn Act genannt wird. Im Oberhaus versuchten danach Brexit-freundliche Mitglieder mit Hilfe von mehr als 100 Zusatzanträgen (Amendments) die Verabschiedung des Gesetzes noch vor der Parlamentspause zu verhindern. Am 6. September stimmte das Oberhaus jedoch dem Gesetz zu. Die Queen billigte es am 9. September, dem letzten Tag vor der Parlamentspause. Das Gesetz verpflichtete die Regierung, die EU-Verhandlungspartner um eine Verschiebung des Austrittstermins auf Ende Januar 2020 zu ersuchen, falls bis zum 19. Oktober 2019 kein Austrittsvertrag zustande kommen sollte.
Premierminister Johnson forderte währenddessen wiederholt Neuwahlen für den 15. Oktober 2019. Für Neuwahlen wäre nach dem Fixed-term Parliaments Act 2011 entweder eine verlorene Vertrauensabstimmung der Regierung erforderlich oder ein Zwei-Drittel-Votum des Unterhauses (434 der 650 Abgeordneten). Labour-Parteiführer Corbyn sprach sich ebenfalls für Neuwahlen aus. Am 4. September stimmten 298 Abgeordnete für die Neuwahl, womit die Vorlage gescheitert war. 56 stimmten dagegen, darunter fast alle Abgeordneten der Liberal Democrats. 288 enthielten sich, darunter die Scottish National Party und große Teile der Labour Party, mit der Begründung, dass sie erst für Neuwahlen stimmen würden, wenn das eben verabschiedete Gesetz zur Verhinderung eines EU-Austritts ohne Vertrag in Kraft getreten sei. Einer zweiten Abstimmung am 9. September 2019 scheiterte erneut mit nur 293 Stimmen für die Neuwahl, die nun vor dem geplanten Austrittsdatum am 31. Oktober 2019 nicht mehr möglich war. Nach dieser Sitzung begann am 10. September 2019 für das Parlament die von Johnson erzwungene Sitzungspause.

### Vertagung des Parlaments
Am 28. August 2019 ließ Johnson durch die Königin die Vertagung des Parlaments (prorogation) vom 10. September bis zum 10. Oktober 2019 verkünden, die von britischen Regierungen üblicherweise einmal pro Jahr (meist im April oder Mai) veranlasst wird. In dieser Zeit hält die Königin die Rede (Queen’s Speech), in der die Regierungsziele des kommenden Jahres dargelegt werden. Durch die Vertagung werden Gesetzgebungsprozesse, die noch nicht zum Abschluss gekommen sind, terminiert, d. h. sie müssen nach Ende der Vertagung, die in der Regel weniger als zwei Wochen dauert, von vorne begonnen werden.
Die durch Johnson initiierte Parlamentsvertagung rief nicht nur aufgrund ihrer ungewöhnlich langen Dauer (23 Arbeitstage – die längste Suspendierung seit 1945), sondern auch durch den gewählten Zeitpunkt zum Teil heftige Reaktionen hervor. Der Speaker – der normalerweise tagespolitische Ankündigungen nicht kommentiert – John Bercow nannte die Maßnahme einen „verfassungsrechtlichen Skandal“ („constitutional outrage“). Der Zweck der Suspendierung sei ganz offensichtlich, die Parlamentsdebatte über den Brexit und die Zukunft des Landes zu unterbinden bzw. zu beenden.
Zwei Klagen gegen die Zwangspause vor dem englischen High Court in London und dem nordirischen High Court in Belfast blieben erfolglos, da es sich um eine politische, nicht um eine rechtliche Frage handle. Die Klage einer parteiübergreifenden Gruppe von über 70 Abgeordneten unter Führung von Joanna Cherry gegen die Vertagung vor dem schottischen Court of Session blieb zunächst ebenfalls erfolglos, dessen dreiköpfige Berufungsinstanz Inner House entschied dagegen am 11. September 2019, die Vertagung sei unrechtmäßig.
Die britische Regierung rief gegen dieses Urteil den Obersten Gerichtshof des Vereinigten Königreichs an, der am 24. September einstimmig entschied, dass die Zwangspause ungesetzlich sei. Hauptbeschwerdeführerin vor dem Supreme Court war die Aktivistin Gina Miller, rechtlich vertreten durch David Pannick. Als Zeugen bot Miller Ex-Premierminister John Major auf.

### Neuverhandlung mit der EU und neuer Entwurf des Austrittsabkommens
Am 19. September 2019 stellte Antti Rinne, Ministerpräsident von Finnland, das zu dieser Zeit den Vorsitz im Rat der Europäischen Union innehatte, fest, Johnson habe nur noch bis zum 30. September Zeit, der EU neue Ideen zur Vermeidung eines harten Brexit zu unterbreiten.
Am 17. Oktober verkündeten die britische Regierung und die Europäische Kommission einen Durchbruch bei den Verhandlungen um das Austrittsabkommen. Im neuen Vertragsentwurf war der umstrittene Backstop gestrichen. An seiner Stelle sollte eine Regelung implementiert werden, nach der Güter, die für die EU bestimmt sind, bereits auf britischer Seite verzollt und kontrolliert würden, während Güter, die in Nordirland verbleiben, nicht von EU-Regeln betroffen sind. Dies würde eine harte Grenze auf der irischen Insel verhindern und gleichzeitig dem Vereinigten Königreich die Möglichkeit geben, eigene neue Handelsabkommen für das gesamte Land abzuschließen. Jedoch würden einige EU-Binnenmarktsregeln auch weiterhin für Nordirland gelten. Diese Regelung ist zudem nicht unbefristet, sondern soll am Ende der Übergangsperiode nur im Einvernehmen mit der Northern Ireland Assembly verlängert werden. Das neue Abkommen wurde kurz darauf von allen 27 EU-Mitgliedstaaten im Europäischen Rat gebilligt.

### Dritte Verschiebung des Austrittstermins und EU-Austritt 2020
Auch gegen diesen Vertragsentwurf formierte sich im Unterhaus Widerstand, unter anderem von den nordirischen Unionisten, die darin die Gefahr einer rechtlichen Unterscheidung zwischen Nordirland und Großbritannien sahen. Die am 19. Oktober (also am letztmöglichen Tag gemäß Benn Act) anberaumte Abstimmung über das Abkommen wurde jedoch durch das Letwin Amendment vertagt, weil einige Abgeordnete befürchteten, dass die Brexit-Hardliner nach einer Zustimmung alle notwendigen Implementierungsgesetze blockieren und so doch noch einen No-Deal-Brexit erzwingen könnten.
Damit wurde Johnson gezwungen, bis Mitternacht die erneute Verschiebung des Austrittsdatums zu beantragen. Dieser Pflicht kam er widerwillig nach, unterschrieb das Schreiben an den Europäischen Rat jedoch demonstrativ nicht, sondern schickte stattdessen noch einen zweiten Brief mit, in dem er die EU-Staats- und -Regierungschefs dazu aufrief, der von ihm beantragten Verlängerung nicht zuzustimmen. Stattdessen wolle er versuchen, das Austrittsabkommen noch bis zum 31. Oktober ratifizieren zu lassen.
Der Europäische Rat entschied am 25. Oktober, die Verschiebung prinzipiell zu bewilligen, ohne jedoch zunächst die genaue Dauer bekannt zu geben, da man sich darüber vorerst nicht einigen konnte. Der französische Präsident Emmanuel Macron hatte für einen sehr kurzen Aufschub von etwa 14 Tagen plädiert, um auf diese Weise Druck auf das Unterhaus auszuüben. Schließlich einigte sich der Rat darauf, die Abstimmung des Unterhauses zu Johnsons inzwischen angekündigten Antrag auf Neuwahlen am 12. Dezember abzuwarten, bevor eine genaue Frist beschlossen wird. Am 28. Oktober stimmte der EU-Rat für eine „flexible“ Verschiebung des Austrittsdatums auf den 31. Januar 2020 mit der Option eines früheren Austretens, sofern der aktuelle Brexit-Deal vom britischen Unterhaus akzeptiert wird.
Am 29. Januar ratifizierte das Europäische Parlament die Verträge zum EU-Austritt. Die Debatte um die Ratifizierung der Verträge war die letzte für die britischen EU-Abgeordneten, da diese am 31. Januar 2020 das Europäische Parlament verließen.
Nach dem deutlichen Wahlgewinn der Konservativen bei den Parlamentswahlen am 12. Dezember 2019 wurde das Austrittsverfahren zügig zu Ende gebracht. Am 9. Januar 2020 stimmte das britische Unterhaus dem Brexit-Gesetz zu und am 22. Januar nach einigen vergeblichen Änderungsanträgen auch das Oberhaus.
Am 31. Januar 2020 verließ das Vereinigte Königreich schließlich formell die Europäische Union. Jedoch wurde laut Austrittsvertrag das EU-Recht in der sogenannten Übergangsphase bis Ende 2020 vorläufig weiter angewendet. Bis dahin sollte ein gesonderter Vertrag über die künftigen, langfristigen Beziehungen zwischen VK und EU verhandelt und geschlossen werden. Andernfalls drohte erneut ein harter Brexit ohne Deal. Das Protokoll zu Nordirland gilt unbefristet.

### Verhandlungen über ein langfristiges Handels- und Kooperationsabkommen
Sofort nach dem EU-Austritt des Vereinigten Königreichs wurde mit den Verhandlungen über ein langfristiges Handels- und Kooperationsabkommen begonnen. Hierfür blieben (anders als ursprünglich vorgesehen, da sich bereits die Verhandlungen allein über das Austrittsabkommen um Jahre verlängert hatten) nur wenige Monate Zeit. Dies stellte eine enorme Herausforderung dar, denn einerseits ging es für beide Seiten um das größte jemals geschlossene Handelsabkommen, andererseits wurde ein solches noch nie in einer so kurzen Zeit verhandelt (zum Vergleich: Das CETA-Abkommen mit Kanada wurde 7 Jahre vorbereitet).
Hierzu veröffentlichte die britische Seite am 3. Februar 2020 einen Forderungskatalog:
- Respektierung der Souveränität beider Seiten und volle Regulierungsautonomie. Keine regulatorische Harmonisierung mit EU-Recht oder jegliche Jurisdiktion des EuGH
- Ein Vertragswerk über Freihandel, Fischerei und Kooperation in innerer Sicherheit und Atomenergie. Weitergehende, künftige Kooperationen sollen nicht vertraglich geregelt werden (dies hätte etwa eine gemeinsame Außenpolitik und ERASMUS miteingeschlossen)
- Die britische Regierung vertritt uneingeschränkt alle Kronbesitzungen und Überseegebiete (inklusive Gibraltar)
- Ein Freihandelsabkommen sollte sich an bestehenden orientieren, insbesondere an EFTA.[326]

Der Europäische Rat erließ am 25. Februar ein Verhandlungsmandat. EU-Verhandlungsführer blieb Michel Barnier, auf britischer Seite David Frost. Am 3. März starteten die ersten Gespräche. Am 18. März wurde ein erster Vertragsentwurf von der EU publiziert; die britische Seite hingegen blieb einem solchen schuldig. Ursprünglich sollte der Vertrag bis Ende Juni (Frist für die Vereinbarung einer Verlängerung des Übergangszeitraums) fertig verhandelt sein, andernfalls würde man sich auf einen No-Deal-Brexit vorbereiten. Die Fronten schienen jedoch auch bei diesen Verhandlungen verhärtet, sodass zunächst über Monate keine signifikanten Fortschritte erzielt werden konnten. Selbst beim Thema Menschenrechte schien es unterschiedliche Positionen zu geben und Großbritannien begann sogar, gegen bereits vereinbarte Punkte des Nordirland-Protokolls zu verstoßen. Die Corona-Pandemie erschwerte den Prozess weiter.
Am 9. September 2020 veröffentlichte die britische Regierung einen Entwurf für den sogenannte Internal Market Act, ein Gesetz, mit dem die künftige britische Handelspolitik geregelt werden soll. Der Gesetzentwurf verstieß explizit gegen das Austrittsabkommen mit der EU und das Nordirland-Protokoll. Zudem wehrten sich die Regionalregierungen von Schottland, Nordirland und Wales gegen das Gesetz, da es ihnen bestimmte Rechte, die ihnen im Rahmen der Devolution zugestanden wurden, wieder entziehen sollte. Die britische Regierung räumte die Völkerrechtswidrigkeit des Gesetzes ein, hielt jedoch weiter daran fest. Daraufhin traten mehrere britische Spitzenpolitiker zurück, darunter der Leiter der Justizbehörde Jonathan Jones und Amal Clooney. Die EU reagierte empört und stellte Großbritannien ein Ultimatum für eine rechtskonforme Korrektur. Erst am 8. Dezember konnte hierfür eine Einigung erzielt werden.
Zwischenzeitlich waren erneut mehrere Fristen ergebnislos verstrichen (teilweise wurde aufgrund des o. g. Rechtsstreits sogar monatelang gar nicht mehr offiziell verhandelt), sodass die rechtzeitige Ratifizierung eines Abkommens praktisch unmöglich schien. Haupt-Streitpunkte blieben insbesondere die Fischereipolitik und die Harmonisierung von Produktstandards.
Als auch im Dezember 2020 noch kein Ergebnis ersichtlich war, wurden die Verhandlungen an die höchste Ebene (Premierminister Johnson und Kommissionspräsidentin von der Leyen) übergeben. Versuche von Boris Johnson, bilateral nur mit Frankreichs Präsident Emmanuel Macron und der deutschen Bundeskanzlerin Angela Merkel zu verhandeln, wurden aufgrund der alleinigen Handelskompetenz der EU abgelehnt. Am 17. Dezember verkündeten die Vorsitzenden der größten Fraktionen des Europaparlaments, dass eine Einigung bis zum 20. Dezember erzielt werden müsse, andernfalls würden sie das Abkommen nicht mehr beraten, weil nicht genug Zeit für dessen Prüfung bliebe. Auch diese Frist verstrich ohne Ergebnis.
Erst am 24. Dezember konnte eine Grundsatzvereinbarung über ein langfristiges Handels- und Kooperationsabkommen erzielt werden. Dieses wurde von der britischen Regierung und der EU-Kommission unterzeichnet und ist nach der Zustimmung der Regierungen aller EU-Mitgliedsstaaten zunächst vorläufig in Kraft getreten. Anschließend ist die Ratifikation durch das britische Unterhaus, das Europäische Parlament und in einigen Fällen auch durch die nationalen Parlamente der Mitgliedstaaten erforderlich. Auf britischer Seite erfolgte die Abstimmung darüber noch am 30. Dezember 2020. Die formelle Ratifizierung des Abkommens durch das Europäische Parlament geschah am 28. April 2021.
Der gefundene Kompromiss besteht aus drei Hauptsäulen:
1. Einem umfassenden Freihandels- und Kooperationsabkommen[356]:
  - Auf Waren, die aus dem Vereinigten Königreich bzw. der EU stammen, werden bilateral keine Einfuhrzölle erhoben, es gibt keine Mengenbeschränkungen für den Import.
  - Ein- und Ausfuhrformalitäten werden künftig existieren, sollen aber möglichst einfach gestaltet werden, insbesondere bei Autos, Medikamenten, Chemikalien und Wein.
  - Im besonders umstrittenen, obgleich wirtschaftlich eigentlich wenig bedeutenden Bereich Fischerei wurde eine Übergangsphase von fünfeinhalb Jahren vereinbart, während der die Fangrechte für Fischer aus der EU in britischen Gewässern um 25 Prozent gekürzt werden; ab Juni 2026 soll dann jährlich über die Fangquoten verhandelt werden.
  - Im Bereich Finanzdienstleistungen sind noch Fragen offen, die in den kommenden Monaten geklärt werden sollen.
  - Das Vereinigte Königreich steigt aus dem Erasmus-Programm aus, nimmt aber weiter an fünf anderen EU-Programmen teil (am Forschungsprogramm Horizont Europa, am Forschungs- und Ausbildungsprogramm der Europäischen Atomgemeinschaft Euratom, am Kernfusionsreaktorprojekt ITER, am Erdbeobachtungssystem Copernicus sowie am Satellitenüberwachungssystem SST), muss sich dafür im Gegenzug weiter an deren Finanzierung beteiligen.[357]
  - Darüber hinaus werden auch die Themen Investitionen, Wettbewerb, staatliche Subventionen, Steuertransparenz, Luft- und Straßenverkehr, Energie und Nachhaltigkeit, Datenschutz (hier insbesondere eine erneute Übergangsfrist für Datenflüsse)[358] und Koordinierung der sozialen Sicherheit geregelt, denn die EU hatte ein Unterlaufen bisheriger Standards befürchtet. Sie musste aber ihre Forderung aufgeben, dass Großbritannien auch zukünftige Änderungen von EU-Standards übernehmen müsse.
  - Die bisherige Freizügigkeit entfällt. EU-Bürger benötigen von Oktober 2021 an einen Pass zur Einreise nach Großbritannien. EU-Bürger, die bereits im Vereinigten Königreich leben, können noch bis zum 30. Juni 2021 einen Aufenthaltsstatus beantragen; solche, die seit dem 1. Januar 2021 einwandern wollen, müssen dagegen bestimmte Kriterien erfüllen, unter anderem soll eine Einkommensschwelle die Zuwanderung von Geringqualifizierten verhindern. Briten verlieren zum Jahreswechsel das Recht, in allen Staaten der Europäischen Union zu leben und zu arbeiten.[359]
2. Einem Sicherheits- und Informationsabkommen[360]: Hier geht es insbesondere um den Austausch von Geheiminformationen
3. Einem Abkommen über die Zusammenarbeit in der zivilen Nutzung von Nuklearenergie[361].
4. Regelungen zur Durchführung des Abkommens[362]. Unter anderem wird ein Gemeinsamer Partnerschaftsrat eingesetzt sowie verbindliche Durchsetzungs- und Streitbeilegungsmechanismen festgelegt.

Eine Zusammenarbeit in den Bereichen Außenpolitik, äußere Sicherheit und Verteidigung ist nicht Gegenstand des Abkommens, da das Vereinigte Königreich hierüber nicht verhandeln wollte.
Im Handels- und Kooperationsabkommen wurde Gibraltar aufgrund seiner besonderen Situation ausgeklammert. Erst Ende Dezember 2020, kurz vor dem Austritt des Vereinigten Königreichs aus dem Europäischen Binnenmarkt, einigten sich Spanien und das Vereinigte Königreich überraschend darauf, dass Gibraltar zum 1. Januar 2021 dem Schengen-Raum beitritt. Die EU-Außengrenze wird sich dadurch an die Häfen und den internationalen Flughafen Gibraltars verlagern. Für die Kontrolle der Außengrenze von Gibraltar ist Spanien verantwortlich.

## Mögliche Folgen des Brexits

### Für das Vereinigte Königreich
Die britische Regierung veröffentlichte am 11. September 2019 die Yellowhammer-Dokumente, „eine Liste wahrscheinlicher Ergebnisse, sie sind Projektionen dessen, was in einem Worst-Case-Szenario passieren kann“.

#### Wirtschaft
Die jährlichen Berichte des Europäischen Rechnungshofs haben im Vereinigten Königreich Diskussionen darüber ausgelöst, ob die Vorteile der EU-Mitgliedschaft die Nachteile, z. B. die Zahlungen an die EU, überwiegen. An den Finanzmärkten jedoch herrschte die Meinung vor, dass das Vereinigte Königreich von der Mitgliedschaft in der EU profitiert, und wenn sich Akteure aus der Wirtschaft äußerten, plädierten sie in großer Mehrheit für den Verbleib des Vereinigten Königreichs.
Die meisten Marktteilnehmer und Ökonomen bezweifelten direkt nach dem Austrittsvotum, dass der Außenwert des Pfund Sterling, der schon ab 2008 seine ursprüngliche Stärke einbüßte, auf lange Sicht stabil bleibt.

#### Staatshaushalt
Mit dem Brexit entfiele die Verpflichtung des Vereinigten Königreichs als drittgrößter Nettozahler, zur Finanzierung des EU-Haushalts beizutragen. Dagegen haben unabhängige Experten 2016 errechnet, dass ein EU-Austritt bis 2020[veraltet] „ein Loch von 40 Milliarden Pfund“ in die britische Staatskasse reißen könnte.
Großbritannien hat ein langjähriges Handelsbilanzdefizit mit der EU-27, mit (2019) Importen von 372 Milliarden Pfund, aber Exporten von nur 300 Milliarden Pfund. Dieses Defizit wird durch eine Nettoneuverschuldung des Vereinigten Königreichs bei ausländischen Gläubigern finanziert. Ein schwächerer GBP-Wechselkurs erschwert die Rückzahlung ausländischer Kredite, impliziert aber auf lange Sicht auch die Chance, das Handelsbilanzdefizit zu verringern, indem die Importorientierung der Wirtschaft schwindet und eine Exportorientierung einsetzt.
Für britische Universitäten ist sehr wahrscheinlich, dass die EU ihren finanziellen Beitrag zur Unterstützung der Forschungsaktivitäten komplett einstellt, wenn das Land nicht mehr EU-Mitglied ist. Die EU finanzierte 2015 16 % der britischen Forschung.

#### Unternehmen

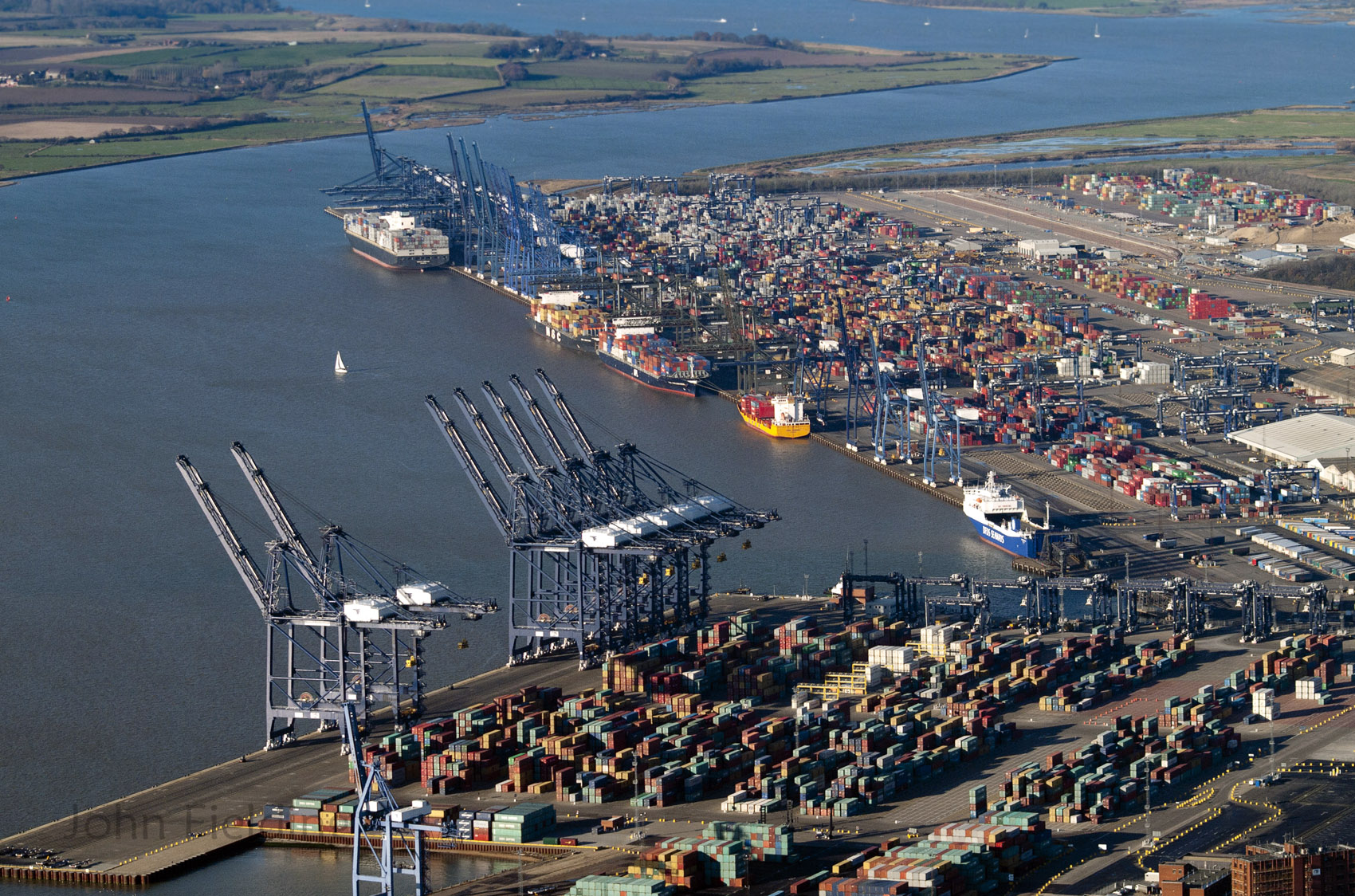
Hafen Felixstowe, England

Der Banker Gerard Lyons untersuchte vor der Ansetzung des Referendums über den Verbleib in der Europäischen Union im Auftrag des Londoner Bürgermeisters Johnson Szenarien für den Fall eines Brexits und für die weitere EU-Mitgliedschaft und mutmaßte im Jahr 2014 folgende Vor- und Nachteile:
Vorteile: Ein Brexit könne die Wirtschaftsleistung des Vereinigten Königreichs unter Umständen bedeutend erhöhen, falls es der Regierung gelänge, eine erfolgreichere Handelspolitik als die EU zu betreiben.
Ein schwächeres britisches Pfund könnte bei entsprechender Wirtschaftspolitik zu einem Comeback der britischen Industrie führen.
Neutral: Die EU-Arbeitszeitrichtlinie ist zwischen britischen Arbeitgebern und Gewerkschaften besonders umstritten. Nach einem Brexit könnte man sich dieser Sozialgesetzgebung entledigen, die die britischen Unternehmen jährlich 1,8 Milliarden Pfund (2013) kostet.
Nachteile: Falls das Vereinigte Königreich mit einer eigenen Handelspolitik scheitere, könnte ein Austritt für seine Wirtschaftsleistung ungünstiger sein als ein Verbleib. Angesichts des knappen Zeitraums zwischen dem Antrag auf den Austritt und dessen Vollzug sei ein Absturz über die cliff edge („Klippenrand“) zu befürchten. Das Vereinigte Königreich fiele ohne Vertrag in die Regelungen der Welthandelsorganisation (WTO) zurück, die mit ihren starren Zolltarifen zwischen 0 und 604 % zerstörerische Wirkungen auf die komplexen Lieferketten im hochintegrierten EU-Außenhandel des Vereinigten Königreichs haben könnten.
Die liberale Denkfabrik Open Europe veröffentlichte 2015 eine Abhandlung mit dem Tenor, ein Brexit sei eine unterschätzte Gefahr. Das Vereinigte Königreich müsste aus einer Position der Schwäche heraus einen neuen Marktzugang zum Binnenmarkt der EU aushandeln. Das schließe die Finanzdienstleistungsbranche der City of London mit ein, deren Unternehmen 2015 Steuern in Höhe von 80 Milliarden Euro zahlten und die die europaweit gültige Betriebserlaubnis nach heutigem Recht durch den Brexit verlieren würden. Im besten Fall würde ein Brexit die jährliche Wirtschaftsleistung des Vereinigten Königreichs bis 2030 um 1,6 % steigern, im schlimmsten Fall um 2,2 % drücken. Open Europe prognostizierte außerdem fallende Vermögen und summierte den jährlichen Verlust auf 56 Milliarden Pfund. Ohne EU-Mitgliedschaft würde zudem die Stimme der britischen Regierung an Gewicht verlieren, wenn supranationale Akteure wie WTO oder G7 über neue wirtschaftspolitische Vereinbarungen verhandeln.
Die Zuversicht der Brexit-Befürworter, dass im Fall des EU-Austritts günstigere Handelsverträge möglich sein werden, kommentierte der US-Präsident Barack Obama im April 2016 warnend: „Unser Hauptinteresse (Anmerkung: das der USA) gilt dem großen Block, der EU. Wenn Großbritannien alleine wäre, stünde es in der Schlange ganz hinten.“ Angesichts eines laut Umfragen plausibel erscheinenden EU-Austritts lenkte Obama an gleicher Stelle die Aufmerksamkeit auf die negativen Konsequenzen für den britischen Außenhandel, der stark auf Exporte in die EU ausgerichtet sei.
Der US-Präsident Donald Trump vertritt einen anderen Standpunkt und befürwortet einen No-Deal-Brexit, weil davon die Schließung des Freihandelsabkommens FTA abhängt. Vom 10. bis 11. Juli 2019 fand das sechste Treffen seit 2017 zwischen den amerikanischen und britischen Vertretern in London im Rahmen der Arbeit am Projekt des FTA-Vertrags.
Hinzu kommt, dass das Meistbegünstigungsprinzip es einem Staat verbietet, Handelsvergünstigungen nur einzelnen Staaten anzubieten, es sei denn, alle Vertragspartner sind Mitglied in derselben Freihandelszone, in welcher die Vergünstigungen allen Mitgliedern angeboten und die Zölle gegenüber Nichtmitgliedern nicht erhöht werden. Dies bedingt, dass das Vereinigte Königreich keine Handelsverträge mit einzelnen EU-Ländern abschließen kann; die Regierung in London müsste also direkt mit der EU über Handelserleichterungen verhandeln und das Land erhielte keine besseren Handelskonditionen als ein EU-Mitglied, damit der Wettbewerb innerhalb der EU nicht verzerrt wird. Diese WTO/GATT-Regel wird auch in Artikel 101 des Vertrags über die Arbeitsweise der Europäischen Union reflektiert. Aus demselben Grund sind auch Schwierigkeiten zu erwarten, falls das Vereinigte Königreich zusammen mit der EU in einem Handelsbündnis verbleibt, und dennoch mit Nicht-EU-Ländern Handelsverträge abschließen möchte. Es ist absehbar, dass die EU durch Vertragsbestimmungen eine Besserstellung von Drittländern ausschließen wird.
Theresa May pries den Austritt im Januar 2017 dennoch als Chance auf eine stärkere globale Position des Vereinigten Königreichs. Die Hoffnungen auf wirtschaftliche Vorteile durch einen Brexit erfuhren einen weiteren Dämpfer, als im Januar 2018 ein geheimes Regierungspapier an die Öffentlichkeit gelangte, in dem Experten der regierenden Konservativen Partei zu dem Schluss kamen, dass das Vereinigte Königreich durch den EU-Austritt in jedem Fall wirtschaftliche Einbußen erleiden werde. Die geringsten Einbußen wurden dabei für das Szenario eines britischen Verbleibs im Binnenmarkt prognostiziert.
Bis September 2018 hatten 25 internationale Banken die Verlegung ihrer EU-Standorte von London nach Frankfurt am Main angekündigt; andere ins Auge gefasste Standorte waren Paris und Dublin. Am 29. März 2019 veröffentlichte die Irish Times eine Umfrage unter Banken, wonach möglicherweise bis zu 1.500 Angestellte Brexit-bedingt von britischen an andere EU-Standorte verlagert wurden.

#### Arbeitnehmer, Konsumenten
Vorteile: Im Falle eines Brexits wird die Freizügigkeit der Staatsangehörigen von EU-Mitgliedsländern gestoppt. Dadurch könnte das nominale Lohnniveau steigen; ceteris paribus würden die Reallöhne steigen.
Nachteile: Durch den geplanten Brexit könnte es Bestrebungen geben, die ökonomischen Kosten des Austritts wie von der Denkfabrik Open Europe vorgeschlagen durch den Abbau bestimmter Vorschriften, darunter auch Arbeitnehmerrechte, zu kompensieren. Eine negative Folge eines Brexit wäre zudem einhelligen Prognosen zufolge der Verlust hochwertiger Arbeitsplätze, die ins Ausland verlagert werden.
Das Vereinigte Königreich ist ein wichtiger Lebensmittel-Exportmarkt für andere Europäer. Der Saldo zwischen Ex- und Import beträgt gegenüber Deutschland 3,4 Mrd. Euro. Die Quote der Eigenversorgung des Vereinigten Königreichs bei Lebensmitteln lag im Jahr 2016 bei 60 %. Die Verteuerung beim Warenimport beträfe alle Wirtschaftsgüter, deren Herstellungskosten teilweise oder komplett in einer Währung abgerechnet werden, deren Außenwert gegenüber dem Pfund Sterling, mit dem die Konsumenten zahlen, zulegt. Im August 2018 bemerkte die Confederation of British Industry, dass vor allem das Fehlen eines Nachfolgevertrags mit der EU die britischen Konsumenten „hart treffen“ dürfte; ob es Versorgungsengpässe geben würde, sei eine Frage der politischen Vorbereitung und der Kaufkraft des Pfund Sterling.

#### Umwelt
Die Umweltaktivistin Helena Norberg-Hodge und der Extinction-Rebellion-Sprecher Rupert Read stellen den Brexit in einen Zusammenhang mit Tendenzen zu einer Lokalisierung. Ihnen zufolge berge der Brexit zwar das Risiko, dass Großbritannien im Sinne eines Race to the bottom von bisher errungenen Zugeständnissen an den Umwelt- und Klimaschutz abrücken könne. Zugleich liege darin die Möglichkeit, sich aus der Verstrickung in eine „fragile, ressourcenintensive und völlig destruktive globale Ökonomie“ zu lösen und die Anbindung an die Erde und lokale Bezüge zu erneuern.
Die Europäische Kommission suspendierte Großbritanniens Vergabe von Emissionsberechtigungen (European Union Allowances EUA) des EU-Emissionshandels (ETS) zum 1. Januar 2019 und erklärte, dass EUAs der britischen ETS-Sektion sowie Emissionszertifikate der UNO nach dem Kyoto-Protokoll im Falle eines No-Deal-Brexits unzugänglich würden.

#### Briten im Ausland
Briten müssen im Fall eines No-Deal-Brexits einen Aufenthaltstitel beantragen, um weiter im EU-Ausland leben zu können. Die bisher über das National Health Service geordnete Krankenversicherung wird ihre Gültigkeit verlieren und sie besitzen in der EU keinen Krankenversicherungsschutz (mehr).

#### Menschenrechte
Britische Menschenrechtsorganisationen warnten Anfang 2018 in einem offenen Brief, dass der Brexit in seiner bisher geplanten Form die Menschenrechte schwächen würde. Da die EU-Grundrechts-Charta ihre Geltung im Vereinigten Königreich verlöre, entstünden Gesetzeslücken, weil nicht alle dort festgelegten Rechte in nationalen Gesetzen abgebildet seien. Das Karfreitagsabkommen verpflichtet jedoch das Vereinigte Königreich dazu, der Bevölkerung Nordirlands die Rechte aus der Grundrechtscharta zu garantieren.

#### Schottland
Die schottische Erste Ministerin und Vorsitzende der Schottischen Nationalpartei (SNP), Nicola Sturgeon, plant für 2021 ein neues Referendum über die Unabhängigkeit Schottlands von Großbritannien. Bei der Volksabstimmung im Jahr 2014 hatten sich zwar 55 % der Wähler für einen Verbleib im Vereinigten Königreich entschieden, allerdings hatten sich 2016 beim Referendum über den Austritt des Vereinigten Königreichs aus der EU in Schottland 62 % der Teilnehmer gegen einen Austritt aus der EU ausgesprochen. Am 6. Oktober 2019 fand in Edinburgh eine Massendemonstration für die Unabhängigkeit Schottlands von Großbritannien statt.
Am 12. Oktober 2019 meldete die Financial Times, dass die Abgeordneten der SNP im Londoner Unterhaus bereit seien, den damaligen Parteivorsitzenden der Labour Party Jeremy Corbyn in einer Minderheitsregierung zu unterstützen, da dies die einzige Möglichkeit sei, einen Brexit ohne Vertrag garantiert zu verhindern. Voraussetzung wäre, dass die Labour Party ein zweites Referendum der Schotten über eine Abspaltung vom Vereinigten Königreich zulässt.
Für den Fall, dass Nordirland mit der EU assoziiert bleibt – etwa über einen Verbleib in der Zollunion –, wird erwartet, dass Schottland ebenfalls auf einer Sonderbehandlung bestehen wird. Beobachter sehen im Brexit und darin, wie unterschiedlich die EU-Frage in England und Schottland gesehen wird, eine mögliche Bedrohung für die Integrität des Vereinigten Königreichs.

### Für die Europäische Union
Mit einem Brexit verliert die EU ihre zweitgrößte Volkswirtschaft, das Land mit der drittgrößten Bevölkerung und die (bisherige) „Finanzhauptstadt der Welt“. Mit dem Brexit entfällt der bis dahin drittgrößte Nettozahler zur Finanzierung des Haushalts der Europäischen Union (operative Haushaltssalden 2016: Deutschland 10,99 Milliarden Euro, Frankreich 9,22 Milliarden Euro, Vereinigtes Königreich 6,27 Milliarden Euro).
Während der Vorbereitungen des nächsten Rahmenhaushaltsplans der Europäischen Union veranschlagte der Kommissar für Finanzplanung und Haushalt Günther Oettinger im Januar 2018 den Einnahmenverlust in Folge des EU-Austritts des Vereinigten Königreichs als Nettozahler auf jährlich 13 Milliarden Euro. Falls das Ausgabevolumen in der EU gleich bliebe, wären die vier Nettozahler Deutschland, Schweden, die Niederlande und Österreich besonders betroffen. So müsste Österreich fortan 400 Millionen Euro zusätzlich pro Jahr einzahlen und Deutschland jeweils 4,5 Milliarden Euro für 2019 und 2020[veraltet]. Die Nettozahler sind verhandlungstechnisch im Nachteil: Kommt es innerhalb der verbleibenden EU-27 zu keiner Einigung, den Haushalt zu verkleinern, dann wird der Haushalt unverändert fortgeschrieben.
Das Vereinigte Königreich entfällt beim EU-Austritt als wichtiger Anteilseigner der Europäischen Investitionsbank (EIB), in der nur EU-Mitgliedsstaaten vertreten sind. Der Anteil des Vereinigten Königreichs betrug 16 % oder 3,4 Milliarden Euro.
Nach dem Vertrag von Lissabon (2009) sind bei Beschlussfassungen mit sogenannter qualifizierter Mehrheit mindestens vier Mitglieder des Rates zur Bildung einer Sperrminorität erforderlich. Diese Regelung wurde getroffen, um die Vorherrschaft der drei bevölkerungsreichsten Staaten (Deutschland, Frankreich, Vereinigtes Königreich) zu unterbinden. Nach einem Austritt der traditionell auf Haushaltsdisziplin bedachten Briten würde Deutschland in diesem Punkt nur noch durch die Niederländer, Balten und Skandinavier unterstützt. Die Befürworter der EU-Haushaltsdisziplin könnten fortan von den anderen EU-Staaten zum Beispiel bei Abstimmungen zu einer Bankenunion mit EU-weiter Einlagensicherung überstimmt werden. Das ist juristisch problematisch. Wenn mit dem Brexit die Geschäftsgrundlage der im Lissabon-Vertrag vereinbarten Mehrheitsregel entfallen ist, ist eine Anpassung des Quorums für die Sperrminorität erforderlich.
Mit dem Brexit verlor die EU das neben Frankreich einzige weitere Mitglied, das Atommacht und ständiges Mitglied im Sicherheitsrat der Vereinten Nationen ist.

#### Bildung und Forschung
Die Beteiligung des Vereinigten Königreichs an Bildungskooperationen, die nicht auf die EU beschränkt sind – z. B. am Bologna-Prozess, am Europäischen Qualifikationsrahmen und am Europass – bleibt auch nach einem Brexit möglich.

#### Fischerei
An den etwa 3 Millionen Tonnen Fisch, die in britischen Gewässern gefangen werden, beträgt der britische Anteil lediglich 750.000 Tonnen. Dieser Anteil wird durch die London Fisheries Convention von 1964 bestimmt sowie durch die Gemeinsame Fischereipolitik der EU. Die britische Regierung kündigte im Juli 2017 die Kündigung der 1964er-Konvention an, die irischen Fischern Zugang zu britischen Gewässern ermöglichte, wodurch die irische Fischereiindustrie besonders hart getroffen würde, da sie ein Drittel ihres Fangs von dort erzielt.

#### Für Deutschland
Kurz nach dem Referendum veröffentlichte der Deutsche Bundestag eine Analyse zur Auswirkung eines Brexits auf die EU und insbesondere auf die politische und wirtschaftliche Stellung Deutschlands. Demnach ist das Vereinigte Königreich nach den USA und Frankreich der drittwichtigste Exportmarkt für deutsche Produkte. Insgesamt exportiert Deutschland Waren und Dienstleistungen im Wert von jährlich etwa 120 Milliarden Euro dorthin, was etwa 8 % des deutschen Exports entspricht, wobei Deutschland gegenüber dem Vereinigten Königreich einen Handelsüberschuss von 36,3 Milliarden Euro (2014) erzielt. Insgesamt hängen in Deutschland 750.000 Arbeitsplätze am Export nach Britannien. Im Falle eines harten Brexits unterläge der deutsch-britische Handel WTO-Zöllen, und davon wäre besonders der deutsche Autoexport betroffen, wo ein Zoll von knapp 10 % zu zahlen wäre.
Traditionell ist das Vereinigte Königreich das wichtigste Exportland der deutschen Automobilindustrie. Sowohl 2016 als auch 2017, mit fallender Tendenz, wurden mehr Pkw ins Vereinigte Königreich geliefert (über 750.000 pro Jahr) als jeweils auf den gesamten amerikanischen Doppelkontinent beziehungsweise nach Asien exportiert wurden.
Der frühere Leiter des Ifo-Instituts, Hans-Werner Sinn, bezeichnete den Brexit als verheerend für Deutschland. Aus wirtschaftlicher Sicht zerstöre der Brexit die Sperrminorität im Europäischen Rat, so dass die Mittelmeerländer fortan gegen Deutschland durchregieren könnten.

### Chancen für EU-Mitgliedstaaten
Die Regierungschefs der nach einem Brexit verbleibenden EU-Mitgliedstaaten ergriffen Strategien, um einen Nutzen aus dem Austritt des Vereinigten Königreichs zu ziehen. Seit seiner Wahl im Mai 2017 versucht der französische Präsident Macron, die etwa 200.000 in London lebenden Auslandsfranzosen zur Rückkehr nach Frankreich zu bewegen, um die Wettbewerbsfähigkeit des Pariser Finanzzentrums zu stärken. Neben Italien bietet Frankreich die höchsten Steuervergünstigungen für Rückkehrer.
Im November 2017 gewann Paris vor Dublin durch Losentscheid den Zuschlag als neuer Standort der Europäischen Bankenaufsichtsbehörde.
Bis zum September 2018 entstanden als Folge des Brexits EU-weit 630 Arbeitsplätze im Banksektor.
Eine Reihe von EU-Organisationen, die im Vereinigten Königreich ihren Sitz hatten, planen Umzüge auf den Kontinent bzw. haben diese umgesetzt. In Erwartung des nahenden Brexits schloss die Europäische Arzneimittel-Agentur am 25. Januar 2019 ihr Londoner Büro mit ca. 900 Arbeitsplätzen und verlegte dieses nach Amsterdam.

## Tatsächliche Folgen des Brexits

### Wirtschaft

#### Bruttoinlandsprodukt
Phillip Inman, Wirtschaftskorrespondent bei der britischen Tageszeitung The Guardian vergleicht am 11. November 2021 die wirtschaftliche Erholung des Vereinigten Königreichs mit den anderen G7-Staaten, darunter Deutschland, Italien, und die Vereinigten Staaten von Amerika. Nach dem schärfsten Wachstumseinbruch in 300 Jahren befände sich Großbritannien zwar wieder in einer Phase des Wachstums, das gegenwärtige Niveau stünde aber bislang 2,1 % unter dem höchsten Stand vor der COVID-19-Pandemie und damit sei die Erholung langsamer als in den anderen G7-Staaten. Die Situation sei damit auch schlechter als in Frankreich, dessen Wirtschaft laut Inman am ehesten mit der Großbritanniens vergleichbar sei. Neben einer unterschiedlichen wirtschaftspolitischen Antwort auf die Krise sieht Inman auch den Brexit als einen wesentlichen Grund für diese schlechtere Entwicklung. Faktoren seien etwa der durch den Brexit verursachte Fachkräftemangel, sowie der Umstand, dass die europäischen Handelspartner des Vereinigten Königreichs durch den „harten Brexit“ veranlasst würden, sich abzuwenden.
Im September 2023 stellte sich jedoch heraus, dass diese Analyse auf falschen Wachstumsdaten beruhte. Das Wachstum des Vereinigten Königreichs wurde für die Zeit seit 2019 um insgesamt 1,8 % nach oben revidiert. Damit liegt das britische Wirtschaftswachstum für diesen Zeitraum im Vergleich der G7 vor dem Wachstum Deutschlands.

#### Arbeitsmarkt
Durch den Wegfall von osteuropäischen Arbeitsmigranten erlebt Großbritannien seit dem Herbst 2021 eine Versorgungskrise (insbesondere von Kraftstoff). Von 2020 bis Herbst 2021 hatten 300.000 Arbeitskräfte Großbritannien verlassen. Allein in der Logistikbranche fehlen Großbritannien nach dem Brexit 100.000 Lkw-Fahrer. Das unabhängige Institute for Government macht neben dem Brexit aber auch die COVID-19-Pandemie sowie schlechte Löhne und Arbeitsbedingungen für den Fahrermangel verantwortlich. Lkw-Fahrer fehlen auch in anderen europäischen Ländern, nach Angaben des Vorstandssprechers des BGL auch in Deutschland, das Problem erreicht dort aber nicht dieselben Ausmaße wie im Vereinigten Königreich.

#### Abgaben
Die EU und das Vereinigte Königreich haben eine Einigung über das Handels- und Kooperationsabkommen zwischen der EU und dem Vereinigten Königreich erzielt, das seit dem 1. Januar 2021 vorläufig gilt und am 1. Mai 2021 in Kraft getreten ist. Es sieht Nullzollsätze und Nullkontingente für alle Waren vor, die den entsprechenden Ursprungsregeln genügen.

#### Außenhandel
Durch die Brexit-bedingte Zollgrenze zwischen Großbritannien haben sich die Logistikrouten Irlands verschoben. Der RoRo-Güter-Verkehr, der von der Republik Irland auf direktem Weg in die restliche EU transportiert wird, hat sich laut dem Irish Maritime Development Office (IMDO) von 16 % im Jahr 2019 auf ein Drittel im November 2021 erhöht. Dies hat zur Etablierung 32 neuer Fährverbindungen geführt, etwa nach Le Havre, Dunkerque und Cherbourg in Frankreich sowie Zeebrugge in Belgien. Gleichzeitig nahm der Verkehr auf den direkten Routen von Nordirland nach Großbritannien zu, historisch floss dieser verstärkt via Fährverbindungen von Dublin. Der Hafen in Belfast verzeichnet ein Verkehrswachstum von 15 %, der in Larne 18 % und der in Warrenpoint 20 %. Diese Entwicklung ist laut IMDO im Kontext der neuen Zoll- und Handelsvereinbarungen zwischen Irland und Großbritannien zu sehen.
Auch im deutsch-britischen Außenhandel hat der Brexit Spuren hinterlassen. Die Bedeutung des Vereinigten Königreichs für den deutschen Außenhandel nahm ab 2017 deutlich ab, als das Land noch der fünftwichtigste deutsche Handelspartner war und seinen Tiefpunkt 2022 erreichte, als die britische Insel aus den Top Ten des deutschen Handelspartnerrankings fiel. Im Jahr 2023 konnte das Vereinigte Königreich wieder auf Platz 10 aufrücken. Die Außenhandelsagentur Germany Trade & Invest führt vor allem den unklaren wirtschaftspolitischen Kurs der britischen Regierung, die von den Brexit-Diskussion ausgelöste Investitionszurückhaltung unter britischen Unternehmen und damit ausbleibende deutsche Maschinenexporte, sowie die Schwäche der Automobilindustrie als wesentliche Gründe an.

### Territorium

#### Außengrenzen
Außer der Landgrenze zwischen Irland und Nordirland besitzt Spanien eine gemeinsame Grenze mit dem Britischen Überseegebiet Gibraltar. Im weiteren Sinne sind auch die Bahnhöfe des Kanaltunnels in Frankreich und England Grenzbezirke, da gemäß dem Vertrag von Le Touquet die britischen Grenzkontrollen auf französischem Territorium stattfinden und umgekehrt. In der Referendumskampagne hatte Premierminister David Cameron die Grenzkontrollen mit Frankreich problematisiert, indem er das Fortbestehen des Le-Touquet-Abkommens von 2003 im Falle eines Brexits als gefährdet ansah. Das Abkommen ist als bilateraler völkerrechtlicher Vertrag nicht Teil des Rechts der Europäischen Union.

#### Migration
Für die Abwehr illegaler Migranten benötigt das Vereinigte Königreich nach einem EU-Austritt eine neue Grundlage und es bleibt auf die Zusammenarbeit mit EU-Mitgliedstaaten wie z. B. Frankreich angewiesen.
2018 verzeichneten die britischen Behörden rund 297 Personen, die sich illegal, aus Europa kommend, Zutritt zum Königreich verschafften. Trotz einer Vereinbarung mit Frankreich vom Januar 2019, nach der das Vereinigte Königreich 6 Millionen Pfund zahlt, um die illegale Migration zu bekämpfen, stieg die Zahl der Ankünfte 2019 auf 1.800 Menschen. Zu Rückführungen illegal Eingereister in die Europäische Union kam es 2019 in 125 Fällen. Im Jahr 2020 kam es zu mehr als 8.500 illegalen Grenzübertritten am Ärmelkanal, von Januar 2021 bis zum 23. November stieg diese Zahl auf 25.600 Übertritte.
Am 26. November 2021 kam es zu einer tödlichen Havarie eines Schlauchboots im Ärmelkanal, bei der 27 Menschen ums Leben kamen. Dies war der Auslöser für einen diplomatischen Konflikt, in dem sich französische und britische Regierungsmitglieder gegenseitig verantwortlich machten, illegale Grenzübertritte nicht effizient zu verhindern. Der britische Premierminister Boris Johnson veröffentlichte auf Twitter einen Brief an den französischen Präsidenten Emmanuel Macron, in dem er unter anderem vorschlug, britische Beamte sollten auf EU-Gebiet in Frankreich patrouillieren. Diese Geste einer medialen Veröffentlichung anstelle eines direkten Kontakts wurde von französischer Seite als „inakzeptabel“ bezeichnet. Infolgedessen wurde die Einladung der britischen Innenministerin Priti Patel zu einem Krisentreffen der Innenminister Frankreichs, Belgiens, der Niederlande und Deutschlands mit der Europäischen Kommission zurückgezogen. Auf diesem Treffen wurde die ständige Überwachung des Ärmelkanals aus der Luft durch Frontex beschlossen. Am 2. Dezember 2021 wies Frankreich offiziell den Vorschlag gemeinsamer Patrouillen britischer und französischer Beamter auf französischem Boden zurück.

Die britische Regierung erklärte, dass sie Vorschläge für neue Regelungen für die Zuwanderung überprüfen werde. Man wolle mit einem Punktesystem hochqualifizierte Arbeitskräfte anziehen. Am 27. Januar 2020 kündete sie ein neues Visaprogramm Global Talent Visa für Wissenschaftler an, das am 20. Februar in Kraft treten soll
. Die britische Regierung stellte zudem ihren Neuen Plan zur Einwanderung (New Plan for Immigration) vor und bezeichnete diesen als die umfassendste Reform des britischen Asylsystems seit Jahrzehnten.

## Trivia
- Das britische Finanzministerium beauftragte die regierungseigene Royal Mint mit der Prägung von 50-Pence-Gedenkmünzen mit – sukzessive – drei geplanten Austrittsdaten. Von der ersten Variante mit dem Datum 29. März 2019 wurden nur Probeexemplare geprägt.
Die Prägung mit dem weiteren geplanten Austrittsdatum 31. Oktober 2019 wurde im Oktober 2019 gestoppt und 1 Million dieser Münzen wurden eingeschmolzen. Am 21. Dezember 2019 wurde von der Beauftragung einer siebeneckigen Prägung mit dem Brexit-Datum 31. Januar 2020 und den Worten (übersetzt) „Frieden, Wohlstand und Freundschaft mit allen Nationen“ berichtet.[452][453]
- Bedingt durch die Verschiebung des Austrittstermins über den 30. März 2019 hinaus ließen britische Behörden schon vor dem tatsächlichen EU-Austritt Pässe ohne den Aufdruck Europäische Union ausstellen.[454]
- Dadurch, dass die Mitgliedschaft des Vereinigten Königreiches in der Europäischen Union mit dem 31. Januar 2020 endete, verlor der Schotte Iain Macnab nicht nur seine Unionsbürgerschaft, sondern kraft Gesetzes auch sein Amt als Bürgermeister der schleswig-holsteinischen Gemeinde Brunsmark.[455]
- Im Zuge des Brexit Referendums entstand im Vereinigten Königreich die Bürgerbewegung The Three Million, die sich für die Rechte der im Land lebenden EU-Bürger einsetzt und sich nach der Zahl der damals im Land wohnhaften, geschätzten rund 3 Millionen EU-Bürgern benannte. Wegen der fehlenden Einwohnermeldestatistik im Land wurden die Zahlen geschätzt. Für Ende September 2023 meldete die Bewegung auf Basis offizieller britischer Statistiken hingegen fast 7,5 Millionen EU-Bürger, die im Vereinigten Königreich leben, und aufgrund ihres Wohnsitzes im Land zum Zeitpunkt des Brexit im Rahmen des „EU Settlement Scheme“ (EUSS) den unbefristeten Aufenthaltstitels „settled status“ erlangen konnten.[456] Damit wurde die tatsächliche, aus der EU stammende Bevölkerung auf der britischen Insel weitgehend unterschätzt. Das EU-Settlement Scheme unterscheidet zwischen einem vorläufigen Status („pre-settled status“) und einem vollständigen Status („settled status“); Sozialhilfeansprüche der EU-Bürger und ihrer Familienangehörigen sind teils ungeklärt bzw. Gegenstand der Rechtsprechung.[457]

## Fernsehfilm
Am 7. Januar 2019 wurde auf dem britischen Fernsehsender Channel 4 der Film Brexit – Chronik eines Abschieds (Brexit: The Uncivil War) ausgestrahlt. Anliegen der Produktion ist es, das bisherige Geschehen nachzuvollziehen, wenngleich auch dramatisiert. In tragenden Rollen sind Benedict Cumberbatch und Rory Kinnear zu sehen, die in dieser fiktiven Erzählung reale Personen darstellen: die Leiter der jeweiligen Kampagnen, Dominic Cummings („Leave“) und Craig Oliver („Remain“).

## Dokumentarfilme
- Laura Kuenssberg: The Brexit Storm: Laura Kuenssberg’s Inside Story. BBC Two. 1. April 2019.[459]
- Stephan Lamby: Brexit – 24 Stunden bei Spiegel Online. Auszug aus: Nervöse Republik – Ein Jahr Deutschland. ARD, 2017. 14:17 Minuten.
- arte.tv: Brexit Blues. Fünf Jahre nach dem EU-Austritt (53 min, 2024, NDR)

## Austrittsbestrebungen in anderen europäischen Ländern
In einigen europäischen Ländern gibt es Gruppierungen, die ebenfalls einen Austritt aus der Europäischen Union anstreben. In Anlehnung an die Bezeichnung Brexit für den Austritt des Vereinigten Königreichs ist in diesem Zusammenhang die Rede von Danexit (Dänemark), Dexit (Deutschland), Frexit (Frankreich), Grexit (Griechenland), Italexit (Italien), Nexit (Niederlande) oder Öxit (Österreich).